# Lord Jim (roman)
Vous lisez un « article de qualité » labellisé en 2016.
Pour les articles homonymes, voir Lord Jim.

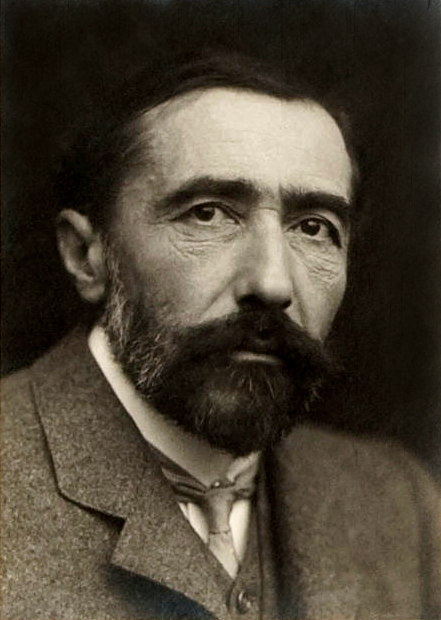
Joseph Conrad par George Charles Beresford (1904).

Lord Jim (Lord Jim en anglais) est un roman de Joseph Conrad publié en feuilleton d'octobre 1899 à novembre 1900 dans le périodique Blackwood's Magazine et en un volume dans une version révisée à la fin de cette même année. Appartenant à la première partie de la carrière littéraire de l'auteur, il en représente un jalon important par son succès immédiat, le premier et aussi l'un des rares que l'auteur ait jamais obtenus.
S'appuyant en partie sur des expériences personnelles, il raconte l'histoire de Jim, jeune officier de marine marchande britannique épris de rêves héroïques, mais marqué d'infamie : en effet, il a abandonné un navire en mer Rouge, le Patna, qu'il pensait être sur le point de sombrer, sans que les centaines de passagers embarqués n'en soient prévenus. Le reste de sa vie est consacré à tenter de restaurer sa dignité, en particulier à Patusan (en), territoire fictif en Asie du Sud-Est.
La définition du personnage de Jim n'est pas simple. Jim est un homme d'extrême bravoure en ses intentions, mais couard en ses actions ; à la poursuite d'un rêve d'héroïsme grandiose, et en recul devant l'adversité ; un géant en imagination et un poltron dans la réalité ; brandissant et trahissant à la fois les principes de noblesse et d'exigence qui confèrent à la société sa cohésion et sa dignité. Une autre approche consisterait à considérer Jim comme un jeune homme qui depuis l'enfance rêve de grandeur morale et humaine; il sait qu'un jour il sera confronté à une situation qui le mettra face à son destin, et que ce sera alors l'occasion de prouver sa valeur. Il passe, en somme, un pacte avec lui-même. Ce jour arrive, et malheureusement, il ne sera pas à la hauteur de ce qu'il considère comme lui-même. Il trébuche. Le reste de sa vie, immense chemin de croix (il y a du christ chez Jim, comme le fait remarquer Marc Porée), n'est que pénitence, humble restauration.
Le schéma narratif est particulièrement complexe, déjà expérimenté dans La Folie Almayer en 1895. Conrad a appelé cette technique « la vision oblique » (oblique vision). Elle tend à rompre la suite temporelle par de constants passages du présent au passé et vice versa. Ainsi, le romancier vise à « ne laisser échapper aucun fragment de vie » (not even a fragment of life to escape). Le narrateur principal qui, à partir du cinquième chapitre, parle, puis prend la plume pour ne la quitter que peu avant la fin, est l'un des personnages essentiels, Marlow, déjà rencontré dans Jeunesse (1898) et Au cœur des ténèbres (1899).
Considéré comme l'une des œuvres les plus profondes de Joseph Conrad, Lord Jim figure en 75e position sur la liste des cent meilleurs livres du XXe siècle établie en 1999 par Le Monde et la Fnac, et à la 85e place dans la liste des cent meilleurs romans de langue anglaise du XXe siècle établie par la Modern Library en 1998.

## Genèse, publication et accueil du roman
Juste avant la publication de Lord Jim, Conrad a dit adieu à sa carrière maritime pour se consacrer à l'écriture. Le roman est commencé alors qu'il a terminé La Rescousse, travaille à Jeunesse et Au cœur des ténèbres, se lie d'amitié studieuse avec Ford Madox Ford à propos des Héritiers et de Romance. Période difficile à tous points de vue pour lui : surcharge de travail, santé vacillante, déboires financiers, doute sur ses capacités créatrices. Au matin du 13 juillet 1900 cependant, il envoie son épouse et leur fils de deux ans à Londres, puis se met au travail pour terminer Lord Jim qui parait en feuilletons mensuels depuis le mois d'octobre précédent dans le Blackwood's Edinburgh Magazine,.

### Mise en route du roman

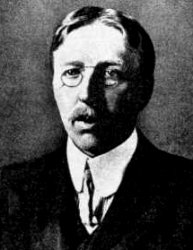
Ford Madox Ford en 1873.

En avril 1898, Conrad a commencé une ébauche de vingt-huit pages de carnet intitulée Tuan Jim. Comme il bataille depuis 1896 pour terminer La Rescousse, il désire rédiger un roman pour grand public qui se vendra bien. Cependant, des doutes l'assaillent sur la qualité de ses pages et sur sa lenteur, déplorant qu'il doive trop souvent attendre la phrase, le mot, avec des heures vides, et des questions sur sa vocation d'écrivain. De fait, écrit Topia, « le roman fut certainement un effort pour échapper au manuscrit de La Rescousse ». Cette ébauche couvre les trois premiers chapitres et s'achève avec l'entrée du Patna dans la mer Rouge : Conrad y reste assez distant et ironique envers son personnage et Jim ne possède pas encore la stature romantique, qu'il endossera plus tard ; Marlow n'apparaît pas et l'épisode de Patusan se trouve à peine évoqué.
La première mention de Lord Jim figure dans une lettre de Conrad à Edward William Garnett où il évoque une nouvelle intitulée Jim. En septembre 1898, Conrad fait la connaissance du jeune écrivain Ford Hermann Hueffer, ensuite connu sous le nom de Ford Madox Ford, qui, devenu son ami, lui loue une maison dans le Kent où les Conrad s'installent eux-mêmes en novembre 1898, et pendant les dix années qui suivent, s'y écrit une bonne partie de l'œuvre : peut-être encouragé par Madox Fox, si initialement il n'envisage pas de développer l'épisode de Patusan, en juillet 1898, il commence à penser à un livre de l'envergure de Au cœur des ténèbres. Ses hésitations sur la forme que doit prendre ce récit se manifestent dans le découpage en chapitres : originellement, il désirait les remplacer par un flux narratif ininterrompu, les concevant simplement comme des « pauses », des « moments de repos » pour le lecteur qui suit une « seule situation, véritablement unique du début à la fin »,. Il insiste ensuite pour que l'ouvrage ait pour sous-titre « Récit » — et aurait préféré « Simple récit ».

### Derniers soubresauts de la rédaction

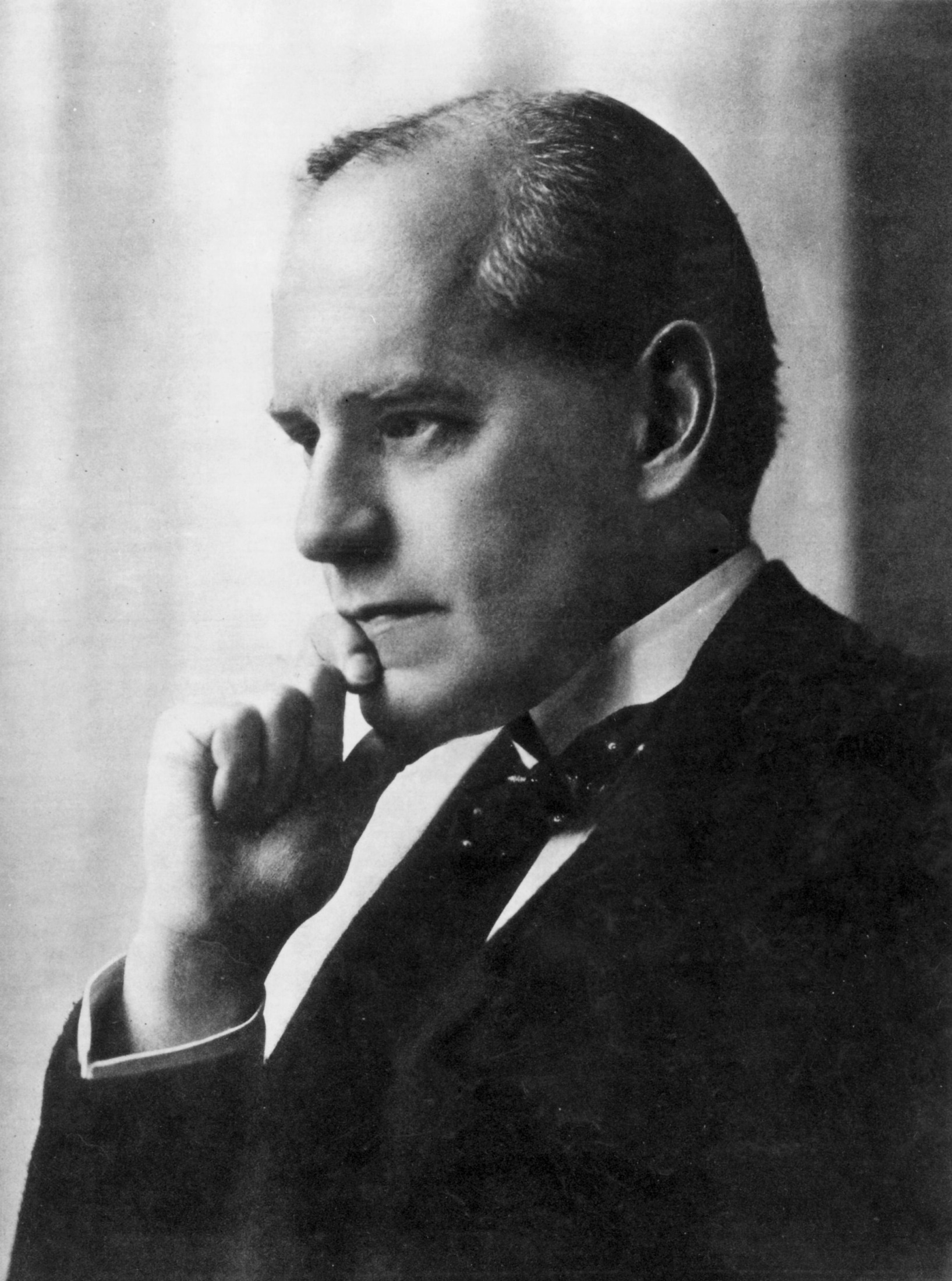
John Galsworthy.

La suite, il l'a racontée dans une lettre à John Galsworthy : après s'être « désespérément résolu à en finir » (desperately resolved to have done with it), il se lance dans un marathon de vingt-quatre heures, avec quelques pauses de dix minutes pour les repas et de brèves promenades autour de la maison. Le dernier mot est couché sur le papier le lendemain peu après le lever du jour et l'événement est célébré avec une cuisse de poulet froid partagée avec le chien de la famille. Si au départ, Conrad entend n'écrire que trois ou quatre épisodes et terminer l'ensemble bien avant la publication du deuxième, l'histoire a grandi jusqu'à en occuper quatorze, et n'a pris fin qu'après la parution du dixième.
Dès qu'il en a terminé, Conrad écrit à son éditeur, William Blackwood, pour le remercier de lui avoir favorisé la rédaction par son « indulgence amicale et sans faille » (friendly and unwearied indulgence). En réalité, la patience de Blackwood a été mise à rude épreuve et c'est grâce aux interventions du lecteur de la maison, David Meldrum, conscient du brillant exceptionnel de l'œuvre qui prend forme, que Conrad n'a à subir aucune foudre. Concédant que la longueur n'est pas sans poser de sérieux problèmes au magazine, Meldrum affirme cependant qu'il y a maintenant là « une grande histoire, digne d'honorer encore dans un demi-siècle les annales de Maga »,,.

### Publication

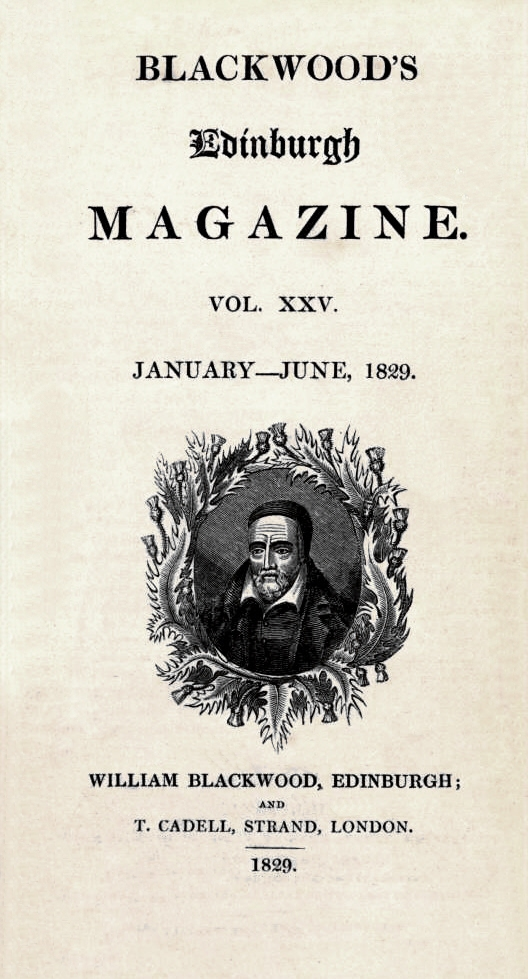
Blackwood's Edinburgh Magazine (1829).

Cette inflation du roman n'en cause pas moins une certaine tension entre l'éditeur et l'auteur : il avait été prévu que les trois ouvrages où figuraient Charlie Marlow, soit Jeunesse, Au cœur des ténèbres et Lord Jim, seraient publiés après leur parution en feuilleton en un seul volume, en raison d'une certaine unité due au partage de ce personnage-narrateur et aussi de la même idée morale fondatrice. Lord Jim, cependant, ayant grandi plus que prévu, William Blackwood considère que l'homogénéité de l'ensemble est rompue par le déséquilibre du troisième volet. Conrad fait savoir son mécontentement : il a conçu la trilogie de façon que Au cœur des ténèbres « serve de contrepoids » (as a foil) à Lord Jim et que Jeunesse « donne la note » (give the note). Son souci paraît fondé, selon A. Michael Matin, qui écrit : « Pour qui n'a pas lu Jeunesse, le passé turbulent de Marlow, ce conteur d'âge mûr, naguère jeune casse-cou de la marine marchande britannique sillonnant les mers de l'Orient, reste inconnu du lecteur de Lord Jim »,. D'où l'impossibilité de déceler la profondeur poignante de passages tel que celui où Marlow, maintenant d'âge mûr, s'interroge sur les origines de la fascination qu'il éprouve pour le marin perdu :
| « Was it for my own sake that I wished to find some shadow of an excuse for that young fellow whom I had never seen before, but whose appearance alone added a touch of personal concern to the thoughts suggested by the knowledge of his weakness — made it a thing of mystery and terror — like a hint of a destructive fate ready for us all whose youth — in its day — had resembled his youth? I fear that such was the secret motive of my prying ». |  | « Était-ce pour moi-même que je désirais trouver une ombre d'excuse à ce jeune garçon que je n'avais jamais vu avant, mais dont la seule apparence ajoutait une touche d'intérêt personnel aux pensées inspirées par la faiblesse dont je le savais coupable — et qui en faisait une chose mystérieuse et terrifiante — comme le signe d'une fatalité destructrice prête à nous surprendre, nous tous dont la jeunesse — en son temps — avait ressemblé à la sienne ? Je crains que cela n'ait bien été le motif secret de mon indiscrétion ». |

De plus, Au cœur des ténèbres lui aussi contient des épisodes importants du passé de Marlow : sa relation avec Kurtz au Congo belge et les conflits vécus entre des aspirations idéalistes et une conduite sans gloire. En bref, bien que ne donnant peu à voir dans Lord Jim de sa vie riche d'aventures et de faiblesses, sa pâleur en tant que personnage se justifie littérairement par la familiarité supposée du lecteur avec les deux œuvres de la trilogie conçue par Conrad.
Lord Jim est publié à Londres chez Blackwood et à New York chez Doubleday et McClure en octobre 1900 ; une deuxième édition anglaise paraît chez Dent en 1917, accompagnée d'une « Note de l'auteur », puis une deuxième édition américaine chez Doubleday en 1920.
Les éditions anglaises et américaines diffèrent : la dernière correspond à un état antérieur du texte, les changements portant surtout sur le personnage de Gentleman Brown et sur son affrontement avec Jim. Si l'envahisseur de Patusan reste dans la version première une incarnation quasi allégorique, à la fois surhumaine et grotesque, du mal et des « puissances obscures », dans la seconde, il se fait moins satanique et plus humain. Du coup le combat avec Jim est modifié : au lieu d'être un ἀγών emblématique entre le bien et le mal, c'est une lutte plus ambiguë que se livrent les deux hommes, chacun portant sa part des ténèbres inhérentes à la nature humaine.

### Accueil
Lord Jim a reçu un excellent accueil de la critique, surtout en ce qui concerne son sujet.

#### Le sujet

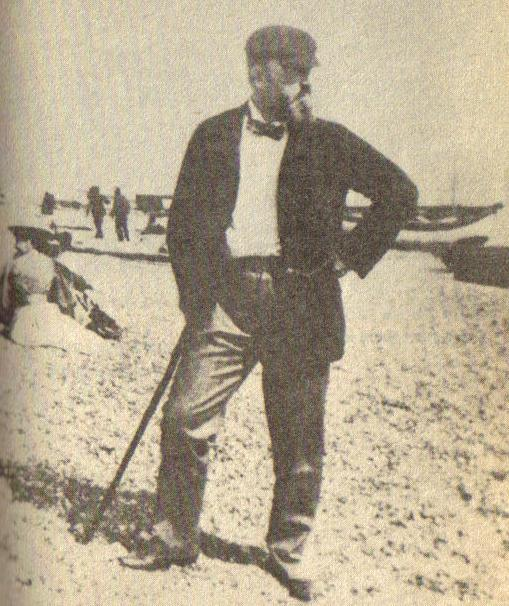
Henry James en 1897.

Le The Spectator se dit séduit par « l'intérêt poignant de cet étrange récit, l'éloquence contenue et pourtant ardente, l'intensité des portraits, la subtilité de l'analyse psychologique » et y a vu « le roman le plus original, remarquable et absorbant » de la saison littéraire. Le Speaker, quant à lui, juge que : « Conrad semble avoir résolu l'une des grandes difficultés du roman philosophique ». Le Daily News y trouve l'« histoire dramatique d'une âme incomprise et torturée ». Aux États-Unis, The Critic tente d'expliquer la technique narrative par une métaphore : « Imaginez une grosse araignée velue à la tête verte et dont les yeux sont des points brillants, s'affairant par un matin de rosée sur une extraordinaire toile — et vous avez l'intrigue de Lord Jim —. Son fil se déroule à partir de rien, elle est pleine de digressions qui ne mènent apparemment nulle part et de voies transversales qui repartent en arrière, puis recommencent et finissent à nouveau — parfois au bord du vide, parfois au centre même de l'intrigue — »,.
Conrad, plutôt sensible aux louanges, se déclare « l'enfant gâté des critiques », et mentionne le fait que Henry James lui a envoyé une lettre « absolument enthousiaste sur le livre » :
| « I read you as I would listen to the rarest music, in an intimate and profound abandon, wherefrom I come back slowly and with infinite regret. » | « Je vous lus comme j'eusse écouté la plus précieuse musique, en un abandon d'une intimité totale, et j'en reviens avec la lenteur d'un infini regret. » |

D'ailleurs, le critique de la Pall Mall Gazette note une ressemblance entre l'écriture des deux écrivains,.

#### La méthode narrative

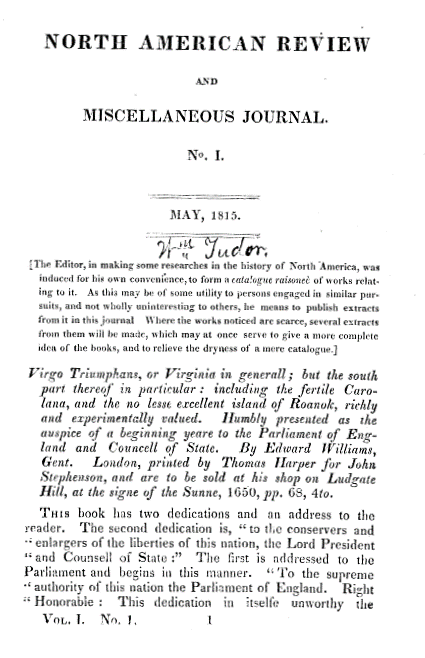
Premier exemplaire de la North American Review avec la signature de son éditeur William Tudor.

Si la majorité des critiques s'accordent sur la profondeur et la noblesse du sujet, la méthode narrative, elle, suscite certaines réserves. Literature affirme que Conrad ne sait pas écrire un roman et que sa méthode pour raconter l'histoire d'une âme apparaît fautive. Le récit de Marlow, en particulier, se voit remis en question : ainsi, le critique de l'Academy s'étonne de ce que ce personnage ait pu raconter une telle histoire en une seule soirée ; 99 000 mots environ, considérant qu'il n'est pas possible de parler à plus de 150 mots à la minute, il lui aurait fallu onze heures d'affilée, « ce n'est pas raisonnable ». Quant à la North American Review, elle qualifie son récit d'après-dîner d'« illusion impossible de maintenir »,.
Plus violent est le Sketch qui parle d'une « étude de caractère à peine ébauchée, écrite et ré-écrite à l'infini, disséquée jusqu'à être mise en lambeaux, mastiquée jusqu'à n'avoir plus aucun goût » et il ajoute « l'histoire — le peu d'histoire qu'elle contient — est racontée par un personnage étranger à l'action, un raseur assommant et bavard qui philosophe ». D'autres évoquent « une narration très disloquée, un roman informe », « un récit qui vagabonde d'avant en arrière […], un marécage de langage extraordinaire et d'événements incompréhensibles »,.
Dans sa « Note de l'auteur » écrite pour la deuxième édition de 1917, Conrad tenta de répondre à certaines de ces critiques : tout en laissant entendre que le récit de Marlow contenait des interruptions, il soutenait néanmoins que l'ensemble pourrait se lire à haute voix en moins de trois heures.

## L'intrigue deLord Jim
Après les premiers chapitres confiés à un narrateur omniscient, la narration non linéaire reflète le point de vue d'un narrateur interne, Marlow, qui complète ses souvenirs personnels de Jim par des entretiens avec des personnes l'ayant connu.

### Un jeune homme prometteur
Jim est un jeune homme de bonne famille, amateur de littérature nautique, rêvant d'être un héros des mers. Durant son apprentissage de la navigation, il vit une alerte sur le bateau-école à bord duquel il se trouve. Une embarcation est en effet envoyée en urgence afin de secourir les passagers de deux navires s'étant heurtés, et Jim ne fait pas partie de l'équipe de sauvetage en raison de la lenteur de sa réaction. Il en éprouve d'intenses regrets, malgré les consolations de son commandant.
Ses deux années de formation terminées, Jim rejoint la marine marchande et progresse rapidement dans la hiérarchie. Il est ainsi promu au rang de commandant-en-second (chief mate), alors même qu'il n'a jamais dû faire face à une situation grave. Lors de sa première véritable tempête, il est blessé par la rupture d'un espar qui le force à rester alité jusqu'à ce qu'il puisse débarquer à l'escale suivante.

### La faute sur lePatna
Jim devient ensuite second sur le Patna, navire en mauvais état commandé par un capitaine allemand violent, qui transporte des musulmans en pèlerinage vers La Mecque. L'équipage, blanc et européen, s'isole volontairement de sa cargaison. Bien que la mer soit calme, le bateau subit une violente secousse, alors que le commandant se disputait avec un membre ivre de l'équipage. L'équipage, Jim y compris, pense qu'une épave submergée a ouvert une voie d'eau sous la ligne de flottaison, et décide d'abandonner le navire et ses passagers. Le Patna, cependant, ne coule pas, et est remorqué jusqu'au port où l'équipage a trouvé refuge. Une enquête est alors ouverte, et l'ensemble de l'équipage, Jim excepté, prend la fuite. Jim est ainsi le seul à être jugé, et c'est au cours du procès qu'il rencontre Marlow. Son brevet d'officier lui est retiré et la navigation lui est désormais interdite.

### Voyage avec Marlow

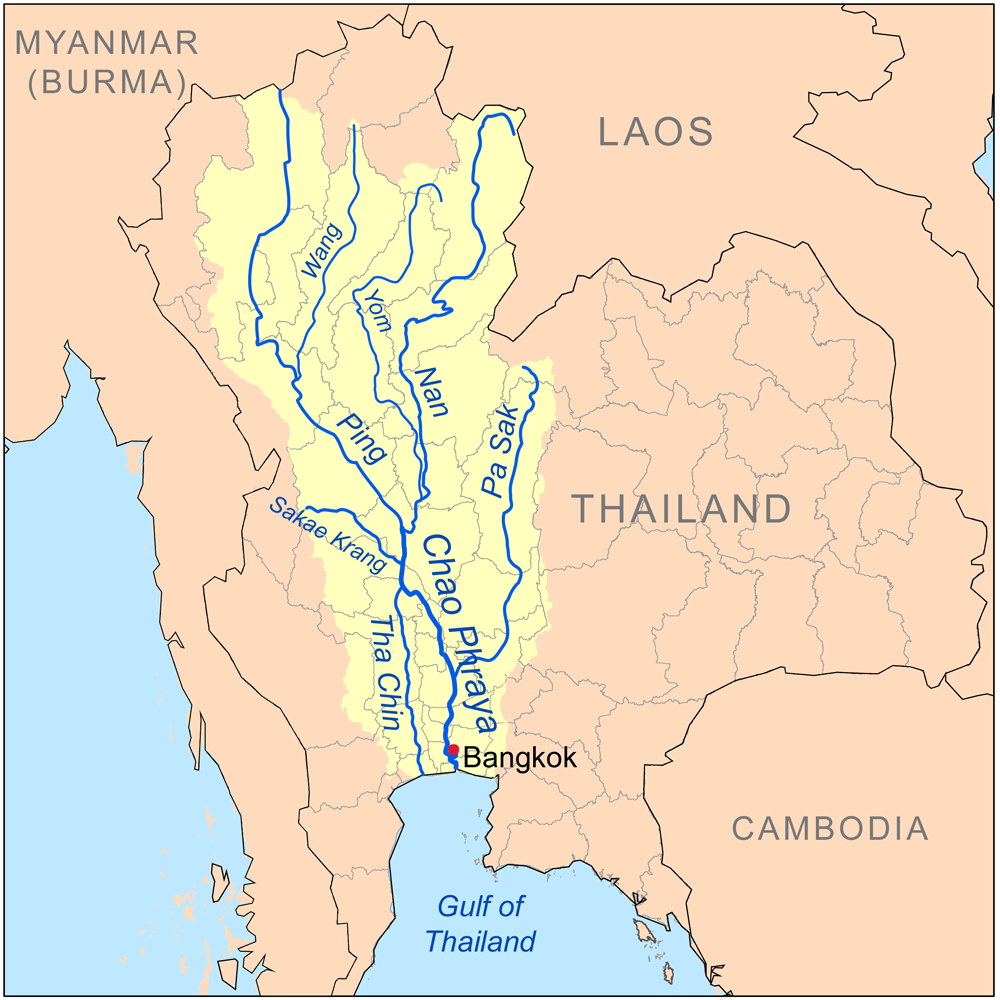
Bassin du Chao Phraya.

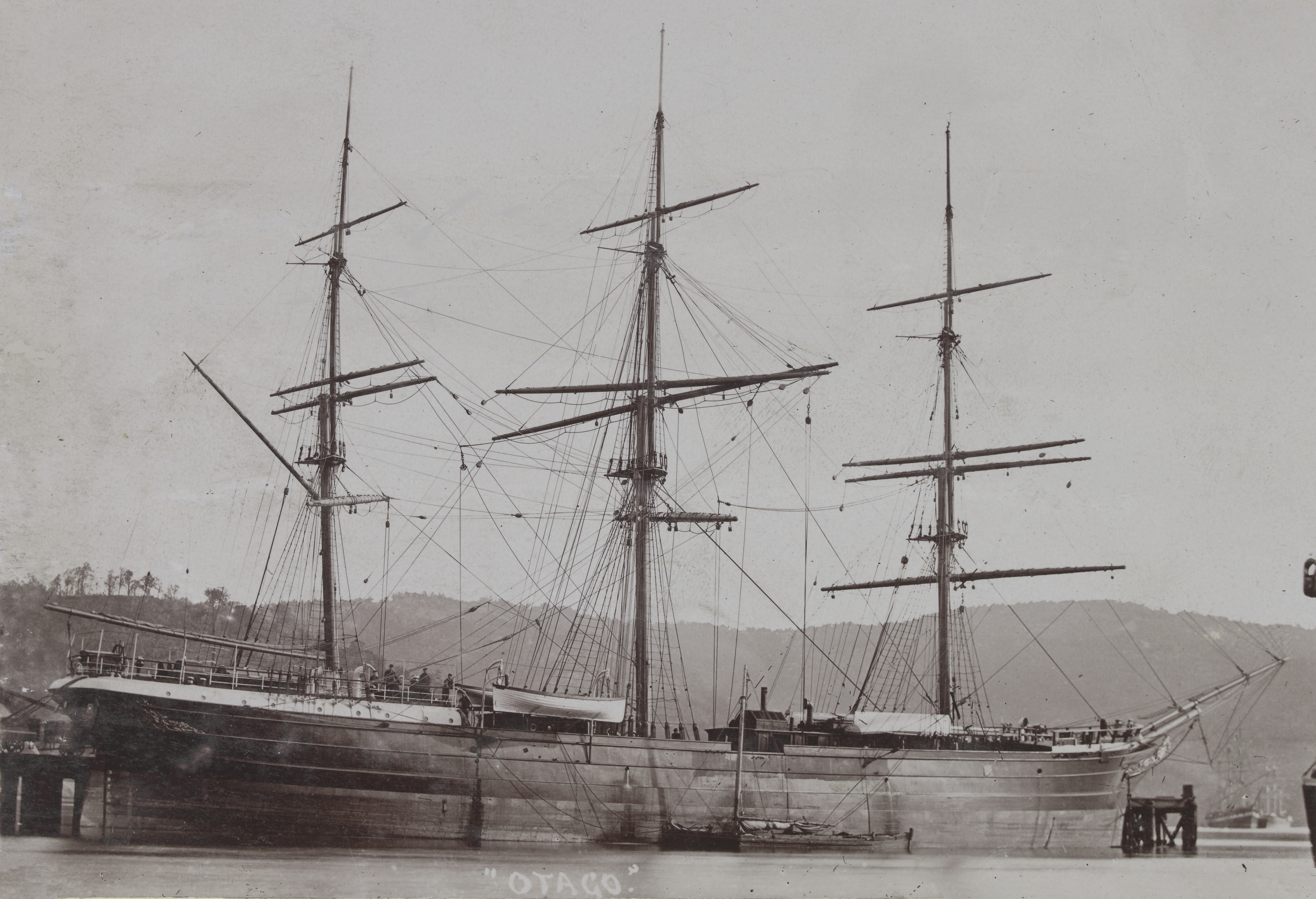
Otago (clipper, 1869), premier et seul commandement de Joseph Conrad.

Marlow se prend rapidement d'amitié pour Jim, qui lui raconte son histoire et bénéficie de son aide dans la recherche d'un travail. Jim demeure obsédé par sa fuite à bord du Patna. Lorsqu'il est confronté à des allusions ou des situations lui rappelant sa faute, il fuit de nouveau (lorsque, par exemple, des clients, innocemment, mentionnent le navire), ou devient violent, jetant dans le Chao Phraya un lieutenant danois qu'il juge insultant. À la suite de cet épisode, Marlow propose à Jim d'embarquer sur son propre navire et l'amène en Indonésie, où il finit par le confier au négociant Stein.

### Rédemption à Patusan

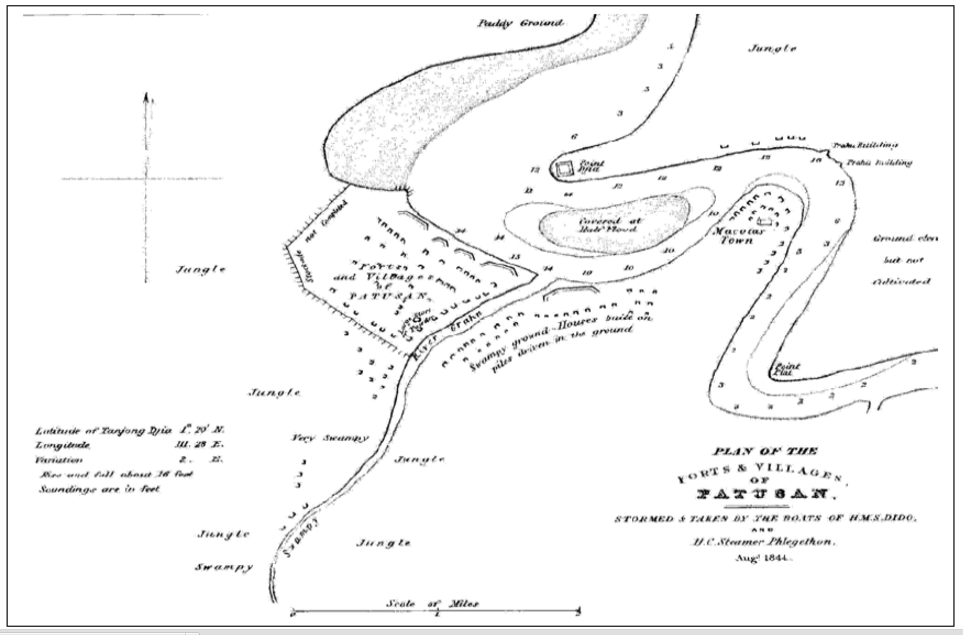
Carte de Patusan, d'après Henry Keppel, The Expedition to Borneo of HMS. Dido for the Suppression of Piracy, 1846.

À la demande de Marlow, Stein confie un comptoir à Jim, afin qu'il prenne la relève de l'agent Cornelius. Le comptoir de Patusan est situé dans une zone de jungle, près de l'embouchure d'un fleuve, et deux communautés y vivent. Des pêcheurs habitent un village en bord de mer sur le delta, et des villageois habitent dans les terres au confluent du fleuve et d'une rivière, près de collines. Bien que fictif, l'endroit semble être Berau (ou Brow) sur l'île de Bornéo ; toutefois, le The Oxford Reader's Companion to Conrad assure que Patusan a vraiment existé, formant une colonie de pirates établies à Sarawak. Certains critiques, cependant, estiment que Patusan n'est pas situé à Bornéo, mais à Sumatra. Quoi qu'il en soit, d'après les recherches fondées sur des données géographiques et au vu des déplacements personnels de Conrad, il semble établi que le comptoir de Stein se trouve au confluent de deux rivières venant de l'intérieur de Bornéo : la rivière nord, la Segar rejoint à cet endroit la rivière sud, la Kelai, et les deux cours d'eau réunis prennent alors le nom de Berau jusqu'au delta aux bras multiples et envasés.
Peu après son arrivée à Patusan, Jim est fait prisonnier par le rajah Tuku Allang et son allié Chérif Ali, deux chefs de guerre locaux qui oppriment la population. Après son évasion, il administre les pêcheurs, les Bugis, qui lui accordent confiance et estime. Jim pense alors retrouver par eux son honneur perdu. Il s'éprend de la belle-fille, Bijou (Jewel), de Cornelius qui est un homme aigri et violent, et il devient l'ami de Dan Waris, fils de Doramin, chef indigène des Bugis.
Un jour, un pirate britannique nommé Gentleman Brown attaque Patusan à la recherche de provisions. Après une escarmouche avec les hommes de Dan Waris, Gentleman Brown et sa troupe se réfugient au sommet d'une colline et négocient leur départ avec Jim. Doramin ressent le départ de Brown comme une trahison de Jim. Cornelius est jaloux que Jim agisse en chef et s'allie secrètement contre lui avec le rajah Allang et Brown. Cornelius guide ainsi les hommes de Brown vers le camp de Dain Waris qui est tué dans l'attaque. Jim, hanté par sa faute sur le Patna et ses rêves d'héroïsme inassouvis, décide de se rendre au camp de Doramin, le père de Dain Waris, afin que ce dernier le tue et qu'il puisse enfin expier sa faute.
Après la mort de Jim, Marlow reconstitue l'histoire de son ami à partir d'entretiens avec ceux qui l'ont connu. Il raconte tout d'abord l'histoire oralement, puis la consigne par écrit et envoie le manuscrit à l'un de ses auditeurs.

## Personnages
Il existe deux catégories de personnages, ceux qui ne font qu'une fugitive apparition sans laisser de traces et qui restent anonymes, le plus souvent désignés par leur apparence ou leur fonction, puis ceux, au nombre de seize, qui jouent un rôle dans l'histoire, que ce soit de premier ou de second plan. Parmi eux, dominent en stature Lord Jim le héros et, quoique à un moindre degré, Marlow le narrateur, ainsi que le curieux Stein.

### Contexte

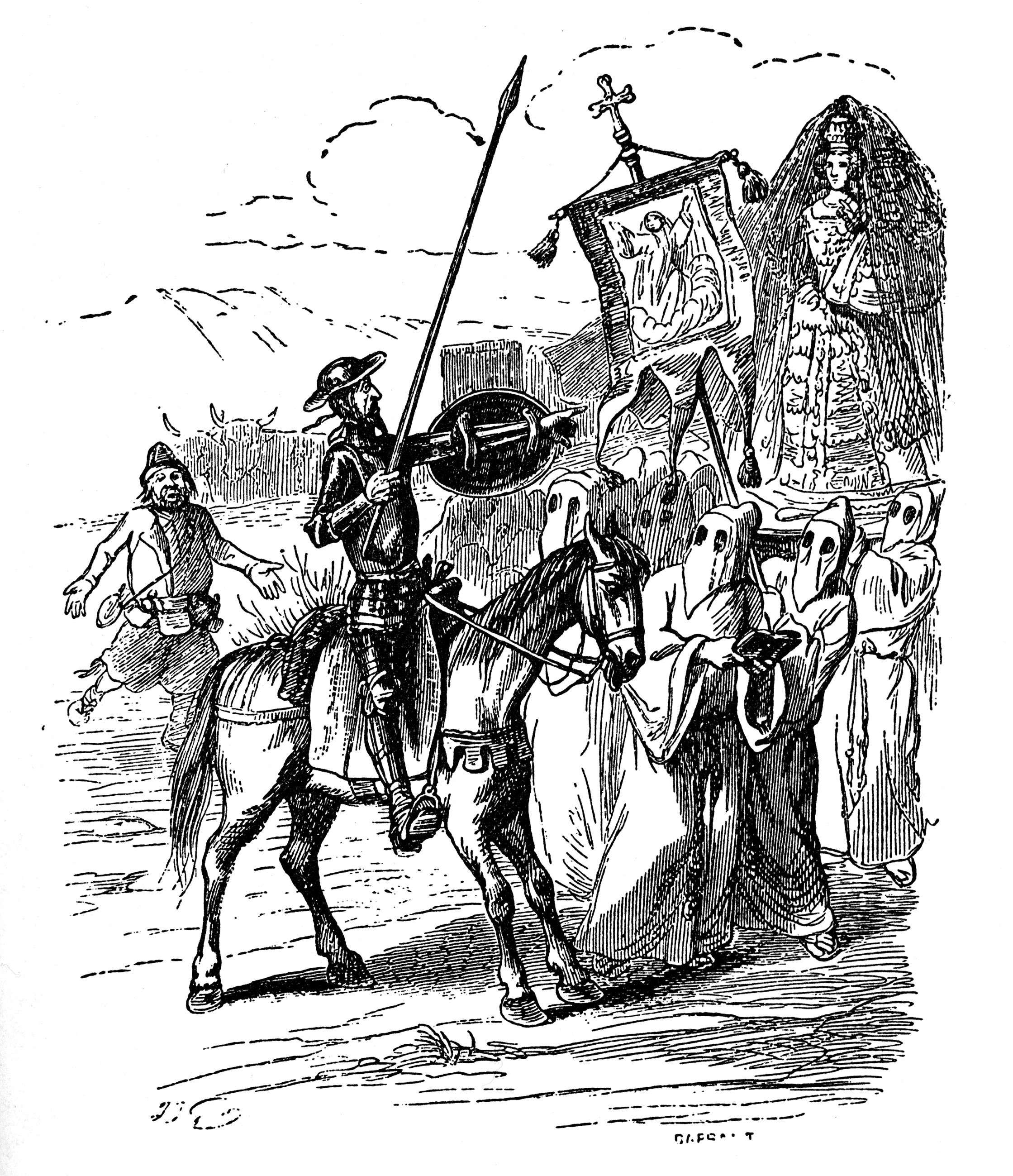
Don Quichotte, par Gustave Doré.

Pour comprendre la portée du roman, il convient de se rappeler l'importance de la figure du héros chez nombre de penseurs romantiques du XIXe siècle, par exemple l'Übermensch de Nietzsche ou le Great Man de Carlyle : individu solitaire et noble s'élevant au-dessus du troupeau social par l'ampleur de son imagination, sa dévotion à de grands idéaux, son mépris des basses contingences de l'existence quotidienne, bref l'éclair qui enflamme les cœurs et mobilise l'énergie, incarnation des valeurs de sa tribu comme chez Homère ou rendez-vous de rêves rebelles, comme chez Shelley.
Deux siècles auparavant, un autre genre de héros était né sous les traits de Don Quixote de la Mancha (1604), prototype de nombre de répliques picaresques au XVIIIe siècle, dont les idéaux, eux aussi, entrent en collision avec la dure réalité empirique. À ce titre, Don Quichotte reste une figure éminemment pathétique, avec une authentique aura de noblesse en guenilles ; sa lutte pour en maintenir les principes tourne au fiasco, mais les principes, eux, demeurent, tandis qu'il incarne leur inhérente faiblesse à s'adapter à la nature concrète du monde. Lord Jim appartient à ce genre, occupé par un héros « miles gloriosus » que le premier saut dans l'action enfonce dans un puits de honte.
Ainsi, en façade, Jim représente le « grand homme » appelé par Carlyle, le soi-disant chantre du courage, du sacrifice de soi, de la loyauté, toutes valeurs que Conrad n'a aucune intention de railler, mais que l'empiriste en lui contemple avec scepticisme, comme nombre des écrivains de son temps (Henry James, Marcel Proust, sans compter Sigmund Freud) qui scrutent méticuleusement les entrelacs de l'âme humaine, le courant réalisme supplantant peu à peu l'incantation romantique. Ironiste de ce fait, il doute des réelles motivations de Jim, de sa rédemption aussi, ambivalente au regard des idéaux proclamés. Cela ne fait pas de lui un cynique : les illusions de son personnage le touchent, il a conscience de leur importance dans les canons de la conduite, mais il les teste en situation, alors qu'ils se trouvent exposés aux rigueurs d'une réalité indifférente et hostile. Si les grands principes se voient jetés aux orties, que reste-t-il pour servir de morale du comportement ? Tel est précisément le sujet qu'il traite dans son roman.

### Recensement et commentaires
La liste des personnages et une partie de leur description sont adaptées de Sparknotes ; les autres commentaires, en particulier ceux qui concernent Jim et Marlow, relèvent de plusieurs sources citées en référence.

#### Le héros
- Jim, ou Lord Jim, ou encore Tuan Jim à Patusan, inspiré par la littérature populaire dont il raffole, rêve d'une destinée héroïque mais échoue au premier coup du sort. Il est suffisamment résumé dans le chapitre précédent et fait l'objet d'un développement complémentaire dans le corps de l'article.

#### Autres personnages principaux
- Marlow (Charlie Marlow), commandant de marine et narrateur de la majeure partie de l'histoire. C'est un marin expérimenté qui apparaît dans Au cœur des ténèbres et aussi Jeunesse, où le lecteur apprend à le connaître sous les traits d'un officier de marine marchande, assez louche au Congo belge, ou casse-cou dans les mers orientales (Eastern seas), ce qui explique en partie sa fascination pour Jim[18]. Lorsqu'il le rencontre, c'est un homme encore jeune mais mûr qui ressent aussitôt une forte affinité avec lui — l'un des nôtres (one of us) —. Il l'aide à trouver des emplois après sa radiation, d'abord au service d'un shipchandler comme water clerk[N 3], puis comme régisseur du comptoir de Stein. Entretemps, il s'obstine à percer le secret de Jim, puis après sa disparition, à perpétuer son souvenir en reconstituant son histoire, par oral puis par écrit. Il est le filtre principal à travers lequel l'histoire de Jim parvient au lecteur[44].

À la recherche non pas du « comment superficiel », mais du « pourquoi fondamental »,, il a deux fonctions, l'une d'exister en tant que personnage, l'autre de se manifester en scrutant la psychologie de Jim. C'est ce que Conrad appelle un « partenariat imprévu » (unforseen partnership) : inquiet de ce qu'un compatriote anglais comme lui ait failli aux principes communs de son peuple, il craint pour sa propre intégrité intellectuelle et aussi pour la validité même de ces principes dont Jim a révélé les limites. Au fond, il ne saurait lui pardonner, car sa propre vulnérabilité s'est révélée, surtout après le suicide de Brierly qui a fait partie de son jury, lorsqu'il s'écrit : « une telle affaire sape la confiance » (such an affair destroys confidence).
Conrad a considéré que la création de ce personnage avait été l'une de ses plus importantes réalisations. De fait, Marlow devint peu à peu aussi complexe et présent que Jim en qui il semble avoir trouvé un fils spirituel ; il prend plaisir à jouer pour lui le rôle de confesseur, médite à son propos sur la condition humaine, s'efforce de convaincre auditeurs et lecteurs de son honnêteté intellectuelle, admet que lui aussi est porteur de certaines faiblesses, manque d'imagination par exemple — façon de rassurer sur son objectivité —. En de nombreuses occasions, cependant, il assure qu'il peine à le comprendre, qu'il le devine, qu'il ne dispose que d'aperçus. Sa sympathie pour le personnage, bientôt portée jusqu'à la fascination, pose la question de son impartialité : ainsi, il rejette pratiquement l'opinion de tous ceux qui ont connu Jim et qui, le plus souvent, le prennent pour un incapable ; finalement, il se voit comme son seul rempart contre le « sombre océan ».
- Bijou (Jewel), fille d'une mère hollando-malaisienne et belle-fille de Cornelius. Elle aime Jim, de qui elle obtient la promesse de ne jamais la quitter. Pragmatique, elle l'encourage à se battre après la mort de Dan Waris, puis, alors qu'il a décidé de se rendre chez Doramin, elle tente désespérément de le retenir. Marlow la rencontre chez Stein après que Jim se soit offert au coup de Doramin[44].

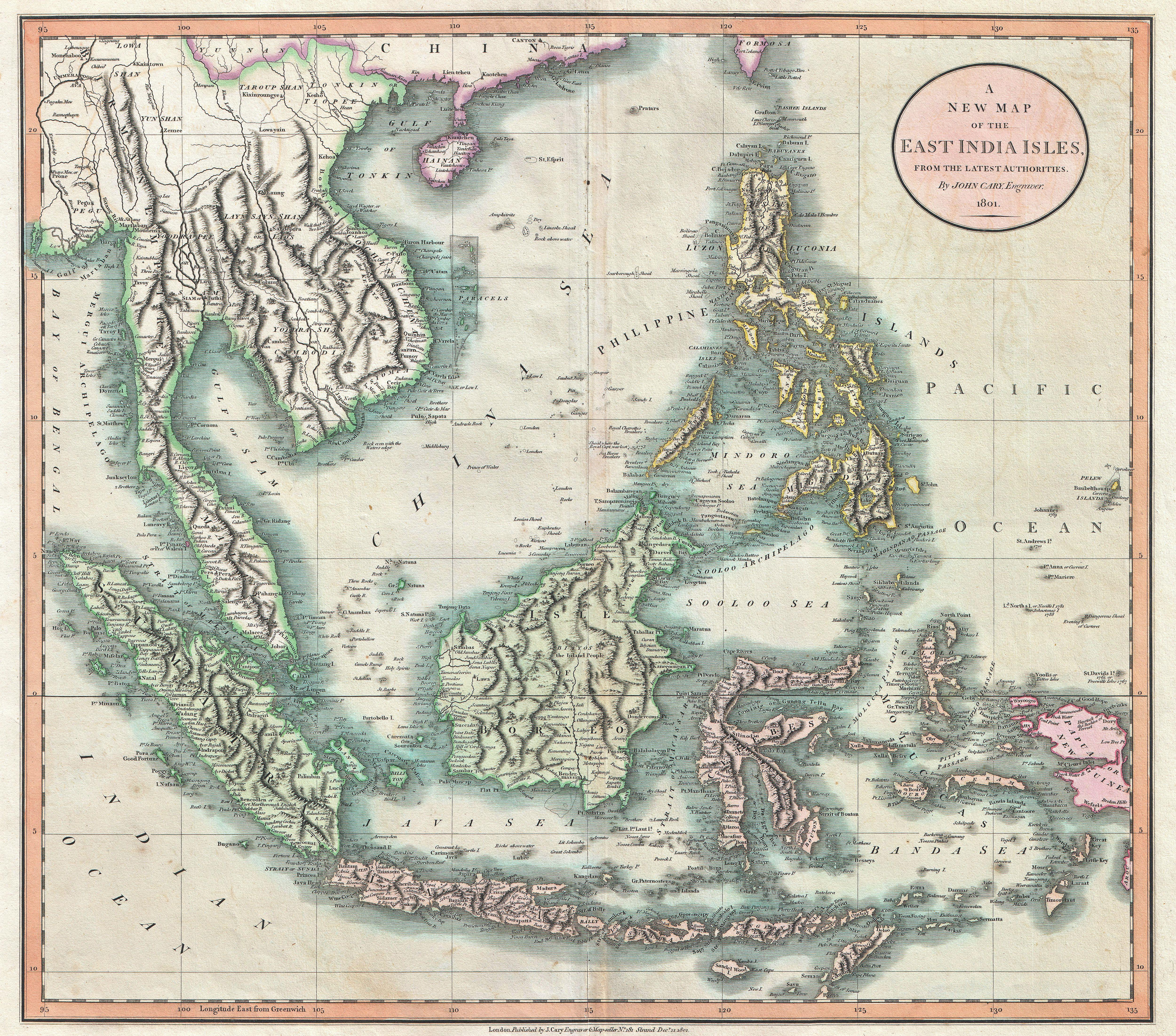
Indes Orientales en 1801.

- Stein, propriétaire d'un vaste comptoir, est celui qui envoie Cornelius, puis Jim, à Patusan. Il quitte l'Europe dans sa jeunesse après avoir été impliqué dans des activités révolutionnaires, et se fait ensuite une riche carrière de marchand dans les Indes orientales. Esprit méthodique et précis, capable de finesse, il analyse pour Marlow la personnalité de Jim. Pessimiste solitaire sans être misanthrope, il sait que ses idéaux ne seront jamais atteints et il s'évade du monde en cultivant sa passion pour les papillons et les scarabées[46].

Stein, comme Marlow, joue le rôle d'observateur mélancoliquement sceptique et philosophiquement indulgent envers les faiblesses humaines. Tous les deux possèdent la même forme romantique d'imagination et comprennent le point de vue de Jim, malheureux pécheur ayant transgressé les lois de la solidarité, dont ils deviennent le confident, d'autant plus attentifs qu'eux aussi, d'une manière différente, se sentent coupables d'une faute et vivent désormais retranchés de la communauté des hommes dont ils ne sont plus des membres à part entière.
Pourtant, son nom germanique, sa placidité de granite, son avidité pour la nature mêlée à son souci des hommes, et ses tendances érudites l'ont autorisé à partager toutes les expériences de la vie, alors que Jim a vu chacune de ses entreprises se fracasser devant lui. En un sens, c'est une sorte de figure divine, dont la sagesse supérieure serait capable de gérer l'ordonnance des destinées humaines, un homme complet au point de faire de l'ombre au héros, plus profond, plus fort, plus averti, dont il a réalisé les rêves car il a réussi à conjuguer romantisme et réalisme, à lire le livre de la vie, à en apprendre les leçons, en distiller la quintessence en termes abstraits. Cependant, son drame reste que sa sagesse paraît inopérante, ne changeant rien à la souffrance universelle, encore moins à celle de ceux dont il se sent proche : aussi se consacre-t-il à admirer les papillons.
- Gentleman Brown est un pirate blanc d'origine aristocratique anglaise qui, ayant échappé de justesse aux autorités espagnoles des Philippines, débarque à Patusan pour y piller des provisions. Sa réputation nourrit de nombreuses histoires racontées dans les îles. Fier et attaché à sa liberté, il est prêt à tout pour éviter d'être capturé. Alors qu'il voulait initialement mettre Patusan à sac, la défaite de sa troupe par les hommes de Dain Waris le pousse à ouvrir des négociations avec Jim.

Lors de leurs entretiens, il laisse entendre à Jim qu'il connaît son passé et s'en sert pour le manipuler afin d'obtenir la permission de repartir librement. En retournant vers son bateau, et avec la complicité de Cornelius et du Rajah Alland, il attaque le campement de la troupe de Dain Waris, dont la mort conduit plus tard à celle de Jim. Marlow le rencontre bien plus tard, peu avant sa mort, alors qu'il est le seul survivant d'un naufrage. Il représente le double négatif de Jim : même romantisme, mais dépourvu de tout idéalisme et de toute morale ; même passé tourmenté, mais hautement revendiqué et volontiers dévoilé.
- Cornelius est l'agent de Stein, prédécesseur de Jim à Patusan où il demeure avec la femme hollando-malaisienne, mère de Bijou. Il maltraite les deux femmes, jusqu'à vendre Bijou à Jim, qu'il trahit finalement auprès de Gentleman Brown[44]. Il apparaît comme la personnification même du mal, être fondamentalement abject, selon Marlow. D'une certaine façon, sa vision, obscurcie par la haine, contrebalance celle du narrateur principal qui reste partial dans le sens opposé[51].

Conrad semble avoir expérimenté sur lui plusieurs procédés de caractérisation : présentation par un autre personnage, par exemple le plus taciturne d'entre eux, Tamb'Itam, dont le long paragraphe en dit beaucoup sur son mépris, avant qu'il ne paraisse en personne ; description physique et vestimentaire ; comportement et façons de s'exprimer ; insistance sur son environnement, soit par contraste, par exemple avec un ciel lumineux, soit par assimilation avec son décor personnel ; réaction de ses interlocuteurs ; détails de ses habitudes ; enfin évaluation et jugement par les autres personnages et aussi par le narrateur. Certains adjectifs deviennent récurrents à chaque étape : « indigne » (utterly mean), « répugnant » (loathsome), « crasseux » (dingy), « délabré » (decrepit), « haineux » (heinous), « hypocrite » (slinking), « hystérique et criard » (shrieked, screeched, squealed), « grotesque » (grotesque), « obséquieux » (obsequious), etc..
- La femme hollando-malaisienne (Dutch-Malay woman), au passé mystérieux, est la mère de Bijou et l'épouse de Cornelius. C'est pour lui rendre service que Stein donne un poste de responsabilité à Cornelius. Elle trouve la mort avec lui après avoir été sa vie durant la victime de ses violences[44].

#### Personnages secondaires
- L'équipage du Patna regroupe les collègues officiers de Jim à bord du bateau. Lâches et sans scrupules, ils abandonnent le bâtiment dès la première avarie et fuient leurs responsabilités en évitant de se présenter à l'enquête et au procès. L'un d'eux, le « troisième technicien » (the third engineer), meurt d'une crise cardiaque. Jim en rencontre un autre par hasard dans l'atelier où il est embauché après le drame, ce qui le pousse à quitter la ville. Marlow en rencontre un dernier, lui aussi technicien du bord, dans un hôpital, rongé par l'alcoolisme et en proie à des bouffées délirantes avec des hallucinations de crapauds roses. Il raconte avoir personnellement assisté au naufrage du navire, ce qui est faux, puisque la coque a résisté et les passagers ont été sains et saufs. Pour autant, comme ses collègues, s'il se révèle sans scrupule à l'égard de ses devoirs de marin, il témoigne d'une remarquable capacité d'action, ne serait-ce que dans la mise en œuvre de la débandade[44]. Le commandant, à l'aspect repoussant, maltraite l'équipage et harcèle Jim. Il est décrit comme « l'incarnation de toute la vilénie et la bassesse rodant dans ce monde que nous aimons »[52],[C 2]. Deux membres de l'équipage restent fidèles à leur poste, les deux timoniers malais, sans qu'aucun commentaire ne vienne éclairer leur motivation, si bien que le lecteur est en droit de se demander s'ils agissent par devoir ou par simple routine sans se poser de questions[44].
- Le commandant Brierly (Captain Brierly), un officier de marine respecté, est membre du jury au procès de Jim. Il propose en secret à Marlow une somme d'argent destinée à favoriser la fuite de l'accusé et, peu après les audiences, se donne la mort sans que le lecteur sache vraiment quel sentiment de honte l'a poussé à l'acte[44]. Il sert de point de comparaison pour mieux cerner la personnalité de Jim. D'après Frederick R. Karl, il se détruit alors qu'il se trouve au sommet de sa réussite par identification avec Jim, brisé par une « broutille éveillant des idées avec lesquelles un homme ne saurait vivre » (one of those trifles that awaken ideas […] with which a man […] finds it impossible to live)[53].
- Chester et Robinson sont deux individus louches qui, par l'intermédiaire de Marlow, proposent un emploi à Jim. Il s'agit d'aller ramasser du guano sur une île isolée, en utilisant un bateau en très mauvais état. Jim refuse ce voyage, qui s'accomplit sous un autre commandement et disparaît, victime d'un ouragan[44]. Chester et Robinson sont sans scrupules, dotés d'une « immense énergie » ; le second, cependant, est déjà une épave d'homme, à l'image de ce que deviendra le premier[44].
- Le lieutenant français (The French Lieutenant) est rencontré par Marlow dans un café de Sydney longtemps après les événements concernant Jim. C'est lui qui était resté à bord du Patna endommagé alors que son remorqueur ramenait le navire au port, acte héroïque selon Marlow, mais que l'intéressé décrit en termes de simple devoir et conscience professionnelle. D'abord intrigué par ce qu'il pense être un prosaïsme réducteur et une incapacité à rendre verbalement l'exigence de l'expérience vécue, Marlow finit par éprouver une sorte de dégoût pour ce personnage qui n'a de cesse de brandir haut et fort la notion d'honneur. Pour autant, l'éthique personnelle de l'officier français semble rencontrer le respect de Conrad par sa constance au service de toute une vie d'action[44].
- Doramin, chef des Bugis sur l'île de Patusan, père de Dan Waris, est l'ami le plus proche de Jim. C'est un vieil homme sage et bon, compagnon de guerre de Stein qui, en guise de recommandation, a remis à Jim un anneau d'argent. Il sauve ce dernier après son évasion du repaire du Rajah Allang, mais après l'attaque de Gentleman Brown, l'accuse de la mort de son fils et le tue. La famille de Doramin et son clan lui sont entièrement dévoués, obéissant chacun à un sens de l'honneur et du devoir qui l'unit au service de tous. Doramin lui-même est décrit comme « imposant », « monumental », et son fils comme « un jeune homme des plus distingués » (a most distinguished youth).
- Dain Waris, fils de Doramin, est le meilleur ami de Jim dont il est le commandant-en-second. Lorsque Gentleman Brown entre dans le territoire, il l'attaque et le poursuit, mais ne réussit que partiellement à le repousser. Il est tué par la traitrise de Cornelius qui conduit le pirate et sa bande, que Jim a libéré.

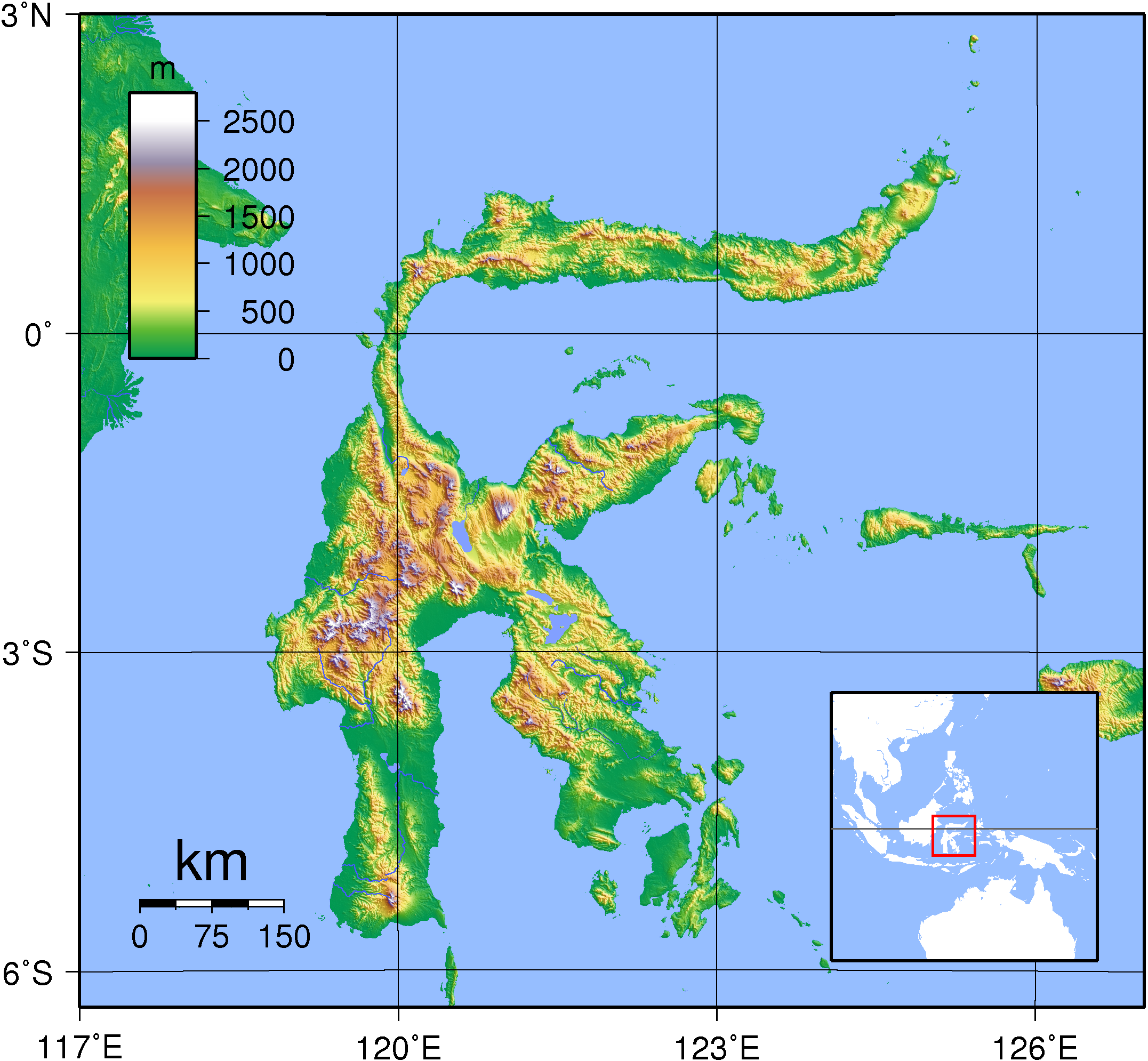
Célèbes (topographie).

- Les Bugis sont un groupe de marchands originaires des Célèbes ayant émigré à Patusan bien avant l'arrivée de Jim. Sans cesse en conflit avec le Rajah Allang qui veut mettre un terme à leur négoce pour s'assurer le monopole du commerce, ils ont choisi Doramin comme chef.
- Tam'Itam est un Malais venu à Patusan dont le Rajah Allang a fait son esclave et que libère Doramin. Il devient le dévoué serviteur et conseiller de Jim. Après la mort de ce dernier, il s'échappe avec Bijou et c'est lui qui raconte avec le plus de fidélité à Marlow les derniers jours du héros.
- Rajah Allang, connu aussi sous le nom de Tunku Allang, est le maître officieux corrompu de Patusan. Il est l'oncle du très jeune sultan légitime, mais souffrant d'un retard mental. Il essaie de s'octroyer de force le monopole du commerce de la région. C'est lui qui capture Jim dès son arrivée et qui, plus tard, s'allie secrètement à Brown.
- Cherif Ali est un bandit musulman fanatique qui terrorise la population du territoire depuis son repaire accroché au flanc de la colline. Il est défait par Jim qui, de ce fait, devient un héros à Patusan[44].

## Conception du roman
L'écriture de Lord Jim s'explique en grande partie par la conception qu'avait Conrad de la fiction, qu'il a exposée entre 1895 et 1900 dans quelques essais, diverses notes en marge de ses romans et une partie de sa correspondance.

### Différents essais et autres

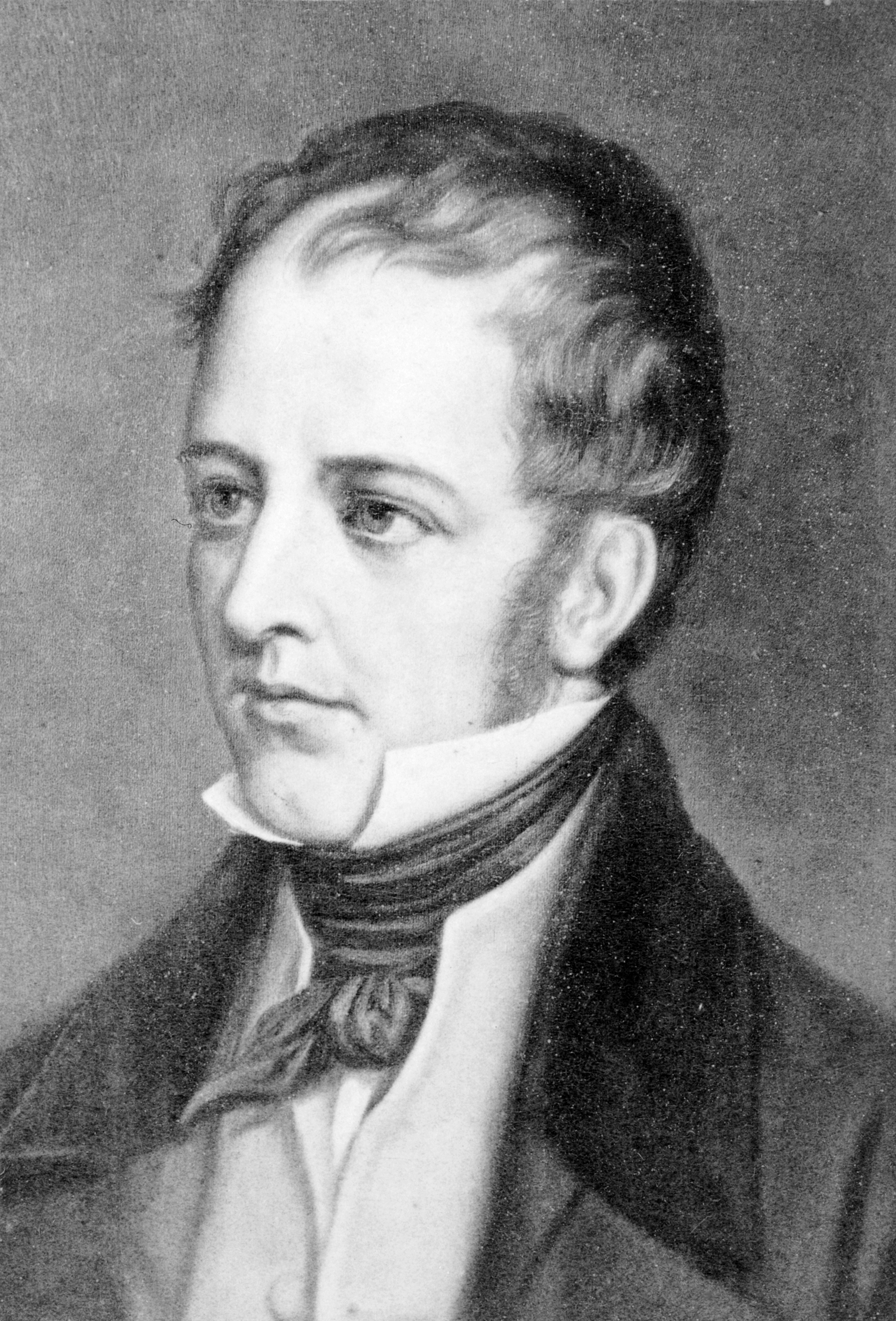
Frederick Marryat.

Le premier essai de Conrad, Tales of the Sea, est consacré à Marryat, le romancier des mers, l'un de ses auteurs préférés, et son compte rendu reflète la nature naissante de son propre art : « Ses romans ne sont pas le produit de son art, mais de son tempérament, comme les exploits que relatent ses états de service dans la marine. Son œuvre est intéressante pour l'artiste en ce qu'elle représente une expression de nature non artistique parfaitement réussie »,.
Ici, la personnalité de l'auteur est privilégiée, ce que corrobore un autre passage de l'essai An Observer in Malaya, où il commente le dernier livre de Hugh Clifford, Studies in Brown Humanity, et écrit : « dans un tel livre, c'est la personnalité de l'auteur qui suscite le plus grand intérêt ; elle se met en forme sous nos yeux dans la ronde des phrases, elle se dessine entre les lignes — comme le parcours du voyageur dans la jungle — »,.
Enfin, une lettre de 1895 concernant son roman Un paria des îles (An Outcast of the Islands) met nettement l'accent sur la personnalité de l'auteur, ce qui implique une conception subjective de l'art : il est primordial, processus exigeant mais indispensable, que l'artiste sonde les profondeurs de son être avant d'aspirer à devenir le chroniqueur de la vie humaine, « avec des doutes, des hésitations, des moments d'anxiété silencieuse à l'écoute de ses propres pensées — de ses propres fautes — murmurant indistinctement quelque part au plus profond de soi ». Cette présence de l'auteur se trouve encore accentuée lorsque Conrad ajoute : « Parlez du fleuve, des gens, des événements, comme vus à travers le prisme de votre tempérament. […] Il vous faut exprimer hors de vous chaque sensation, chaque pensée, chaque image, sans répit, ni réserve ni remords »,,.

### Méthode d'investigation
Conrad considère la vie de l'homme comme un voyage suivant un chemin en zigzag, d'où sa fervente adhésion à ce qu'il appelle « la vision oblique » : « la vision directe est mauvaise. Ce qu'il faut faire, c'est regarder du coin de l'œil »,.

#### Narration en séquence brisée
La séquence brisée de la narration vient de cette « vision oblique » de Conrad. la plupart du temps, l'histoire qui se déroule de A à Z commence à être contée à partir de F, puis s'en va à M ; alors intervient une rétrospective de A à F, que suit l'anticipation des événements jusqu'à Z, le reste étant consacré à une élaboration des faits de M à Z. Sur ce point, les vues de Conrad diffèrent peu de celles de Virginia Woolf qui écrit : « L'esprit reçoit une myriade d'impressions. […] Elles arrivent de toutes parts, pluie incessante d'innombrables atomes ; et, alors qu'elles tombent, elles se cristallisent en la vie de lundi ou de mardi. […] La vie n'est pas une série de lampes symétriques ; c'est un halo lumineux qui nous entoure dès l'éveil de notre conscience dans une semi-transparence jusqu'à ce qu'elle s'éteigne »,. Il est du devoir de l'artiste de refléter les manifestations fugitives de la vie à tout instant.

#### Une théorie de l'impressionnisme en art
La préface du Nègre du Narcisse (The Nigger of the Narcissus), publié en 1897, résume ce que Conrad conçoit comme une théorie de l'impressionnisme en art : « L'art […] peut être défini comme une tentative résolue de rendre au plus haut point justice à l'univers visible, en en révélant la vérité, multiple et une, qui sous-tend chacune de ses manifestations. C'est une tentative d'en restituer les formes, les couleurs, la lumière, les ombres, les aspects de la matière et les faits de la vie, ce qu'il y a en chacun d'eux d'essentiel, de durable — leur qualité unique et convaincante —, la vérité même de leur existence »,,.
Le rôle premier de l'artiste serait donc de dépeindre la vie sous tous ses aspects tels qu'il les saisit à travers le filtre de son tempérament, c'est-à-dire en priorité ses propres sens : « Tout art […] en appelle d'abord aux sens, et son objet lorsqu'il s'exprime par l'écriture est de s'en remettre à eux pour atteindre la source secrète des émotions et en susciter une réaction. Il doit s'efforcer de tendre vers la plasticité de la sculpture, la couleur de la peinture et le pouvoir de séduction magique de la musique « qui reste l'art suprême ». Il a l'obligation de tendre avec une constance sans faille vers l'adéquation parfaite entre la forme et la substance. […] Ainsi, le but que je m'efforce d'atteindre est, par le pouvoir du mot écrit, de vous faire entendre, de vous faire ressentir et, avant tout, de vous faire voir. Cela, et rien de plus, ce qui est tout »,.
Toutes ces réflexions de jeunesse tendent à montrer l'urgence que ressent Conrad d'une nouvelle technique de fiction. Son plaidoyer pour la subjectivité dans le sujet développé va de pair avec l'objectivité nécessaire à l'agencement du récit. Créer des âmes humaines, révéler le cœur des hommes demeurent son but premier : c'est ainsi qu'il entend montrer le spectacle de la vie.

### La préface de l'édition de 1917

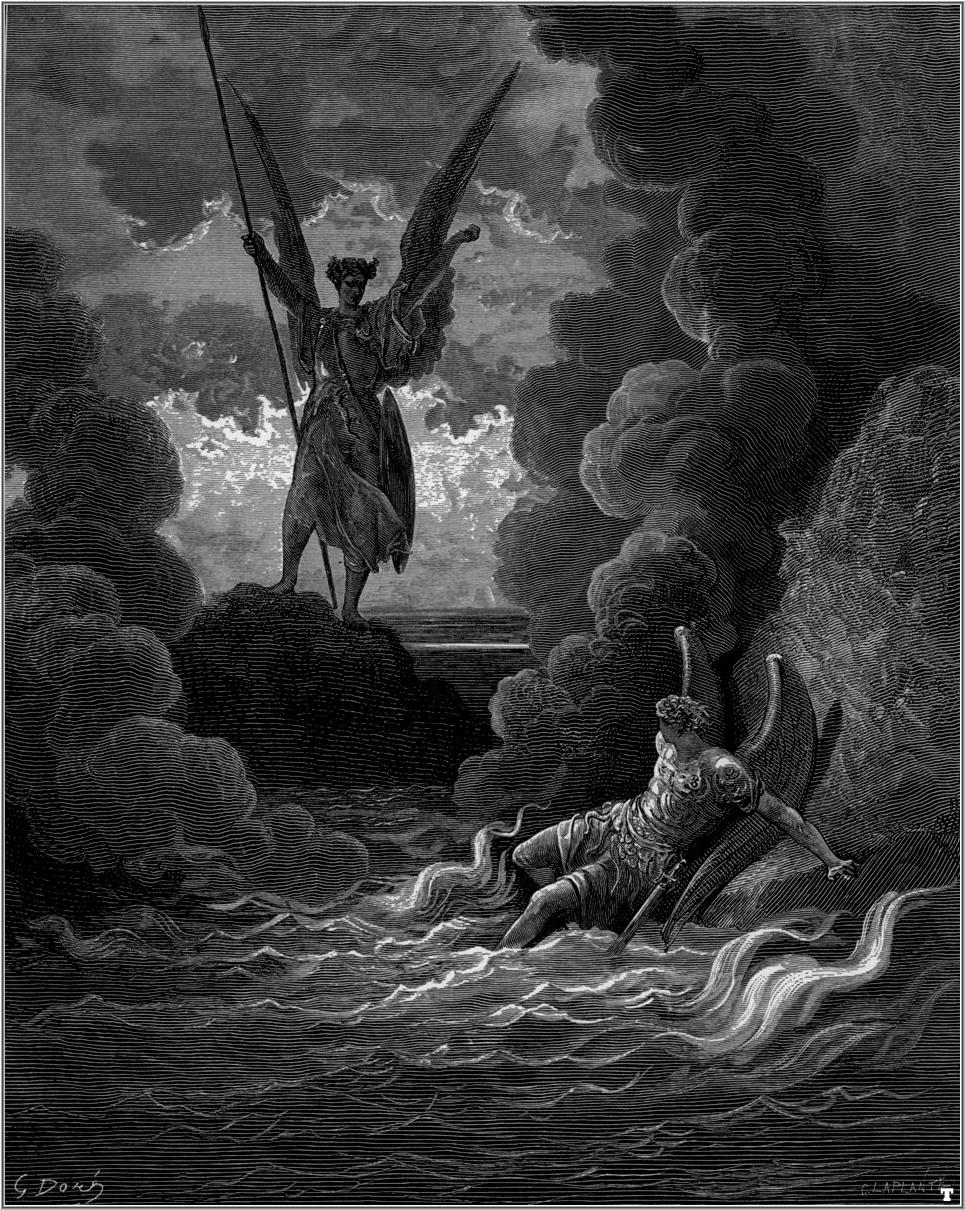
Satan dans Le Paradis perdu de Milton, par Gustave Doré.

La conception même de Lord Jim est résumée dans la préface que Conrad a rédigée pour l'édition de 1917. Quelques phrases significatives suffisent à reconstituer le puzzle : « La vérité veut que je dise que ma première intention avait été d'écrire une nouvelle portant uniquement sur le transport de pèlerins ; rien de plus »,,. Cette ouverture révèle la prééminence de l'épisode du Patna sur le reste dont, d'ailleurs, tout dépend. L'acte instinctif de Jim, impliquant une faille de caractère, détermine sa vie entière ; d'où la possibilité d'un conflit d'essence dramatique permanent, indélébile mais inacceptable et sans cesse annihilé, cercle vicieux dans lequel le héros se retrouve pris au piège.
D'où la deuxième phrase : « Ce fut seulement à ce stade que je me rendis compte que l'épisode du bateau de pèlerins constituait un bon point de départ pour une histoire libre et vagabonde »,. Si « vagabond » ne s'avère pas tout à fait conforme à la réalité du récit, « conte » en revanche annonce la série des événements qui s'ajoutent les uns aux autres, allongeant le texte à loisir, sans que l'intrigue, souvent, ne progresse vraiment. Pour autant les éléments de la crise demeurent, ni le personnage ni la situation n'ayant changé, ce qui explique la phrase qui suit : « c'était un événement […] de nature à colorer pleinement le « sentiment de l'existence » chez un individu simple et sensible »,. De fait, la conscience de l'échec n'apparaît pas comme le résultat d'un processus intellectuel, mais est ressentie, sorte de péché originel désormais intégré à l'être de l'homme, d'autant que le personnage est « simple », non pas « primaire », mais renvoyant à un asservissement à des idéaux aussi nobles que clairement servis.
Il n'y a ainsi aucun jugement de la part de l'auteur, comme le laisse entendre la dernière phrase de la préface : « Par un matin ensoleillé dans le banal décor d'une rade d'Orient, je le vis passer, silhouette émouvante et significative, sous un nuage, en un silence total. Et c'est bien ainsi qu'il devait être. C'était à moi, avec toute la sympathie dont j'étais capable, à chercher les mots adéquats à son attitude. C'était « l'un des nôtres » »,. Le matin ensoleillé est une note optimiste, vite plaquée sur la mesquine réalité du décor ; l'attrait, la sympathie que suscite cette silhouette de passage s'accompagnent de dignité, surtout dans le malheur que symbolise le nuage : à ce titre, Jim a parfois été comparé au Satan du Paradis perdu de Milton : l'homme, ange déchu, reste noble, et l'histoire de Jim, prégnante de sens comme le héros de Milton, s'affirme en parabole, en tant que telle rivée à la terre et à l'ordinaire du concret. Si Jim est « l'un des nôtres », nous n'en savons pas plus sur lui que sur nous-mêmes, car il demeure insondable, mystérieux, rebelle à tous sondages psychologiques, sans doute en fin de compte une énigme à jamais insoluble.

### Racines profondes du roman
Conrad a invité lui-même à diviser sa vie en deux parties, inexpérience et naïveté, puis maturité, séparées par son expérience africaine. La maturité ne constitue en rien un reniement de l'inexpérience et, loin de supprimer la jeunesse et ses attitudes particulières, le talent de l'auteur consiste à en ranimer le souvenir et la vie antérieure. En ce sens, la grandeur de Lord Jim est de présenter un panorama complet, la double vision de l'adolescent et de l'homme d'âge, de l'être jeune pour qui tout est imagination et rien n'est objectif, et celle de l'homme mûr qui connaît la résistance des choses, la forme d'inertie des habitudes. Il en émerge un contraste fondateur et une synthèse ramifiées jusque dans le style, où se retrouvent les vertus de la poésie comme une discipline analytique.

#### Vision aristocratique de la vie
Lord Jim propose et reflète une conception aristocratique de la vie. Quoique laborieux, Conrad a toujours fait partie des pan polonais[pas clair], se manifestant par son élégance physique, son dandysme vestimentaire, son involontaire condescendance, une sorte de supériorité dans le maintien distinguant sa caste. Si le réflexe aristocratique va de soi, il n'empiète pas sur les valeurs morales : toujours, Conrad fera l'éloge des matelots, prônant la solidarité humaine, posant pour postulat l'égalité parfaite des personnes.
Cette vision aristocratique de la vie a une contrepartie littéraire d'essence philosophique, l'ironie, qui est une sorte de fonction du destin des individus, consistant en ce que ce destin leur apporte exactement, à leur vive déception, ce qu'ils ont toujours voulu. À ce compte, celui de Jim est une longue suite d'ironies, à quoi s'ajoute l'un des aspects du dandysme, la faculté de percevoir ce qu'il y a de futile dans les comportements, les sentiments et les pensées, jointe à l'assurance que cette futilité étant incurable, le plus sage reste encore d'y persévérer. Persévérer dans l'être que l'on est, par propos délibéré, est un trait aristocratique ; persévérer dans la futilité en connaissance de cause, c'est du dandysme. Certes, Conrad arrête l'ironie quelque part : la trahison de Jim n'est plus de son ressort ; si le passage de l'être au néant peut être une ironie du destin, celui qui en est menacé ou victime n'est pas susceptible de le prendre ironiquement. Ainsi, le traitement ironique des thèmes, l'attitude ironique vis-à-vis des situations et des gens se rattachent à la personne vivante de Conrad et plongent leurs racines dans son être profond.

#### Absence de religion
L'attitude négative de Conrad envers la religion influence également le roman. Conrad vient d'un pays profondément catholique, mais lui ne l'est pas, ni même chrétien. Jim est fils de pasteur anglican, mais il ne lui est rien resté de son éducation première : pour lui, la religion, favorisant la confusion des valeurs, est au service de la tyrannie sociale ; philosophiquement, elle est supplantée par la science comme moyen de compréhension de l'univers ; poétiquement, elle n'est plus qu'un symbole : le Patna ne transporte pas une cargaison quelconque, mais un groupe de pèlerins musulmans que l'auteur appelle « pèlerins inconscients d'une foi exigeante »,, symbole, ici, d'un voyage coûteux et périlleux sans but concret entrepris par l'humanité vers une fin qu'elle ne voit pas, obligatoire (exacting) et comptant parmi ses réflexes essentiels (unconscious) :
| « Eight hundred men and women with faith and hopes, with affections and memories, they had collected there, coming from north and south and from the outskirts of the East, after treading the jungle paths, descending the rivers, coasting in praus along the shallows, crossing in small canoes from island to island, passing through suffering, meeting strange sights, beset by strange fears, upheld by one desire. They came from solitary huts in the wilderness, from populous campongs, from villages by the sea. At the call of an idea they had left their forests, their clearings, the protection of their rulers, their prosperity, their poverty, the surroundings of their youth and the graves of their fathers. They came covered with dust, with sweat, with grime, with rags—the strong men at the head of family parties, the lean old men pressing forward without hope of return; young boys with fearless eyes glancing curiously, shy little girls with tumbled long hair; the timid women muffled up and clasping to their breasts, wrapped in loose ends of soiled head-cloths, their sleeping babies, the unconscious pilgrims of an exacting belief. » |  | « Ils s'étaient réunis là, huit cents hommes et femmes, lourds de foi et d'espoir, lourds de tendresse et de souvenirs ; ils étaient accourus du nord et du sud et des confins de l'Orient ; ils avaient descendu des rivières, franchi les bas-fonds dans des praus, passé d'île en île dans de petits canoës, affronté les souffrances, contemplé d'étranges spectacles ; ils avaient été assaillis par des terreurs nouvelles et soutenus par un unique désir. Ils sortaient de huttes solitaires du désert, de campements populeux, de villages groupés au bord de la mer; À l'appel d'une idée, ils avaient quitté leurs forêts, leurs clairières, la protection de leurs chefs, leur prospérité, leur pauvreté, les visions de leur jeunesse et les tombes de leurs pères. Ils arrivaient couverts de poussière, de sueur, de crasse et de haillons, hommes vigoureux à la tête de leur famille, minces vieillards qui partaient sans espoir de retour, jeunes gens aux yeux intrépides qui regardaient curieusement, fillettes farouches aux longs cheveux épars, femmes timides qui pressaient sur leur sein et serraient dans des pans flottants de leur coiffure leurs enfants endormis, pèlerins inconscients d'une exigeante foi. » |

#### Trahison et exil
Reste un dernier point rattachant Lord Jim à la biographie de l'auteur, la trahison avec son corrélatif l'exil : « Tout comme Lord Jim, Conrad ne pouvait en finir avec l'épisode dramatique de sa jeunesse. […] La Pologne lui semblait un déni de responsabilité, la répudiation d'un devoir »,. S'il convient de nuancer, car « Jim est l'un des nôtres » et à tous est donné le risque de trahir, à supposer aussi que « trahison » soit le mot qui convienne pour désigner le départ de Conrad et son changement de nationalité, il n'y a pas lieu de croire que le remords de cette défection ait été très douloureux.

### Sources directes du roman
Lord Jim exemplifie la complexité des sources qu'utilise Conrad, son origine dépendant de l'observation, de l'expérience personnelle ou du ouï-dire et des lectures, et aussi de la conception que se fait l'auteur du roman. Certaines des origines du roman sont sans doute à trouver dans des épisodes de la vie de Conrad. Ainsi, alors qu'il était embarqué sur le Vidar, il avait rencontré un certain Jim Lingard, surnommé « Lord Jim » pour sa vantardise, marin aventurier croisé en 1884 au large du Berau, et il est vraisemblable que cette connaissance ait inspiré sinon le thème, du moins le titre éponyme du roman ; ce Jim Lingard avait épousé une métisse locale, comme le Jim du roman devait se lier à Bijou. Comme Jim, aussi, Conrad avait été blessé (sur le S/S Highland Forrest) en 1887 et après son séjour à l'hôpital, était parti pour l'Extrême-Orient.

#### L'épisode duPatna

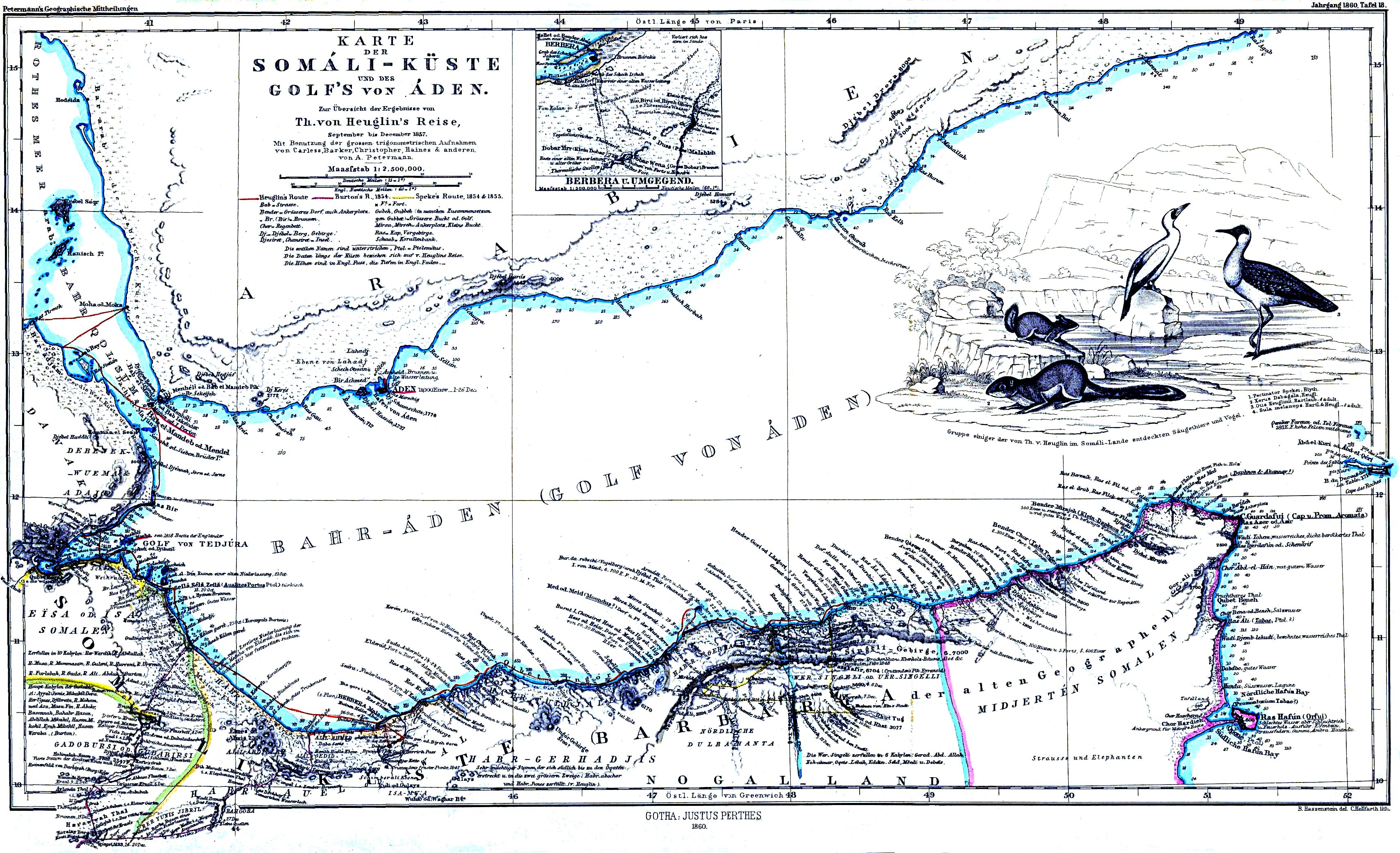
Golfe d'Aden, carte allemande de 1860.

L'affaire du Patna peut avoir été suggérée par deux incidents majeurs : le 17 juillet 1880, un vieux steamer, le S/S Jeddah, commandé par l'officier James Clark de la Singapore Steamship Company, quittait Singapour à destination de Penang où il embarquait neuf-cent cinquante-trois pèlerins pour Jeddah, le port de La Mecque. À l'entrée du Golfe d'Aden, au large de la Somalie, une violente tempête avait transformé le navire en épave à la dérive, les chaudières ayant été arrachées de leurs berceaux et la salle des machines se trouvant désormais inondée. Le 7 août, le commandant, le capitaine Clark, estima que son bateau était perdu mais les embarcations de sauvetage n'étant pas en nombre suffisant, il fit armer une chaloupe durant la nuit et y embarqua en compagnie de son épouse, du chef mécanicien et de quelques membres de l'équipage. S'apercevant de cette fuite, les passagers tentèrent de couler l'embarcation et jetèrent par-dessus bord le commandant en second (Augustine Podmore Williams) qui s'opposait à eux et se trouva fort heureux d'être récupéré par les fuyards. Sauvés par le S/S Scintia, ils atteignirent Aden six jours plus tard et là, déclarèrent aux autorités maritimes que le Jeddah avait sombré corps et biens. La surprise fut grande lorsque le lendemain de leur arrivée, le 11, le Jeddah se présenta au port à la remorque du S/S Antenor de la Holt Line qui l'avait trouvé au large de Gardafui. Les félons furent traduits devant un tribunal maritime et la sentence s'avéra particulièrement clémente : James Clark vit son brevet suspendu pour trois ans et le second, Augustine Podmore Williams, reçut un simple blâme. Nombreux furent ceux qui, dans le monde maritime, d'Aden à Singapour, de Hong Kong à Londres où elle fut évoquée à la Chambre des communes et mentionnée dans le Times, dénoncèrent le jugement, n'y voyant qu'une parodie de justice.
Conrad a eu vent de cette aventure à plusieurs reprises, et cela d'autant plus que Williams, le second était venu s'installer à Singapour. Un certain nombre de détails physiques ainsi que son origine familiale laissent penser qu'il s'est en partie inspiré de lui pour son personnage et de l'aventure tout entière pour son intrigue. De façon significative, il a fait de la peur la raison de la désertion. À ses yeux en effet, cette émotion constitue l'une des principales motivations humaines, voire l'élément premier constitutif d'une personnalité. Comme il l'a écrit dans An Outpost of Progress, « La peur demeure quoi qu'il arrive. Un homme peut tout détruire en lui, l'amour, la haine, la foi et même le doute ; mais tant qu'il s'accroche à la vie, il reste impuissant à éradiquer la peur, sentiment subtil, indestructible et terrible, qui envahit son être, colore ses pensées, rode en son cœur et contemple sur ses lèvres le combat de son dernier soupir »,. Il n'en demeure pas moins que lorsque parut son roman, personne ne rapprocha le drame réel du Jeddah et celui, romancé, du Patna ; la presse locale, il est vrai, n'incitait guère à la lecture : comme il était dit en 1900 dans un journal de la région, extrait noté par Gavin Young, « La lecture est une perte de temps, mais pour ceux qui peuvent se le permettre, Lord Jim est un roman dont l'intrigue se déroule en Malaisie ; son héros, Tuan Jim, est un spécimen peu attrayant de petit blanc »,,.
Trois années plus tard en 1883, c'est directement que Conrad a eu affaire à une affaire assez similaire qu'il a d'ailleurs exploitée dans Jeunesse : alors second du S/S Palestine, il se trouva, comme tout l'équipage, confronté à l'incendie d'une cargaison de charbon au large de Sumatra, et le navire dut être abandonné ; une commission d'enquête à Singapour lava ensuite les officiers de toute responsabilité.
Le capitaine Brierly, l'un des assesseurs de l'enquête disciplinaire, est très vraisemblablement inspiré d'une figure qui avait défrayé la chronique, Wallace, commandant du Cutty Sark. En 1880, Sydney Smith, le second du navire, avait tué un marin noir qui refusait d'obéir à ses ordres ; lors d'une escale, il réussit à persuader son commandant de le laisser s'échapper et rejoindre un navire américain ; il fut arrêté deux ans plus tard, jugé à Londres et condamné à sept ans de prison. Peu de temps après, Wallace se suicida en se jetant de son navire, et la mort de ce brillant officier de vingt-sept ans souleva de nombreuses questions. S'il est établi que Conrad s'est inspiré de la relation entre Wallace et son second dans Le Compagnon secret (1912), il y a également puisé, ne serait-ce que par le nom et aussi le suicide, pour créer le personnage dans Lord Jim.

#### L'épisode de Patusan
Pour l'ensemble de l'épisode de Patusan, Conrad s'est largement servi de différents ouvrages et aussi d'événements historiques dont il avait eu vent ou dont il s'était trouvé témoin.

##### Le livre d'Alfred Russel Wallace

Drapeau du Sultanat de Sulu à la fin du XVIIIe siècle.

L'une de ses principales sources fut L'Archipel malais, comptant parmi ses livres préférés, du naturaliste Alfred Russel Wallace (1894), dans lequel l'auteur faisait le récit des voyages dans les archipels de l'Asie du Sud-Est dans les années 1850 et 1860. Le personnage de Stein est en partie inspiré de Wallace et du capitaine William Lingard. Pour celui de Jim, Conrad avait pour exemple nombre de négociants, trafiquants et aventuriers ayant obtenu des positions influentes auprès de dirigeant locaux et parfois même étant parvenus à la tête d'États indigènes : ainsi, un certain Wyndham dominait la cour du sultan de Sulu aux Philippines.

##### Le Rajah blanc de Patusan

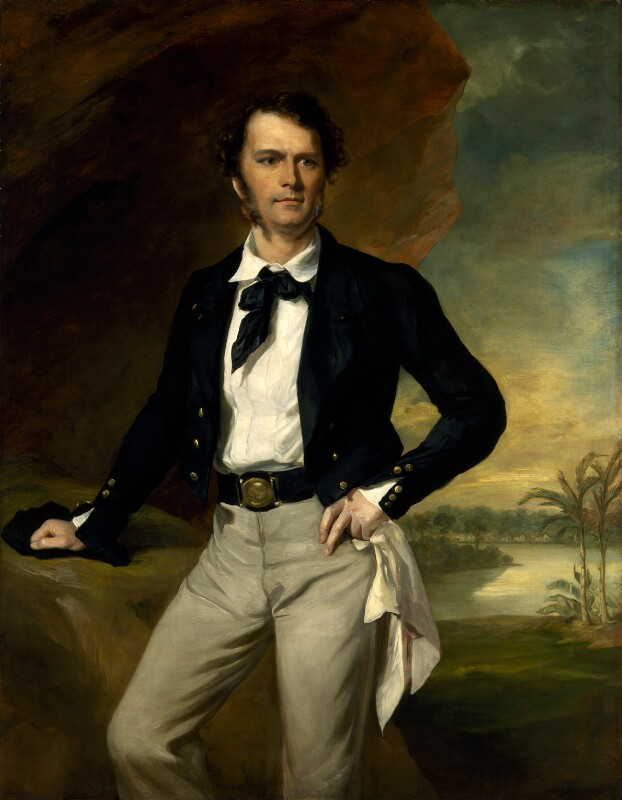
Sir James Brooke (1847) par Francis Grant.

Toutefois, ce furent surtout les ouvrages de Rajah James Brooke de Sarawak qui s'avérèrent primordiaux dans sa recherche. Sir James Brooke, dit le Rajah de Sarawak (1803-1868) était un aventurier arrivé à Bornéo en 1839 à l'âge de trente-six ans ; le peuple Dayak , sur la côte ouest, s'étant soulevé contre son roi, le Sultan de Brunei Muda Hassim, Brooke l'aida à régler pacifiquement le conflit et fut nommé Rajah, c'est-à-dire vice-roi, et ainsi, devint le premier rajah blanc du Royaume de Sarawak. Il entreprit de réformer l'administration du territoire, promulguant des lois et luttant contre la piraterie qui infestait la région, problème persistant tout le long de son gouvernement. Il fut l'objet d'une immense admiration de la part des peuplades de la région et était considéré comme un être supérieur. Brooke rentra temporairement en Angleterre en 1847, où on le nomma tout à la fois gouverneur et commandant en chef de Labuan, et consul-général britannique à Bornéo. En 1851, il fut l'objet d'accusations de malversations, mais une commission royale d'enquête réunie à Singapour conclut à l'absence de preuves. Brooke gouverna donc le Royaume de Sarawak jusqu'à sa mort en 1866. Son neveu, Charles Anthony Johnson Brooke, lui succéda comme rajah et dut faire face aux menées de chefs rebelles comme Syarif Masahor et Rentap, mais parvint à s'en débarrasser. La dynastie des Brooke se poursuivit jusqu'à l'invasion japonaise en 1941,. La différence notable séparant James Brooke de Jim, cependant, est qu'il n'abandonna pas les populations dont il avait pris la charge et ne mourut pas en martyr.

##### Conflits locaux et piraterie endémique

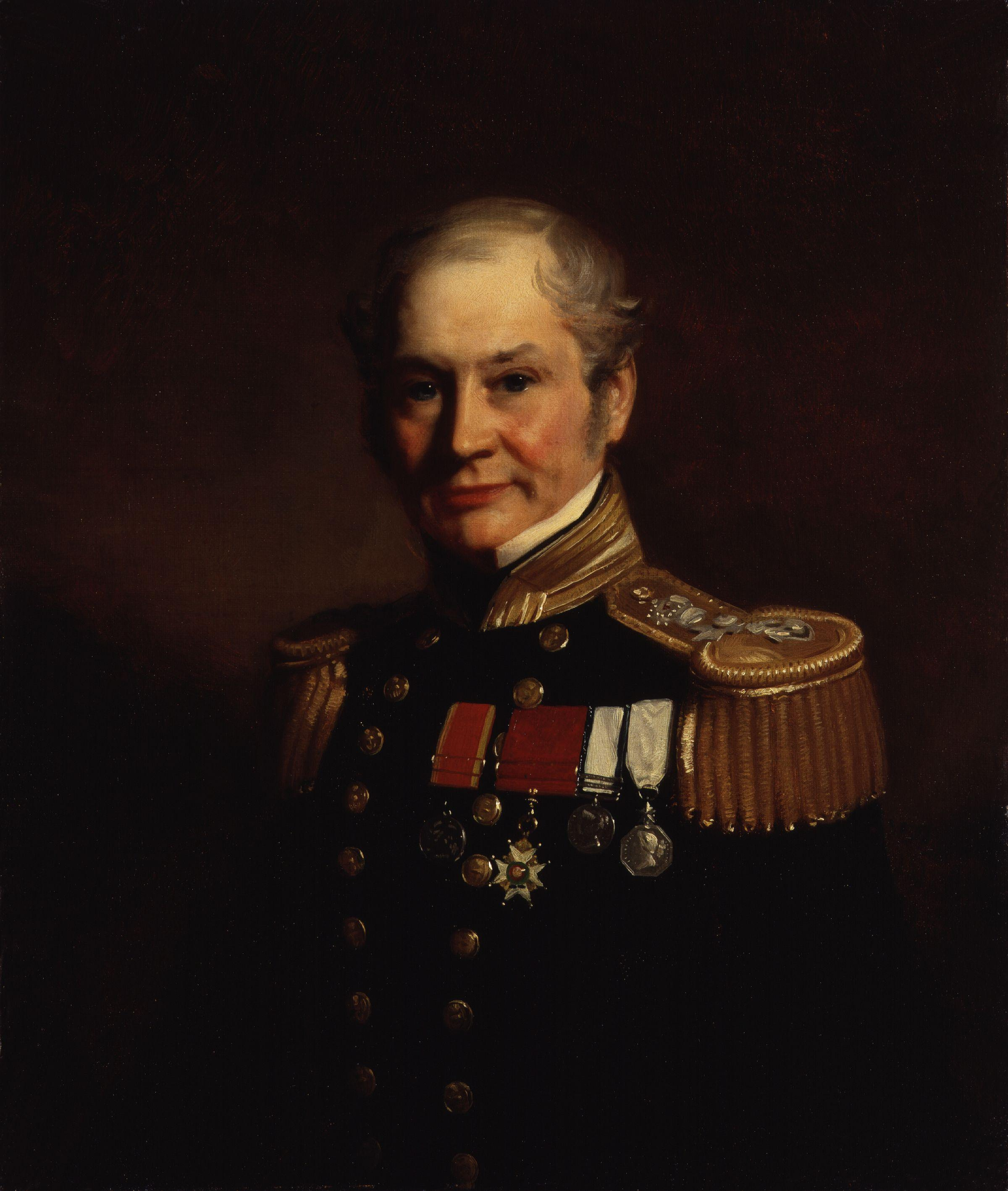
Sir Edward Belcher, par Stephen Pearce.

Certains des conflits ethniques et politiques de Patusan se retrouvent dans des traits propres à Berau : luttes des populations indigènes païennes contre des dominateurs malais de confession musulmane ; ainsi, après une longue guerre civile, les sultanats de Sambaliung et Gunung Tabur devinrent indépendants en 1844, tout en s'affrontant de manière sporadique ; en 1882, le cousin de Tabur, Hadji Adjii Kuning, devint régent et imposa des droits très élevés sur toutes les importations, terrorisa la population locale et fomenta des troubles contre le sultan rival de Sambaliung. Tel était l'état du pays lorsque Conrad visita Berau en 1887.
Conrad a également utilisé le livre de Fred McNair Perak et les Malais, publié à Londres en 1878, qui contient des récits de guerre et de piraterie se déroulant dans la région. C'est là qu'il a trouvé les noms de Doramin, Tam' Itam et Tunku Allan, ainsi qu'une attaque de nuit ressemblant à celle de Jim contre le camp de Chérif Ali. Une autre source est Le récit du voyage du H. M. S. Samarang, paru à Londres en 1848, du capitaine Edward Belcher : le bâtiment avait remonté la rivière Berau à le recherche d'un équipage britannique ayant fait naufrage à l'embouchure, mais avait été capturé par le sultan de Gunung Tabur ; s'y rencontre un personnage appelé le capitaine Browning dont Conrad a pu s'inspirer pour celui de Gentleman Brown.

#### Influence possible de Stephen Crane

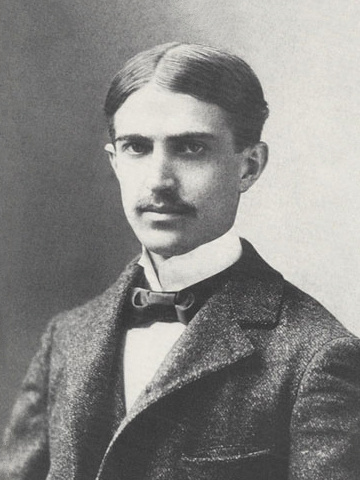
Stephen Crane.

La Conquête du courage (The Red Badge of Courage) fut publié en Angleterre en novembre 1895 et aussitôt, le livre fit grande impression, notamment sur Joseph Conrad qui y trouva sans doute matière à s'identifier non seulement avec le héros, Henry Fleming, mais aussi avec l'auteur. Henry Fleming est un jeune soldat de dix-huit ans qui, lors de la bataille du Potomac, se conduit en lâche, puis tente de se racheter par quelques actions d'éclat. Plusieurs critiques de l'époque ne tardèrent pas à déceler des liens entre l'ouvrage et ceux que publiait Conrad : ainsi, W. L. Courtney écrit dans son compte-rendu pour le Daily Telegraph, « Monsieur Conrad a choisi Monsieur Stephen Crane comme modèle et a pris la décision de faire pour la mer et le marin ce que son prédécesseur avait réalisé pour la guerre et les guerriers »,,. Certes, la comparaison valait surtout pour Jeunesse et Le Nègre du Narcisse, mais s'avère tout aussi pertinente pour Lord Jim.
Nina Galen fait remarquer que, comme le soldat Fleming, Jim fuit sur le Patna des terreurs imaginaires, succombant à une panique déraisonnable : cinq fois en deux douzaines de lignes, le narrateur de Lord Jim décrit justement l'imagination comme « l'ennemi de l'homme, la mère de toutes les terreurs » : de fait, les deux héros n'ont eu de cesse de se forger une image d'eux-mêmes surfaites, l'un rêvant de batailles épiques, l'autre de circonstances dramatiques, chacun se conduisant alors, mais virtuellement, en géant de l'action. De plus, des circonstances plus factuelles semblent avoir coïncidé entre les deux romans : chez Crane se trouve le prénom « Jim » (Jim Conklin), également utilisé dans Le Monstre (« Jimmy »), et il est possible que ces rencontres aient influencé le choix de Conrad.
Enfin, Jim ressemble au jeune écrivain américain lui-même, dont Conrad a transposé certains traits dans son personnage ; par exemple, d'un côté : « ces yeux d'enfant qui regardaient droit dans les miens, ce jeune visage, ces épaules puissantes, ce front large et bronzé avec une ligne blanche sous la racine des cheveux blonds bouclés […], cet aspect de franchise, ce sourire candide, cette gravité juvénile », ; et de l'autre :  « J'avais déjà perçu l'intensité du sérieux sous cette calme surface. Chaque fois qu'il levait les yeux vers moi, cette qualité secrète […] qui émanait de son âme se révélait dans le perçant du regard […] encore qu'elle se manifestât aussi dans d'autres traits, par exemple la structure du front, la robustesse de l'arc dessiné sous les sourcils blonds »,.
La mort prématurée de Stephen Crane produisit un choc profond sur Conrad, et c'est un mois seulement après cet événement qu'il envoya sa famille à Londres et passa la nuit à terminer Lord Jim dans une sorte de transe, comme si, écrit Nina Galen, « d'obscures forces avaient guidé sa plume », ; et elle poursuit son hypothèse en déclarant que sans ce décès qui lui paraissait scandaleux, Conrad aurait peut-être gardé son héros en vie jusqu'au terme de son roman, tant le destin de l'un semblait parallèle à celui de l'autre.

## Technique narrative dansLord Jim
| « Do you see him? Do you see the story? Do you see anything? » | « Le voyez-vous? Voyez-vous l'histoire ? Voyez-vous quelque chose ? » |

Telle est dans Au Cœur des ténèbres la question que pose Marlow à propos de Kurtz ; elle se pose aussi à propos de Jim qui demeure jusqu'aux dernières lignes « […] sous un nuage, inscrutable, oublié, sans pardon, et excessivement romanesque »,, aux autres personnages aussi, de même qu'à Marlow et au lecteur, dérouté du parti-pris narratif multipliant les points de vue, sans compter les deux parties dont la jointure souligne les artifices de composition.

### Un départ omniscient
Conrad n'a pas choisi la méthode habituelle pour fouiller dans les événements de naguère et y sonder les âmes et les cœurs : à une focalisation interne sur le personnage central qui aurait permis de rendre compte de ses pensées et de ses sentiments par le monologue intérieur, il a préféré une ouverture avec un narrateur externe omniscient pour les quatre premiers chapitres.
Les trois premiers se réfèrent à trois moments distincts du temps, le présent apparent de Jim chez l'armateur pour qui il travaille, puis un laps de temps continu depuis son départ du foyer familial jusqu'à son embarquement sur le Patna, enfin un moment relevant du futur où il quitte la mer et s'enfonce dans la forêt malaisienne. Le narrateur semble tout savoir de lui, au point de faire allusion à sa transformation de « Jim tout court » à « Tuan Jim » ou « Lord Jim », sans pour autant livrer le moindre détail sur ce processus. L'histoire commence ainsi in medias res, pendant l'interlude entre deux épisodes majeurs du roman, plusieurs pistes se trouvant ouvertes sans qu'aucune ne parvienne à son terme.
Le quatrième fait un bond d'un mois dans le temps et s'ouvre dans une salle d'audience au tribunal : Jim est dans le box, donnant sa version des faits ; lorsqu'il se lance dans une description détaillée des événements ayant suivi le choc, il est rapidement interrompu par la cour qui exige des réponses par « oui » ou par « non », des « faits » et non des « discours ». C'est alors qu'il remarque un blanc assis en retrait, le visage usé et l'air préoccupé, les yeux rivés sur lui avec une intensité qui l'intrigue et lui laisse à penser qu'il comprend sa situation en ses tréfonds, alors que le lecteur, lui, en est encore à se demander pourquoi ce procès est tenu. Il s'agit de Marlow qui va devenir le conservateur de son histoire.

### Le relais de Marlow

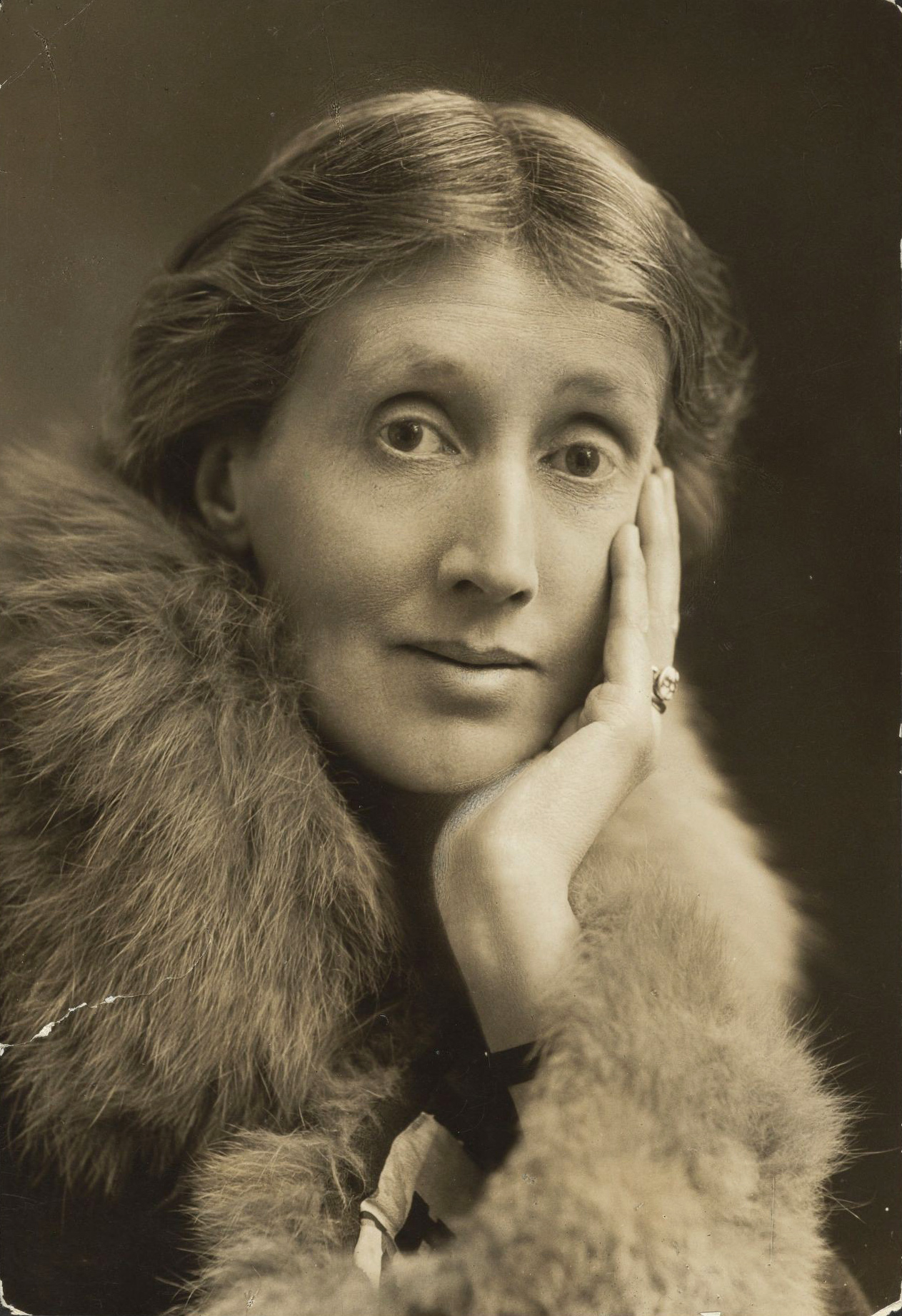
Virginia Woolf, 1927.

Ensuite, le récit fait à nouveau un bond : sous une véranda après dîner, Marlow raconte cette histoire à un groupe d'auditeurs silencieux ; il explique qu'il n'est pas certain des raisons qui l'ont poussé à assister au procès, sans doute, pense-t-il, « parce que l'affaire du Patna est devenue notoire » dans la communauté maritime de cette partie du monde. À ce stade, cependant, le lecteur n'en connaît toujours pas les détails ; bref, Marlow joue avec le temps, sautant d'une bribe d'information à une autre, revenant en arrière pour combler un manque sans jamais restituer la totalité des faits, lui-même constituant et reconstituant sans cesse sa connaissance du personnage dont il s'est mystérieusement entiché.
Le relais s'est effectué par le biais d'un échange de regards entre les deux hommes, prélude à une relation complexe qui permet l'intronisation du nouveau narrateur par le récit omniscient. Marlow prend bientôt corps, devient une sorte d'oracle, et à un point de vue totalisateur et totalitaire se substitue un autre, partiel et partial. La représentation du passé se fait plus subjective, marquée par les aléas de la mémoire, ses processus associatifs, ses lacunes. De plus, le narrataire est mis à contribution, son activité interprétative se faisant plus intense : c'est d'abord l'auditoire de Marlow que ce dernier n'a de cesse d'interpeller au cours de son récit oral ; puis son lecteur privilégié bientôt nanti d'une série de documents emboîtés les uns dans les autres (une lettre introductrice de Marlow en contenant une autre émanant du père de Jim, une lettre de Jim lui-même, puis un rapport de Marlow fondé sur divers témoignages avant la mort du héros) ; enfin, le lecteur du roman, interprète chargé in fine de reconstituer le passé avec les bribes éparses qui lui ont été léguées : Marlow a mis tout le monde en garde, et ce bien avant la fin : « Je n'affirme rien. Peut-être pourrez-vous vous en juger — après avoir lu — »,.
Le lecteur a donc quitté le territoire stable du récit omniscient pour passer à un narrateur en première personne qui recourt lui-même à de multiples témoignages, en leur donnant la parole, en résumant leur propos, en parlant à leur place en style indirect libre ou en mêlant les trois modes. Les épisodes d'Aden sont transmis par le récit du premier maître de navigation Ruthvel, le témoignage de Mariani sur le chef-mécanicien ; puis, Marlow cède la parole à Jones, le second de l'Ossa ; la prennent ensuite deux timoniers indigènes, un capitaine français, puis le lieutenant français ; des lettres comblent la partie intermédiaire menant au départ de Jim ; l'épisode de Stein enchâsse lui aussi son récit de la capture d'un papillon : les événements de Patusan sont réfractés par tout un éventail de témoignages hétérogènes, remarques de Doramin, ragots du sous-résident auxiliaire, souvenirs d'un vieillard, paroles de Bijou, récit de Gentleman Brown mourant à Marlow. Ce tournoiement s'accélère ou ralentit, s'ouvre sur des digressions brutales (le naufrage du Sephora, la noyade de Bob Stanton, etc.), s'interrompt parfois lorsque Marlow fait intervenir en quelques lignes plusieurs voix différentes. La narration a éclaté, sans cesse déléguée à d'autres voix, télescopant des strates temporelles souvent éloignées, fragmentation où toute vérité absolue se dissout. Il y a là comme une polyphonie éparpillée en des voix qui se cherchent sans jamais vraiment se trouver, polyphonie non pas mélodique mais, par leur empilement, de type harmonique.
Le résultat en est que cinq ensembles de circonstances se trouvent menées de front, sans jamais que l'un d'eux ne soit complété : le cadre et son décor, avec Marlow qui raconte et commente à ses auditeurs l'histoire de Jim ; le décor de la première conversation entre Marlow et Jim ; la version que donne Jim de l'incident du Patna ; la différence entre les « faits » selon la commission d'enquête et les circonstances « réelles » du bord ; le romancier en personne exerçant un contrôle de loin sur Marlow. La comparaison, dans la première partie consacrée au Patna, entre l'ordre chronologique des événements et celui de la séquence narrative révèle visuellement le bouleversement opéré par Conrad :
| Ordre chronologique                    | Ordre narratif                          |
| -------------------------------------- | --------------------------------------- |
| 1. Le voyage du Patna                  | 7. Jim comme water clerk                |
| 2. La collision                        | 1. Bref compte rendu du voyage du Patna |
| 3. La désertion                        | 2. La collision                         |
| 4. Le tribunal                         | 4. Le tribunal                          |
| 5. Le sentiment d'échec chez Jim       | 6. Marlow interfère dans la vie de Jim  |
| 6. Marlow interfère dans la vie de Jim | 5. Le sentiment d'échec chez Jim        |
| 7. Jim comme water clerk               | 3. La désertion                         |

Conrad va encore plus loin : se servant de la technique de juxtaposition qu'a employée Flaubert dans la scène des comices agricoles de Madame Bovary,, il place la première rencontre entre Jim et Marlow sur un fond de violence et de ridicule propres au tribunal d'enquête, si bien que la confusion présidant au cas de son héros s'enfle en une absence universelle de compréhension. Semblable confusion générale se retrouve d'ailleurs à Patusan alors que la séquence temporelle oscille du past perfect au present perfect et que le récit tangue de l'avant vers l'arrière, du passé au présent. Il y a là comme une avancée vers la technique du « courant de conscience » (stream of consciousness), sans qu'elle ne soit encore poussée à son terme, si bien qu'en ce sens, Lord Jim reste un roman hybride, à la fois héritier des formules du XIXe siècle et annonçant celles, entre autres, des Joyce ou Virginia Woolf.

### «Le kaléidoscope endommagé» (Joseph Conrad)
Cette technique narrative peut paraître déroutante : lorsque le récit se déroule de façon ininterrompue, auteur (ou narrateur) partagent une certaine vision de la réalité matérielle et morale, leurs perception et jugement se trouvant unis dans la certitude et la clarté. Cela signifie que le monde raconté est en ordre, loin du chaos et sans grande menace. Quand, en revanche, l'ordre narratif est brisé, regroupé en fragments épars, avec des trous et des bonds dans la suite des événements, des contours qui se brouillent aussi souvent qu'ils s'éclaircissent, aussi bien l'auteur que ses lecteurs deviennent suspicieux quant à l'ordonnance générale : le chaos redouté n'est pas loin et la faille est partout, ailleurs et en chacun. En un sens, le roman est devenu non narratif, non plus suivant le fil du discours, mais se diversifiant à l'infini sur l'immense toile que ce fil a tissée.
De fait, la méthode du « va-et-vient » — cette dislocation narrative —, working backwards and forwards comme Conrad l'a lui-même appelée, sourd de l'idée que si Jim peut paraître simple, son entière vérité et les problèmes qu'il soulève, eux, ne le sont pas, ce qui laisse à entendre que le monde où il se meut tient plus du « kaléidoscope endommagé » (damaged kaleidoscope), écrit Conrad, d'où un désordre accru, que d'une suite ordonnée de panoramas. Ainsi, sens et vérité s'exhument avec difficulté d'un univers alternativement soumis à la clarté et aux ténèbres, le lecteur se trouvant immergé dans une atmosphère de scepticisme épistémologique où la vérité reste incomplètement révélée. La plénitude de l'expression a laissé la place aux bégaiements de l'hésitation (tentative stammerings), et comme Marlow le précise lui-même,
| « And besides, the last word is not said, — probably shall never be said. Are not our lives too short for that full utterance which through all our stammerings is of course our only and abiding intention? I have given up expecting those last words, whose ring, if they could only be pronounced, would shake both heaven and earth. » |  | « D'ailleurs, le dernier mot de l'histoire n'est pas dit, et ne sera jamais dit sans doute. Nos vies ne sont-elles pas trop courtes pour nous donner le temps d'aller jusqu'au bout d'une phrase, qui reste éternellement, à travers nos balbutiements, à l'état d'intention ? J'ai renoncé à entendre ces dernières paroles, dont le bruit, si elles pouvaient seulement être prononcées, ébranlerait le ciel et la terre. » |

### Du trou noir à la structure-gigogne
De fait, à l'origine de l'histoire, un trou noir ou, comme l'écrit Robin, « l'irreprésentable » : « L'entreprise représentative se heurte […] à l'irreprésentable, car cet épisode [l'acte fondateur du saut] n'est traité que sur le mode de l'ellipse et n'aura d'autre statut narratif que celui d'une lacune diégétique. Mais cet événement, en vertu d'une reprise mémorielle, deviendra le centre absent du livre, l'élément hors-structure appelé à fonder la structure de l'œuvre. Il ouvre sur une béance autour de laquelle le livre viendra s'enrouler, serrant cette énigme au plus près pour la laisser réverbérer dans toute l'œuvre sans jamais la résoudre »,.
La représentation du passé s'est donc fondée sur un travail de remémoration étayée par divers documents et témoignages. Il a constitué à fédérer des voix plurielles, à construire un processus d'emboîtement, et cela aux dépens de la chronologie qui s'est trouvée disloquée et mise en désordre, entrelacs d'analepses, de prolepses, d'ellipses, série d'enchâssements en une structure devenue gigogne,.
Semblable méthode témoigne de la méfiance qu'entretient Conrad sur la finalité des jugements, l'adéquation des perceptions, la complétude de la vérité. Pour sonder la pleine signification de Jim, il a éprouvé, par l'intermédiaire de Marlow, le besoin de se promener — et le lecteur avec lui — autour des matériaux accumulés, d'écouter de nombreuses voix, de solliciter divers avis, de comparer plusieurs expériences périphériques, de juxtaposer des fragments de passé et de futur. Il a dû également compter avec la transitivité paresseuse du langage, l'inadéquation entre le mot et la chose, le fossé qui sépare l'intention de la réalité, l'expression opérant une réduction de l'événement concret qui s'est bel et bien produit,. Comme l'écrit Fabienne Gaspari, « La représentation du passé [fondée] sur l'esthétique du fragment s'apparente plus à une déconstruction du mythe, du point de vue, de la mimèsis, de la chronologie — celle du récit, celle des genres littéraires — ».

### Violence imposée au temps et épreuve de la lecture
Lord Jim montre ainsi un décalage systématique entre le temps et l'histoire, entre l'ordre chronologique et celui dans lequel les événements sont présentés dans la narration. Cette technique « scénique » est inspirée de Flaubert et il s'en trouve certains effets chez Henry James : au lieu d'avancer, la narration est centrée sur de grands blocs autonomes à partir desquels la chronologie irradie en avant ou en arrière par des va-et-vient constants entre anticipation et rétrospection. S'y entremêlent deux progressions tâtonnantes, le déroulement de la vie de Jim et l'avancée de la quête de Marlow vers une révélation à jamais problématique.
Une telle structure temporelle est à la fois très ouverte et très clôturée : l'affaire n'est manifestement pas close, mais les répétitions qui scandent la vie de Jim font de cette vie une série de variantes d'un même acte prototype, renvoi en miroirs qui crée des effets d'analogie que Topia qualifie de « dévastateurs ». Le lecteur passe insensiblement d'un régime temporel à un autre, du temps historique de la longue durée au temps narratif événementiel, de l'imparfait de la répétition au passé simple de l'événement ponctuel. Tout semble donc fait pour qu'il ne puisse se raccrocher à des repères stables et soit plongé dans un flux ressemblant davantage à un temps vécu qu'à un récit ordonné, discontinuité narrative comme au service d'une continuité plus profonde se moquant des séquences apparentes et guettant la vérité de toute chose aussi loin que nécessaire dans le passé et l'avenir. Il y a là une violence imposée au temps qui aboutit à un éclatement des personnages en des images contradictoires : à un certain moment par exemple, le lecteur se trouve confronté à deux images opposées de Gentleman Brown, celle du desperado assoiffé de meurtre et celle de la loque humaine mourant de soif dans l'Océan indien. Comme le dit Topia, « La circulation temporelle ne fait qu'épaissir le mystère des âmes ».

### «De la quête de Jim à la quête du récit» (N. Martinière)
« Si la quête [première] tend vers la compréhension de Jim, il [s'avère très vite] qu'il en est seulement l'objet et que le sujet en est le processus de connaissance et d'exploration entamé par Marlow, ses limites et la manière dont la narration se nourrit de ces limites ». La narration en son entier ne vaut que par l'action interprétative de Marlow, même imparfaite, et sans lui, il n'y aurait pas d'histoire, les chapitres omniscients restant alors sans objet. D'ailleurs, ce n'est pas tant l'histoire que raconte Marlow que la quête de cette histoire ; même si le personnage de Jim reste mystérieux, le narrateur improvisé n'en délivre pas moins son discours, si bien que Lord Jim est un récit qui cherche son sujet et le trouve, après détournement, dans son mouvement même.

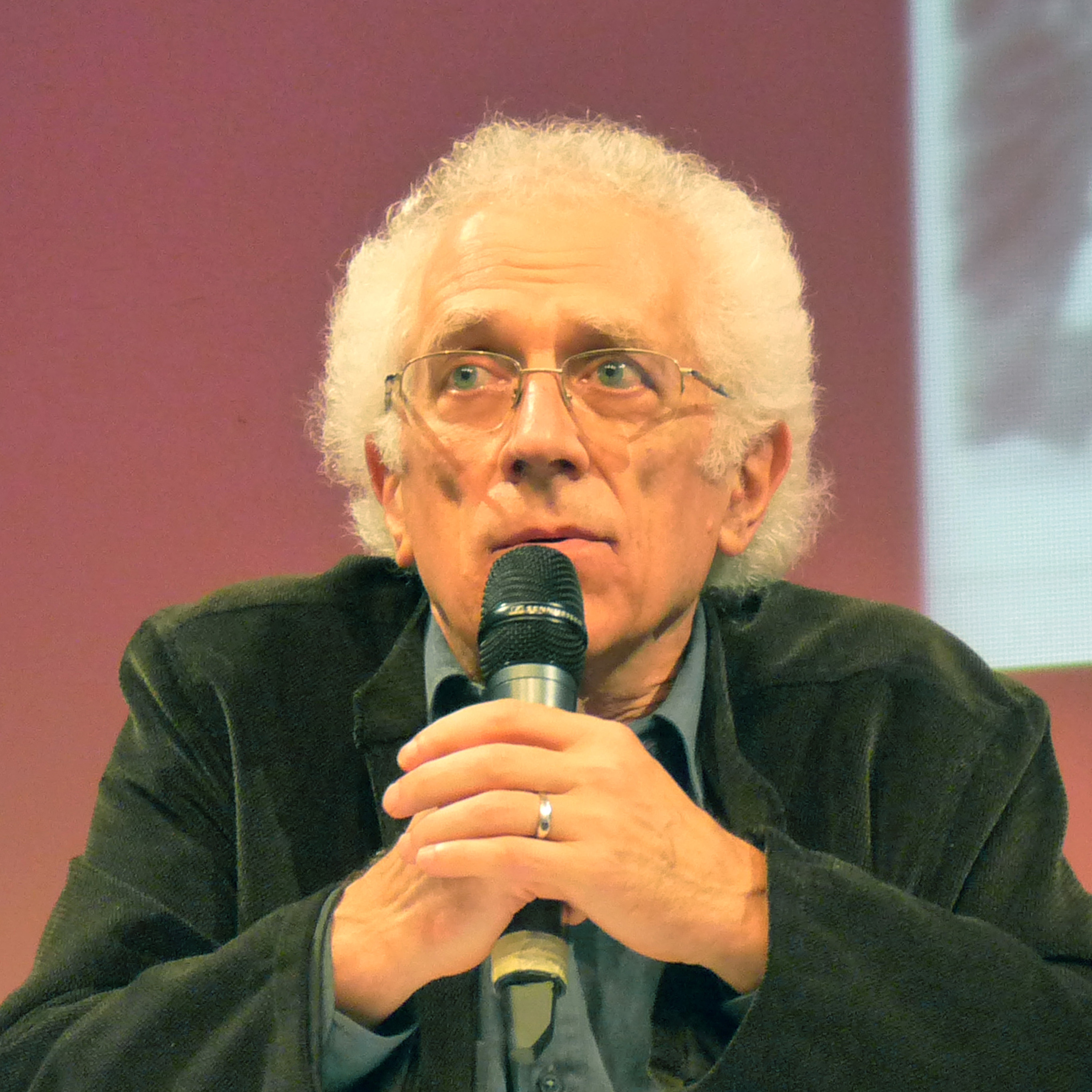
Tzvetan Todorov, Strasbourg, 2011.

Cette tentative de déchiffrement restant sans fin, plus elle avance et plus le doute s'épaissit : Todorov explique que « L'un comme l'autre, l'explorateur comme le lecteur, n'ont affaire qu'à des signes à partir desquels ils doivent construire l'un le référent (la réalité qui l'entoure), l'autre la référence (ce dont il est question dans le récit). Le lecteur désire connaître l'objet du récit comme Marlow désire connaître [Jim]. Et tout comme sera frustré ce dernier désir, de même le lecteur ou l'auditeur ne pourra jamais atteindre comme il l'aurait voulu la référence du récit : son cœur est également absent ».
Marlow construit donc son récit autour de son incompréhension de Jim : ne pouvant atteindre la vérité de front, il choisit des voies détournées et le parcours constitue désormais l'intérêt principal du récit qui s'organise autour d'un mystère qui le fuit. Le narrateur tourne autour du sens, déroule le texte autour d'un vide que comble la narration en créant un leurre plus intéressant à observer que ce qu'il cache. Ce parcours ne débouche pas sur une révélation mais sur l'acceptation de l'inaccessibilité d'un sens stable. Le romancier tisse son texte autour de ce vide, l'opacifiant, le suggérant, mais se gardant bien de le mettre à plat, ce qui marque, selon Conrad, les limites du déchiffrage du réel et de la capacité à en rendre compte.
Au chapitre 36, le narrateur omniscient reprend la parole pour désigner la personne désormais chargée de lire les lettres comportant le reste des renseignements sur Jim, ce qui implique que Marlow serait mort. Ce nouveau lecteur ne prend pas parti, si bien que les personnages de l'histoire semblent plus lointains, l'atmosphère ayant changé et le décor apparaissant posthume.

## Le personnage de Jim
En somme, Jim est un personnage si complexe qu'il échappe à qui cherche à le retrouver. Il ne rentre pas dans le champ des terminologies modernes, déterminé ni par la paranoïa ni la schizophrénie, pour la simple raison qu'il n'a pas été conçu selon cet axe de pensée. De la même façon, même s'il transporte inconsciemment dans sa vie adulte des attitudes enfantines, Conrad ne mentionne jamais cet aspect de la conscience et se contente du mot « mystère ». De même, voir en lui une analyse de la diversification d'un personnage, plusieurs schèmes cohérents susceptibles de s'actualiser, Jim héros par vocation, Jim victime par choix personnel, Jim homme d'action, Jim poète, in fine une allégorie des différents âges de l'homme, adolescence, première maturité, deuxième maturité, demeure impuissant à en sonder les reins et le cœur.
Au vrai, le personnage est déterminé par les besoins de la fiction. Pour Conrad, l'homme ressemble d'abord à son corps, son aspect physique portant à prophétiser son avenir, à prendre parti pour ou contre lui, de même que les coquins signent leur vilénie par leur apparence ignoble, grotesque ou suspecte. Jim est décrit comme sympathique et ouvert, tourné vers l'extérieur et l'avenir : on lui fait crédit sur sa mine et, jusqu'à un certain point, on n'a pas tort, la faille qu'il porte en lui ne se reflétant pas en son physique. Ensuite, l'homme ressemble à son métier, car en s'y pliant, il acquiert sa personnalité, son style, sa réalité et même sa valeur. Marlow ne dit jamais : ceci est moral ou immoral, mais un marin fait ceci ou ne fait pas cela. Pour Jim, la notion est importante, car c'est bien pour faute professionnelle qu'il se voit disqualifié en tant qu'homme, retranché de la communauté dès l'instant où son parchemin lui est retiré. Conrad laisse donc entendre que si le métier ne constitue pas une valeur, il n'en demeure au moins un soutien non négligeable. Enfin, l'homme ressemble à son rêve : ainsi, même dans ses fonctions mesquines de démarcheur, Jim apporte une impétuosité, une innocence de paladin. À ce titre, il est significatif que ce soit cette facette de sa personnalité qui ait été présentée en premier par Conrad qui, manifestement, pense que l'homme est conforme à ce qu'il fait, que son action soit réelle comme dans le métier ou imaginaire comme dans le rêve.

### L'illusion de la liberté
Ainsi, Conrad fait converger trois ordres : Jim est beau garçon, bon marin et excellent rêveur, au même titre que le commandant du navire est laid, mauvais marin et vilainement terre à terre. Ces trois valeurs doivent coïncider, mais elles ne suffisent pas à tout expliquer. À cette détermination s'ajoute le point d'interrogation que Conrad — et Marlow — utilisent pour qualifier le héros : personnage construit, avec une identité littéraire répertoriée, il n'agit pas toujours selon la logique attendue de lui ; demeure en effet une part d'irrationnel, l'irruption, peut-être l'illusion de la liberté qui remet le débat au cœur de la valeur morale. Le libre arbitre s'exerce à l'instant du choix, sauter ou ne pas sauter : au moment du saut, dans la trajectoire même de ce saut, Jim est remplacé par une sorte d'automate ; cependant, au bout du saut, c'est bien lui qui a sauté. L'instant, irrationnel, incongru, cette seconde jaugeant un homme est en rapport intime avec lui, échappant aux autres composantes logiques de sa personnalité. Le saut représente le point focal où il a donné rendez-vous avec son être, faille secrète en contradiction avec son physique, son métier, son rêve, ce qui lui confère sa véritable identité, soudain radicalement étrangère à ce que d'ordinaire, il croit être sa personnalité.
L'analyse du passage concernant ce saut est révélatrice. L'événement est ainsi raconté qu'une seconde de temps passé vécu s'enfle par la réfraction liée au souvenir du nouveau narrateur. À dire vrai, il existe ici deux Marlow, celui à qui Jim a raconté son histoire et celui qui expose maintenant le récit qui lui a été confié, plus tout à fait le même homme, plus âgé, plus mûr, mais son souvenir restant le seul pivot autour duquel peut tourner la structure narrative. Le public auquel la parole de Marlow est destinée reste passif, le lecteur est encore moins sollicité — contrairement à ce qui fut lorsque Jim coulait des jours relativement faciles à bord — et, à cette date, Jim est mort, l'épisode du Patna appartenant à un passé déjà lointain. La mémoire de Marlow est devenue un sanctuaire où la réalité factuelle et la vérité humaine se confondent : elle fait des choix, met en valeur ce qui lui semble le plus significatif, peut-être le plus valorisant ; elle modèle les événements, trouve des excuses, surtout dans la responsabilité de ce que Marlow appelle les « puissances obscures » (The Dark Powers), qu'elles soient Dieu, le destin, les forces du mal, « l'infernale plaisanterie » (the infernal joke), « la magie noire » (the black magic). D'ailleurs, lui-même avoue avoir « succombé à l'extraordinaire charme de l'illusion [de son ami] »,,, se sentir « pris à la gorge par le triste sentiment d'une sagesse à la fois résignée et imprégnée de pitié, cette profonde pitié amusée que ressent un vieil homme impuissant devant un désastre infantile »,, ou encore « Il fallait l'écouter comme on écoute un petit garçon dans l'embarras. »,,.
Comme il y a ici deux Marlow, il existe aussi deux Jim, celui qui a vécu les faits, que le lecteur ne connaîtra jamais, et celui qui les raconte. Le temps a passé, court chronologiquement mais que l'intensité et la bousculade des événements a distendu ; l'homme qui se confie a brusquement mûri, désormais démuni de tout, mais enrichi par sa brève rencontre avec une réalité imposée, encore qu'il ne la reconnaisse pas tout à fait comme telle : il « n'a pas agi » (I had not acted), déclare-t-il, mais s'est trouvé comme poussé, porté par plus fort que lui, les « gueux » (the beggars) s'acharnant tour à tour, l'un « bêlant », l'autre « hurlant », le troisième « mugissant », le quatrième « gémissant » (bleated…, screamed…, howled…, whimpered…), ; gestuelle et regards trahissent la solitude ahurie : c'est une allégorie de souffrance paralytique que dépeint Marlow : effort, lenteur du mouvement, surtout pour redresser le grand corps cassé, vide des yeux bleus, silences, parole heurtée, soudaines exclamations, mots répétés.

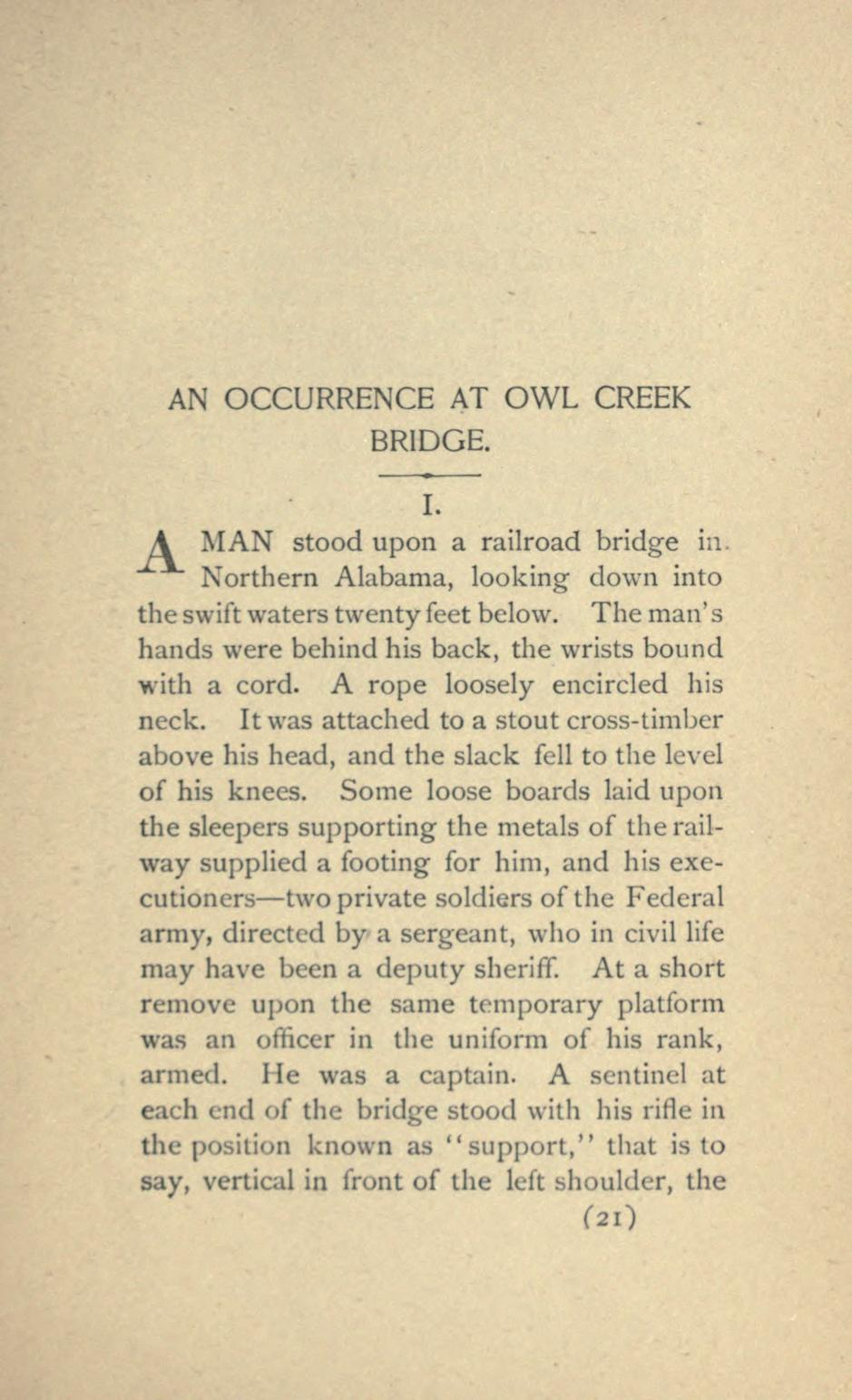
Première page de la nouvelle d'Ambrose Bierce.

Pour autant, la légende de Jim commence à prendre corps, et c'est lui qui en est le premier maître d'œuvre : lorsqu'il s'écrie : « J'aurais voulu mourir » (I wished I could die), le temps du passé peut s'avérer trompeur : au moment du saut, Jim n'aurait d'aucune façon pu souhaiter quoi que ce fût, puisque le passage insiste sur le vacuum de son esprit quand régnaient chaos, précipitation et délire. Aujourd'hui, vraisemblablement, il éprouve le sentiment qu'alors il aurait désiré mourir, sa conscience présente se projetant vers les événements passés qui, du coup, se trouvent déformés à l'extrême, plus conformes à ce qu'il ressent aujourd'hui qu'à ce qu'il a connu hier. La réalité objective ne sera jamais connue, filtrée par trop de prismes, Marlow maintenant, Marlow lors de la conversation, Jim pendant cette conversation, Jim alors qu'il revit le drame. « C'était comme si j'avais sauté dans un puits, déclare-t-il à la fin — dans un trou sans fin et éternel —. » (It was as if I had jumped into a well — into an everlasting deep hole —),. D'un coup, le misérable saut, la panique sans gloire se trouvent magnifiées jusqu'à l'épique ; Jim devient son propre Homère, acteur, spectateur, commentateur, posant les fondations de sa propre immortalité.
Selon son souvenir, l'univers mental de Jim à l'instant des faits est comme sevré du monde alentour : la mer à peine mentionnée, le bateau comme fantôme ; s'est substitué à l'environnement naturel un faisceau subjectif et kaléidoscopique de confusion mentale : amas de sensations, rares perceptions, nulle pensée, point de raisonnement ; des bruits, autant d'agressions qui scient le silence de l'être ; pas de faits, mais des enregistrements de faits, d'ailleurs dénués de réactions, se superposant sans jamais s'effacer : cognements de la coque, grincements des bossoirs qui transpercent l'être, cris sciant le cerveau, le tout en une seule minute, au cours de laquelle Jim fait deux choses, trébucher sur les jambes d'un cadavre et sauter, ce qui lui laisse environ vingt-cinq secondes pour éprouver cet étouffement, subir ce brouhaha, endurer ce martèlement précipité des pas, remarquer que sa casquette s'envole, distinguer la lampe rouge de tribord qui oscille. Temps psychologique abolissant le temps pour installer l'être tout entier dans l'éternité : Conrad recrée ici les conditions d'une sorte de mort mentale, où se bousculent les sensations, technique peu différente de celle d'Ambrose Bierce dans Ce qui se passa sur le pont de Owl Creek (An Occurrence at Owl Creek Bridge), écrit en 1890, soit dix ans avant Lord Jim.

### L'erreur paradoxale de Jim
De tout cela, il découle que, paradoxalement, l'erreur de Jim n'aura pas été de sauter, mais de ne pas accepter cet acte comme le plus caractéristique de sa personnalité, de n'en pas comprendre la portée psychologique et morale, preuve en étant le sentiment de culpabilité qu'il traîne après lui ; lui qui, en effet, se définit par son physique, son métier et son rêve, et qui, plutôt que de revendiquer cet instant irrationnel, essaye de l'effacer et de le compenser. Le saut une fois accompli, il se sent tenu de se racheter, mais en s'appuyant sur ce qu'il croit être solide en lui, non pas l'instantané, dimension où se meut tel l'éclair la liberté humaine, mais le temps qui remplace maintenant son rêve d'éternité, non sur l'insaisissable secret, mais sur les choses et les êtres par lesquels il peut rejoindre ce qu'il a cru être son identité première, des marins comme lui, un code d'honneur partagé, une action au milieu d'hommes jugés inférieurs, c'est-à-dire l'illusion d'un commandement.
Le tragique de cette situation, et à ce niveau, Conrad montre ironiquement que dans sa conception de l'homme, si le saut dans le mal vérifie de façon indubitable pour qui l'accomplit sa personnalité secrète, le saut dans le bien, lui, ne vérifie rien, ni ne garantit quoi que ce soit pour l'avenir, non plus qu'il ne lave une bribe de ce qui fut. Dans le roman, le saut dans le mal est préparé, l'épisode du Patna se trouvant annoncé par celui du bateau-école, et tout au long, la faille est confirmée, s'exprimant dans les faits par cette prédestination à sauter mal à propos, alors que le saut dans le bien, qui jouit pourtant de conditions idéales à Patusan, ni ne confirme, ni ne débouche sur une quelconque issue. Pourtant, Conrad donne toutes ses chances à la rédemption de Jim, il a même soin de les lui fournir aux conditions que Jim aurait souhaitées, et démiurge d'une redoutable perfidie ironique, il lui offre son rêve, mais pour qu'il en meure.
L'épisode est raconté au chapitre 45 et conduit, en effet, à l'ultime sacrifice, la mort offerte du héros par lui-même. Le passage qui en rend compte garde son mystère : la délibération qui induit Jim à laisser le loup — en l'occurrence Gentleman Brown — dans la bergerie de Patusan, donc à trahir le petit monde qu'il a mis sur pied, demeure énigmatique. Aucune motivation ne lui est adéquate, une gaffe suprême qui ne laisse rien voir, elle non plus, de ce qui est ce Jim à qui elle confère son style. Qu'il ait pu faire confiance à Brown, parce qu'il est son compatriote, qu'il se soit quelque part reconnu en lui se trouvent contredits par la constance de l'action menée avant l'arrivée du pirate : à Patusan, Jim a fait preuve de discernement, mené la lutte, pris d'assaut une forteresse, imposé sa volonté, organisé une communauté. Après l'exaction de Brown, Jim s'est contenté de dire : « En cette affaire, je ne prendrai pas l'initiative »,, et le narrateur reste désemparé, ne pouvant qu'évoquer un « mystère cruel et insoluble », ; Tony Tanner interprète l'absence d'action comme une répétition de l'incident du Patna, un « second saut » (a second jump). À Patusan, cependant, il n'y a pas peur ou panique, mais excès de naïveté, du découragement, une démission, de la sottise, de l'enfantillage, comme une éclipse occultant soudain à quelles conditions secrètes Lord Jim pourrait continuer à être lui-même, en l'espèce le protecteur du territoire.
Il est vrai que le peuple de Patusan retire aussitôt sa confiance au lord blanc hier tant adulé Dès le début du chapitre, il est dit : « Tout était consommé, et celui qui une fois avait failli à sa confiance avait une fois encore perdu celle de tous »,. Sans doute y a-t-il ici un procédé utilisé par Conrad pour hâter le dénouement ; dans la même veine, alors que Brown avait pour intention de piller le territoire, d'un coup, son ambition se réduit à une expédition punitive : dès la mort de Dan Waris, « les hommes blancs se retirent comme ils étaient venus » ou encore « les blancs repartent sans être vus, se dérobant à la vue de tous, comme leur goélette qui disparaît tels des biens dérobés »,.
Ce qui arrive ensuite reste conforme au schéma imposé par la fiction qui réclame un dénouement immédiat. Deux pages y suffisent : affirmation de la détermination de Jim ; après avoir, à son habitude, lancé son poing contre un volet, il s'assied pétrifié ; le silence tombe sur la ville et bientôt se répandent les murmures en vagues déferlantes ou coups de vent ; l'horizon se vêt d'un rouge couleur sang, comme ruisselant d'une veine ouverte ; le soleil passe au cramoisi, mais la terre garde son obscurité massive. Le monde s'est fait scène d'opéra et le héros traverse l'espace à la rencontre de son destin ; sur une toile de fond contrastée, à la fois criarde et sombre, la scène est stylisée, avec une composition emblématique, détachée de la réalité ambiante : les accessoires de scènes sont prêts, le chœur des pleureurs vagit déjà, le corps de Daris est allongé par terre dans une flaque de sang, la foule est disposée en cercle ; Doramin, le chef de tribu d'un lointain pays est désormais promu au rang d'agent de la justice divine, et il attend assis, écrasé sur son siège mais démesurément solennisé, prêt à officier sur l'autel de l'humanité, deux pistolets à silex posés sur la table ; c'est le dernier acte d'une moralité (morality play), avec ses stéréotypes : le libre-arbitre a été aboli et seuls se meuvent les agents du destin ; Jim a perdu son nom — il est devenu He avec une majuscule —, et son sacrifice va apaiser les puissances supérieures ; à sa chute, les lois de la pesanteur le disposent tel un gisant, la main sur les lèvres, emportant avec lui son formidable secret tandis que la foule se jette d'avant en arrière (lurching backward and forward) avec une solennité mécanique,.

### L'ultime libération
Tout compte fait, la mise en scène de cette mort symbolique accuse le fait que sa vie durant, Jim, malgré les illusions de liberté, est resté captif. Ici, les « puissances obscures » mentionnées par Marlow, que représentent symboliquement les éléments, la terre, le ciel, la mer, sont restées immobiles. Point n'en était besoin : la mort de Jim se trouvait inexorablement scellée, tout comme ses épreuves précédentes s'étaient vues condamnées à l'échec, sur le bateau-école et à bord du Patna ou ici à Patusan. Si le passage sur le comptoir de Stein s'est montré plus spectaculaire que les autres, il n'en a pas pour autant été plus révélateur ; Conrad n'a pas voulu donner à son héros une chance de rédemption ; il savait d'avance quel destin il lui réservait : la survie, en définitive, ne pouvait qu'être temporaire.
Ainsi s'explique le commentaire du narrateur sur « l'extraordinaire succès » (the extraordinary success) de cette mort, ce qui implique que les aspirations qui avaient si bruyamment animé une vie de tourments ne pouvaient que conduire à cet ultime héroïsme. Seule, elle avait le pouvoir de réconcilier le héros avec lui-même : comme l'écrit Tony Tanner, « il [Jim] peut exulter sur la croix »,. À ce compte, elle devient même libération, la plaisanterie du destin a pris fin, le fardeau de soi n'est plus. Comme tous les héros tragiques, Phèdre, Antigone, Œdipe, la destinée à soi attachée a enfin quitté sa proie, et Jim, écrit le narrateur, peut désormais rejoindre « son propre royaume des ombres »,,.

## Ambivalence dansLord Jim

Rose des vents.

Dès le début, le récit se réfère à l'imaginaire de Jim, son moi intérieur s'articulant autour d'une vision suggérée par une littérature qualifiée de light, soit « de divertissement ». Les rêves que cette lecture a attisés sont à la fois des plus stéréotypés et des plus fous : navires en perdition, vies sauvées, mutineries matées, sauvages affrontés. Ainsi un moi surhumain se forge, bientôt fêlé par l'incapacité de distinguer entre imagination et réalité, une imagination toujours qualifiée sur le mode hyperbolique, une réalité comme désincarnée, dite au passé, « J'avais sauté » (I had jumped), après scission d'avec le moi.

### Le moi divisé
Pour survivre, Jim est obligé de se construire une façade, ce que Laing appelle un « faux-moi ». À l'errance géographique qui commence s'ajoute un errance identitaire, absence d'abord — ses substituts paternels, Marlow et Stein, s'accordent sur le fait qu'il vaut mieux ne pas prononcer son nom —, retrouvailles ensuite lorsque à Patusan, Jim pense avoir acquis un nouveau moi coïncidant avec l'obtention d'un nouveau nom, « un nom bien » (a good name),.

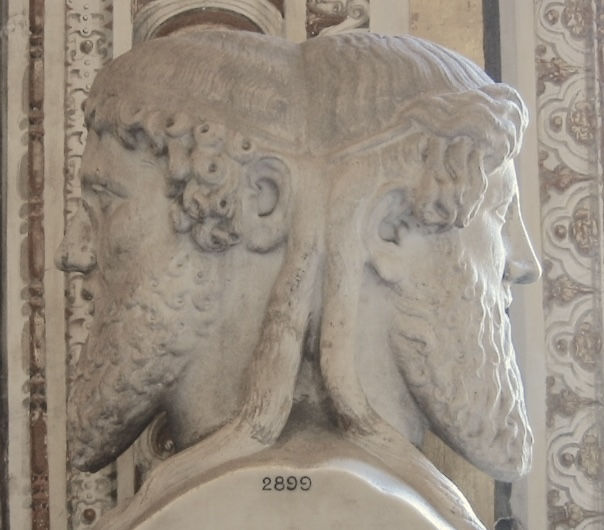
Janus (Vatican).

Il s'avère donc un personnage « janiforme », duel et aussi porteur d'une certaine duplicité, tel le dieu romain à deux faces Janus, dieu du double regard, des portes, du passage, des entrées et des sorties, toutes composantes retrouvées dans la narration de Lord Jim : le héros, tant avant qu'après le saut, garde les yeux rivés sur le chemin le conduisant à l'espace du possible, que symbolise l'Est, pays du soleil levant, ; « être ambivalent » selon Marlow, ensemble « métal précieux et alliage raté », ; amphibie même, avec un double emploi sur terre et sur mer chez De Jongh à Samarang ; à la fois « Tuan Jim » et « Lord Jim » quand Marlow arrive à Patusan deux ans après l'épisode du Patna ; vénéré et craint sur le territoire, esprit supérieur tombé du ciel pour les Bugis, héros légendaire et mythique, mortel devenu dieu.
Cependant, à la différence de Janus qui surveille les points de contact entre la cité et l'étranger, à Patusan, Lord Jim échoue à assurer la sécurité du passage où peuvent se rencontrer le monde intérieur et le monde extérieur. Patusan, en effet, s'avère un autre Patna. Pourtant, le territoire se situe au-dessus de l'Équateur, démarcation entre deux hémisphères, en principe, comme l'indique l'étymologie du nom (aequare, aequus, « rendre égal », « égal »), séparation et équilibre, a priori la chance dont Jim a rêvé pendant son exil, peut-être la terre de l'asile idéal pour sa faute, lieu marginal, en tous les cas, que Marlow compare à un corps céleste habitant les confins du cosmos, un espace inconnu de tous sauf des astronomes,. C'est-là un territoire si délocalisé qu'il conduit à une sorte de déréalisation : marginalité absolue, sectionnement, enclavement, avec une végétation verticale formant de cloisonnements, absorbant l'oxygène et générant une atmosphère d'étouffement, bref un espace oppressant dont le clivage duel de la montagne aux deux sommets, de la rivière aux deux estuaires concorde avec la dualité douloureuse du personnage.
Après deux ans passés dans le territoire, c'est pourtant en chef incontesté que Jim se présente à Marlow, alors qu'il lui montre son monde du sommet de la montagne d'où, ensemble, ils contemplent des hommes s'affairant tels des fourmis. Là, Jim se prend pour le Dieu créateur et il lui semble qu'enfin, il a accompli son rêve chevaleresque et mythique ; du moins jusqu'à ce que l'arrivée de Brown fasse vaciller l'édifice, le choix qu'il fait de l'autoriser à traverser la rivière ouvrant alors la brèche par où va déferler le mal ; les eaux du Pantai se noircissent en nouveau Styx, « terre des limbes où le petit canoë noir des Bugis devient embarcation funéraire »,, la fissure originelle enfle en une gigantesque béance que métaphorise la coupure du paysage, et comme le territoire, Jim va se voir déstabilisé, le « faux-moi » n'opérant plus, l'empereur ayant été mis à nu, à nouveau découvert et englouti.
Ainsi, l'erreur commise n'aura jamais pu être mise à distance : cloué au pilori de son auto-condamnation, Jim, en véritable héros conradien, se laisse dévorer par l'autre et « fige son regard […] en une pose statutesque, […], immobile », ce « regard fier et inflexible » (proud unflinching glance) qui clôt le roman.

### Les doubles
Les personnages appelés à côtoyer Jim servent le récit mais tout en se révélant des doubles positifs ou négatifs du héros central. Ainsi, Brierley qui semble être un Jim en pleine réussite mais qui se détruit alors qu'il est au faîte de sa gloire, que son navire tient le cap et que son livre de bord est en ordre. Le lecteur garde l'impression que la défection de son collègue lui a ouvert les yeux sur les faiblesses inhérentes à tout être humain et qu'il n'a pu se réconcilier avec cette découverte qui l'a finalement englouti. De même, la trahison de Brown s'apparente psychologiquement à la couardise de Jim au moment du danger ; l'officier français représente jusqu'à la caricature l'honneur que Jim a réduit en poussière ; même la loyauté de Bijou atteint à la pureté qu'évoque son nom, s'opposant alors au passé souillé de son mari étranger. Marlow, quant à lui, rivé à la réalité, est en opposition à l'esprit d'aventure qui domine chez son protégé : alors que le second ne voit dans son échec qu'un éclat d'héroïsme manqué, le premier le rappelle durement aux conséquences tragiques de son acte passé. Stein, sur ce point, reste une figure hybride, à la fois éminemment réaliste, ne serait-ce qu'en affaires, et aussi avidement romantique : il n'est pas étonnant, écrit Karl, qu'une des scènes centrales du roman se tiennent entre Marlow et Stein : aux imperfections humaines, une humanité « engendrée par un artiste devenu un peu fou », Stein oppose la beauté et la délicatesse du papillon ; l'insecte, lui, accepte la réalité, alors que l'homme se voit soit en saint, soit en diable, en somme tel qu'il ne peut jamais être. Que convient-il de faire, demande Stein à Marlow, sinon de suivre son rêve, quelque destructeur fût-il, et aussi de se soumettre à l'éternelle condition humaine, éphémère et fragile,,.

### Le mythe et sa cassure

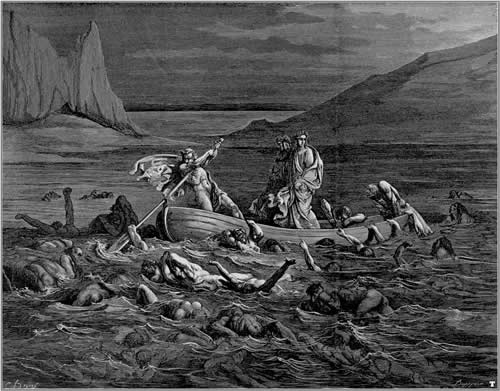
La Traversée du Styx, par Gustave Doré (1861).

Yann Tholoniat a insisté sur la qualité mythique que prennent ces personnages et avec eux, le roman tout entier qui se présente d'abord comme un conte (a tale), genre caractérisé, comme le mythe, par son oralité, ce que Conrad appelle the yarn de Marlow. De plus, certains concepts se trouvent soigneusement mis en relief par le procédé de la capitalisation, « l'Inconnu », l'« Inconcevable », l'« Irrationnel », la « Vérité » et la « Beauté », l'« Abstrait »,.
D'autre part, le récit incorpore dans sa texture des références bibliques, Jim devenant « Adam », Cornelius le « serpent » ou alors grecques, Jim-Œdipe, Jewel-Sphynx, « le bonheur arcadien » précédant le « Styx », ou encore Oreste qui après le meurtre de sa mère est rongé de culpabilité et s'exile, un « mendiant » (beggar), un « vagabond » (tramp), une « pierre qui roule » (rolling stone), un marin sans mer, cette nouvelle furie jetée à ses trousses,. Ainsi, la dimension tragique de Jim est partout prégnante : Marlow le voit en victime d'une « destinée implacable », pourchassé par les « Puissances des ténèbres » (Dark Powers) dont Gentleman Brown n'est que « l'aveugle complice » (the blind accomplice).
Autre veine mythologique, celui du genre que l'anglais appelle Romance, traduisible ici par « le romanesque ». Selon Stein, il y a un héroïsme propre aux rêves de Jim, et ses aventures « ressemblent à ce qu'on trouve dans les livres ». Marlow, lui, le juge « romantique », se jetant « tête baissée dans le royaume fantasque des aspirations dangereusement héroïques », ; l'enfer de Jim, c'est son imagination, une sorte de bovarysme au masculin,.
Les aventures suivant le saut prennent l'allure d'une quête : le graal de Jim est de restaurer aux yeux du monde, et si possible aux siens propres, le bon côté de son caractère, maintenant marqué par l'honneur perdu, comme le lui confirme d'ailleurs le lieutenant français,. Autre élément important dans ce fonds médiéval est l'anneau, le talisman transmis par Doramin jusqu'à Stein, puis à Jim, enfin à Dain Waris, « ce qui ne lui porte pas chance », écrit Tholoniat. Héros romantique, rejeté par un monde, étranger dans l'autre, Jim tend à rester passif, incapable d'agir et soumis, selon Stein, aux manipulations des « puissances infernales qui l'ont choisi comme victime de leur bonne blague »,.
Ainsi, la toile de fond mythologique gagne en élan alors que se développe le récit, d'autant plus que ce dernier est fragmenté, « déconstrui[sant] l'axe chronologique », avec des moments d'expansion et d'autres de contraction, tout ou presque se trouvant annoncé par prolepses ou analepses, parfois par l'ellipse, avec des accélérations et des décélérations de tempo dont le but, explique Tholoniat, est d'instaurer ce qu'il appelle « the dream-like quality of the tale », c'est-à-dire l'aspect conte de fées du récit. Les renseignements longtemps tenus en suspens s'accumulent soudain, sans explication, lorsque le héros se retrouve au fin fond de la jungle malaisienne, autant d'intrigues superposées qui renforcent le mythe de Jim, les multiples sources agissant comme des « mythèmes », pour reprendre la terminologie de Claude Lévi-Strauss, soit l'unité fondamentale que partagent les mythes. Chacune de ces sources ont un nom, Archie Ruthwell, Brierly, le lieutenant français, Mr Jones, etc., certains de ces personnages passant pour des avatars de Jim.
Les témoignages enchâssés confèrent au récit des différences de perspective, révélant des facettes multiples de la même vérité, une juxtaposition destinée à propager en amont comme en aval une nouvelle lumière sur les faits, ce qui crée un effet de stéréoscopie, et selon Ramon Fernandez « La réalité semble composée de pièces rapportées cousues ensemble tant bien que mal par l'auteur, mais quel art se cache sous cet apparent désordre ! »,.
Bien des personnages sont sujets d'une métaphore animale, le mythe incorporant ainsi un totem, au sens et à la fonction symboliques. À partir du vingtième chapitre, « tous les personnages, ou presque, sont vus à travers le paradigme du papillon »,, papillon ou cafard, l'ailé et le boueux, à l'image de Jim qui tend vers la pureté, et de Cornelius, insecte répugnant ; finalement, Brown piège le papillon sur le rebord d'une baie fangeuse et le bel envolé retourne à la saleté de la terre.
Alors, le personnage se trouve glorifié, selon Marlow, en mythe vivant, « installé sur un piédestal, symbole, en son éternelle jeunesse, du pouvoir et peut-être aussi des vertus de races jamais vieillissantes, surgies des ténèbres »,, mythe ayant échappé à l'auteur, et dont le dernier mot ne sera jamais dit,.
Le mythe, cependant, reste éphémère à l'épreuve des choses et même de la simple nature : il n'existe point d'homme naturel dans l'univers de Conrad, point d'innocence inhérente aux éléments : même la mer, a priori source d'énergie renouvelée et de solidarité humaine, se fait pourvoyeuse de haine et de traîtrise lorsque l'emportent les peurs inhérentes à la nature humaine. La jungle de Patusan, elle, dépositaire primitif de la torpeur et de la stagnation, représente l'impossible lutte de l'homme pour sa survie matérielle et morale : pour Jim, elle abonde en tentations fatales, avec ses souches d'arbres abattus (the stumps of felled trees), des fleurs aux seuls morts destinées (for the use of the dead alone), qui exhalent un parfum rappelant l'encens de la maison du défunt (smells like that of incense in the house of the dead), des coraux blancs brillant comme un chapelet de crânes délavés (white coral that shone like a chaplet of bleached skulls), et un silence tel celui de la terre gisant en sa tombe (as if the earth had been one grave).
La présence envoûtante de cette nature indifférente ou belligérante joue même le rôle de commentatrice, participant activement au récit. L'ostracisme de Jim hors de sa société, puis son effacement au sein d'un anti-paradis offrent en tant que tels une lecture ironique : ici, un anti-héros s'efforce de devenir un héros tragique en un environnement dépourvu de toute possibilité d'héroïsme, ce qui condamne d'emblée à la futilité sa quête d'une respectabilité perdue et d'un statut à nouveau honorable. Karl compare ses efforts désespérés à ceux d'un névrosé compulsif, appliqué à souffrir de façon quasi masochiste pour éradiquer l'inéradicable. Dans la mesure, écrit-il, où il agit à coup d'émotions et entretient une vision simpliste de sa condition, il échappe par la fuite au stimulant critique, et laisse au lecteur un souvenir où domine le vague, comme le souligne Marlow dans sa dernière vision du pauvre héros au chapitre XXXV, un homme en réduction, rapetissant, enfant, puis tache, puis poussière, rien enfin, le vide au sein de l'immense obscurité qui l'a englouti :
| « He was white from head to foot, and remained persistently visible with the stronghold of the night at his back, the sea at his feet, the opportunity by his side--still veiled. What do you say? Was it still veiled? I don't know. For me that white figure in the stillness of coast and sea seemed to stand at the heart of a vast enigma. The twilight was ebbing fast from the sky above his head, the strip of sand had sunk already under his feet, he himself appeared no bigger than a child--then only a speck, a tiny white speck, that seemed to catch all the light left in a darkened world. . . . And, suddenly, I lost him. . . . » | « Blanc des pieds à la tête, il restait indéfiniment visible, avec le rempart de la nuit dans son dos, la mer à ses pieds, et à son côté la Chance… toujours voilée. Que dites-vous ? Si elle était toujours voilée ? Je ne sais pas. Pour moi, cette silhouette blanche, dressée sur l'immobilité de la côte et de la mer, était le centre d'une formidable énigme. Les dernières lueurs du jour s'éteignaient rapidement dans le ciel au-dessus de sa tête ; à ses pieds, la bande de sable était déjà noyée d'ombre ; il n'était pas lui-même plus gros qu'un enfant ; puis ce ne fut plus qu'un point blanc minuscule qui semblait concentrer sur lui toute la lumière attardée dans un monde obscur…Et tout à coup, je ne le vis plus… » |

## Le sens moral dansLord Jim
Selon Marlow, le récit qu'il conduit est celui « des luttes d'un individu pour tenter de sauver du feu l'idée qu'il se fait de ce que devrait être son identité morale »,. C'est aussi l'histoire d'un homme en quête de rédemption après avoir reconnu que son avidité pour l'aventure, son courage tous azimuts, le rêve de l'accomplissement de ses fantasmes ne constituent qu'un amas d'illusions romantiques. Conrad va plus loin : selon lui, Jim s'avère non seulement victime de son imagination, mais également d'un état d'« asservissement moral » (situation of moral enslavement), l'âme comme possédée d'une « personnalité invisible, associée antagoniste et inséparable de son existence » (invisible personality, an antagonistic and inseparable partner of his existence),.

### Un sens moral bafoué
Comment réagir face à l'obscurité de l'inconnu que chacun porte en soi, telle est la question posée par Conrad. Le sens moral de son personnage est bafoué par ses propres actions ; il a pleine conscience d'avoir été sapé de son être et seuls, l'endurance, l'effort pourront, espère-t-il, transformer ses chimères et ses rêveries en vertus. Panichas écrit que Jim accède comme il le peut à l'impératif moral, ce qui implique que le danger vient de soi plus que de l'extérieur, et qu'y faire front implique un courage plus âpre à soutenir que celui que requiert l'accomplissement de son devoir : lutter contre soi est redoutable, alors que se battre pour autrui reste dans l'ordre du normal exigé par la société. Désormais, il s'agit de ne point capituler devant la peur, cette peur pérenne, comme le rappelle le lieutenant français à Marlow lors de leur entrevue dans un bar de Sydney.
Conrad a pris soin d'expliquer dans sa « Note de l'auteur » que Jim représente tout un chacun, que sa conscience est normative, qu'il aspire à une transcendance,. De fait, après avoir été déchu, Jim se refuse à la moindre compromission, ni projet affairiste tel que le propose Chester — pourtant à l'instigation de Marlow —, ni rappel, même indirect, de sa faute passée, ce qui le fait fuir de Bombay à Calcutta, puis de Rangoon à Penang et de Bangkok à Batavia jusqu'à l'archipel malais où Stein possède ses comptoirs.

### L'analyse de Stein et de Marlow
La visite de Marlow à Stein et leurs échanges philosophiques sur la condition humaine ouvrent de nouvelles perspectives ; les « ruminations » de Stein servent d'oracle, :
| « "He is romantic — romantic," he repeated. "And that is very bad — very bad. . . . Very good, too," he added. "But is he?" I queried. Gewiss, he said, and stood still holding up the candelabrum, but without looking at me. "Evident! What is it that by inward pain makes him know himself? What is it that for you and me makes him — exist?" » | « C'est un romantique – un romantique, répéta-t-il ; et c'est très mauvais – très mauvais … Et très bon aussi, ajouta-t-il – « En êtes-vous sûr ? », demandai-je. – « Gewiss, fit-il, restant debout, son chandelier à la main, sans me regarder. C'est évident. Pourquoi autrement une douleur intime l'amènerait-elle à se découvrir lui-même ? Qu'est-ce donc qui le fait… exister, à vos yeux et aux miens ? » |

Cette conversation se situe à presque mi-parcours du roman et les réflexions de Stein, quelque pénétrantes soient-elles, ne rendent pas pleinement compte de la personnalité morale de Jim qui défie l'analyse rationnelle et les formules prescriptives. L'âme de l'homme doit répondre à de nouvelles exigences, se confronter à des situations inouïes. Pourtant, lorsque Jim se retire dans les profondeurs de Patusan, que les officiels de Batavia connaissent pour ses « irrégularités et ses aberrations », Stein et Marlow, comme Brierley avant eux, espèrent qu'il va comme laisser derrière lui ses manquements terrestres ; ils l'ont envoyé « dans une étoile de magnitude cinq », dans « un autre monde » où ils l'ont « jeté dans une fosse à vingt mètres sous terre et l'y ont abandonné ». Ils ont voulu le distraire de son propre chemin, dans un exil spirituel, seul et sans ami, un vagabond ermite là où « tous les bruits et tous les mouvements du monde trouvent leur fin »},.
Jim y arrive à presque trente ans en 1886 et n'a plus que trois ans à vivre : c'est une terre fangeuse, pestilentielle, rongée de pourriture, et cette misère physique lui offre, semble-t-il, un gage de réhabilitation. Pourtant, le péril rode, les clans s’entre-déchirent et les morts s'accumulent : sa mission — telle qu'il l'envisage — consiste à « réconcilier des jalousies imbéciles, argumenter pour rompre toutes sortes de méfiances idiotes. »,. La situation exige responsabilité et action dans « la vérité une et entière de chaque journée »,, le tout dans le respect total des règles morales qu'il s'impose. Très vite, le voici qui « domine la forêt, les ténèbres séculaires, la vieille humanité »,, et le commandant en second avili du Patna se mue en l'illustre « Lord Jim » des forêts de Patusan. Aucune pause ne lui est allouée dans l'exercice de ses responsabilités, chaque action se mesurant à sa valeur morale. Pourtant, la petite voix intérieure ne le quitte pas et il reste hanté par l'angoisse que l'incertitude qu'il porte en lui ne vienne d'un coup saper l'ordre établi.

### L'ultime illusion et la transfiguration
Le dernier mouvement du roman se déroule au tempo d'un andante : le long récit de Marlow touche à sa fin ; la langue de Conrad s'imbibe de chagrin et de pitié, comme si se manifestait l'impalpable reconnaissance que le destin a choisi son heure ; s'instaure une poésie de la lamentation, sombre, méditative, prophétique, abstruse parfois. Marlow et Jim ne se verront plus, et la scène crépusculaire du départ à l'embouchure du fleuve montre la goélette emportant l'un basculer au-delà de l'horizon, tandis que l'autre se réduit peu à peu à un tout petit point blanc solitaire au sein des ténèbres,.
Si dans la première partie, c'est l'univers intérieur de Jim qui s'est effondré, à Patusan, après l'arrivée de Gentleman Brown, c'est le monde extérieur qui est en ruines : y prévalent la discorde, le chaos, perpétrés par le fils perdu d'un baronnet anglais, qui est entré dans la vie de Jim comme, écrit Conrad, « l'agent des puissances des ténèbres » (the agent of the Dark Powers), moralement, son pôle opposé. Pourtant, Jim n'éprouve pas de méfiance particulière envers lui, parce qu'il est anglais, parce qu'il a reconnu en lui l'étoffe dont il est lui-même habillé, nouvelle illusion qui le réconforte mais va le perdre. Il y a là un manque de discernement, une innocence désarmante du pouvoir maléfique de l'homme : lorsque lui parvient la nouvelle du massacre au retour de Tam' Itam, il reste sincèrement abasourdi ; une fois de plus, comprend-il, il a gaspillé la confiance qui lui avait été apportée ; la terre de Patusan est en sang, ce qu'accentue l'énormité du soleil couchant, cramoisi au-dessus des forêts sans lumière.
L'endurance, pour autant, ne l'a jamais abandonné : rien ni personne n'aura entamé son sens moral depuis sa première jeunesse jusqu'à sa fin où le héros solitaire subit un processus de transfiguration : ni Apôtre, ni saint, à nouveau simple mortel, il se livre tel l'agneau au sacrifice de sa propre expiation. Sa vie, écrit Panichas, « évoque l'éternelle promesse de l'Évangéliste », :
| « he that endureth to the end shall be saved. » | « Mais celui qui persévérera jusqu'à la fin sera sauvé. » |

### Le romantisme

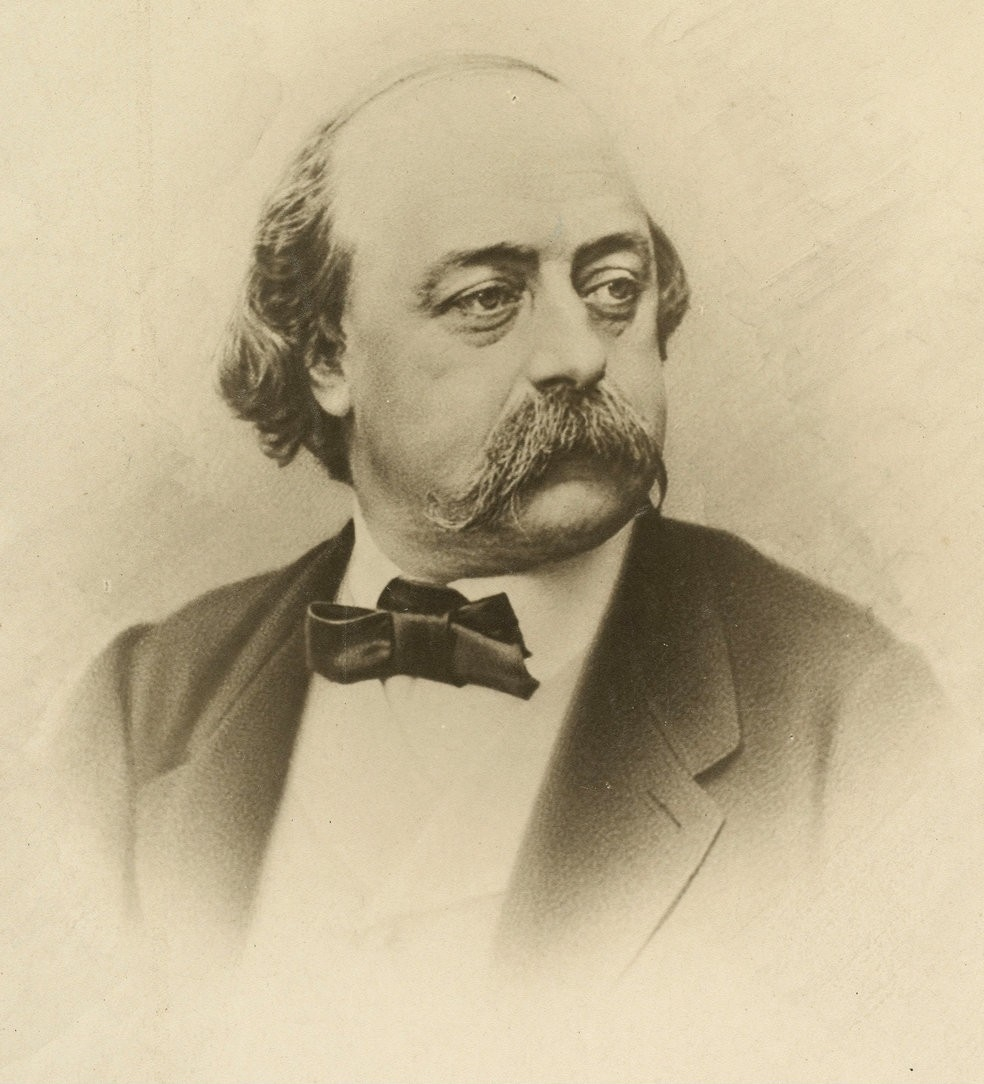
Gustave Flaubert par Nadar.

Quoi qu'il en soit, au dénouement, Conrad renonce, et le problème de l'identité du héros en apparence si structurée reste insoluble : comme dans Les Possédés de Dostoïevski, on assiste à la décomposition de l'être humain, pourtant bien assis sur des bases logiques, en face du bien et du mal ; reste alors une autre composante du personnage que Conrad appelle lui-même son « romantisme ».
Jim est d'abord un adolescent romantique qui nourrit son imaginaire de sea-romances et se convainc que la vie des marins est conforme à celle que décrit cette littérature à quatre sous. Il s'applique à apprendre le métier qu'il croit correspondre à son illusion, métier que Conrad qualifie à plusieurs reprises de « peu romanesque ». Jim reste ce qu'il est, brave garçon et bon marin, mais à ses yeux, il est tout autre chose : il y a du Walter Mitty en lui, en attente permanente d'un héroïsme susceptible d'étoffer le fantôme de soi qu'il s'est créé. D'un romantisme niais à la Madame Bovary, ce penchant à se voir gratuitement autre que ce que l'on est, il est passé à un romantisme grandiose à la Don Quichotte : tel il demeurera, justicier amateur, souverain aux valeurs sages, mais paralysé dans l'ultime action, car dans l'univers de Conrad et singulièrement dans Lord Jim, il n'est pas de troisième niveau, celui de la sainteté par exemple.
En Jim, il existe un lien direct entre le romantisme niais et le romantisme grandiose par lesquels passe le héros, de même essence et complémentaires l'un de l'autre. À quelque degré d'autre part, dans cet univers tout le monde, méchants exceptés, est romantique : si Jim jouit de la sympathie des bons personnages, c'est que, peu ou prou, chacun d'eux se reconnaît en lui, du moins reconnaît en lui quelque chose qui est attirant, jeune, allant, une sorte de fantôme de soi qu'on a été et voudrait être encore, la faille en moins. Enfin, ce romantisme est nécessaire parce qu'il semble conditionner la vie morale, le livre donnant même raison à son héros en ce sens que les illusions romantiques, action, courage, honneur, beauté, correspondent aux valeurs essentielles. C'est pour cela que les « méchants » n'ont ni romantisme ni moralité, les deux allant de pair.
Sur ce point, Conrad présente tout autre chose que l'opinion courante selon laquelle la morale consiste à faire ce que l'on n'est pas. Pour lui, et il le montre dans le cas de Jim, il ne s'agit pas de faire mais d'être, et par delà son personnage, il vise l'espèce humaine tout entière : « Jim is one of us » (« Jim est l'un d'entre nous »), est-il écrit. Que l'on ait réussi ou non importe peu : Marlow n'a fait ni l'un ni l'autre et au moins n'a-t-il pas trahi, mais il apparaît aussi fragile que son protégé ; Brierly quant à lui (voir infra), a tracé sa voie avec panache et pourtant il se suicide, geste qui, si son mobile immédiat reste inconnu, accuse une pleine prise de conscience de son inauthenticité.
Ainsi, l'homme moral et l'homme romantique ne font qu'un, l'homme romantique ayant besoin comme modèle d'un fantôme de soi. Loin de paralyser, l'attitude romantique rend possible ce qui compte dans la vie d'un homme, la carrière, le destin, l'appréhension poétique du moi, tout, semble-t-il, hormis le jugement et l'acte de choisir, étant tributaire de la vocation au surréel. Dans le cas de Jim, l'infidélité n'est pas la conséquence de son imagination, bien au contraire : en se montrant infidèle par rapport au lien social, il le devient à l'égard de son propre fantôme romantique. Se racheter, c'est mériter à nouveau l'approbation de son imagination. Il trahit le peuple de Patusan parce qu'il se trahit lui-même, ne se livrant pas jusqu'au bout à ce fantôme romantique qui, un temps, l'a poussé à l'action.

## Le mal dansLord Jim
Puisque Lord Jim semble se situer dans la dimension éthique, l'univers qui s'y trouve représenté est conçu en termes de valeurs ; d'autre part, comme Conrad s'efforce à tout moment de présenter un tableau complet de l'existence, un panorama total de l'être, placées en opposition à ces valeurs se présentent des anti-valeurs antinomiques aux premières. Ainsi, ce monde en principe conçu en termes moraux se trouve dominé par les forces du bien et les forces du mal qui, cependant, ne semblent pas toujours s'équilibrer. En effet, le mal, quelle que soit la forme sous laquelle il se manifeste, est bien plus fortement marqué que le bien, semblant même exercer sur l'auteur une véritable fascination poétique qui montre, à tout le moins, que ce dernier assume pleinement la responsabilité d'en faire le centre même de son œuvre.

### Différents styles du mal

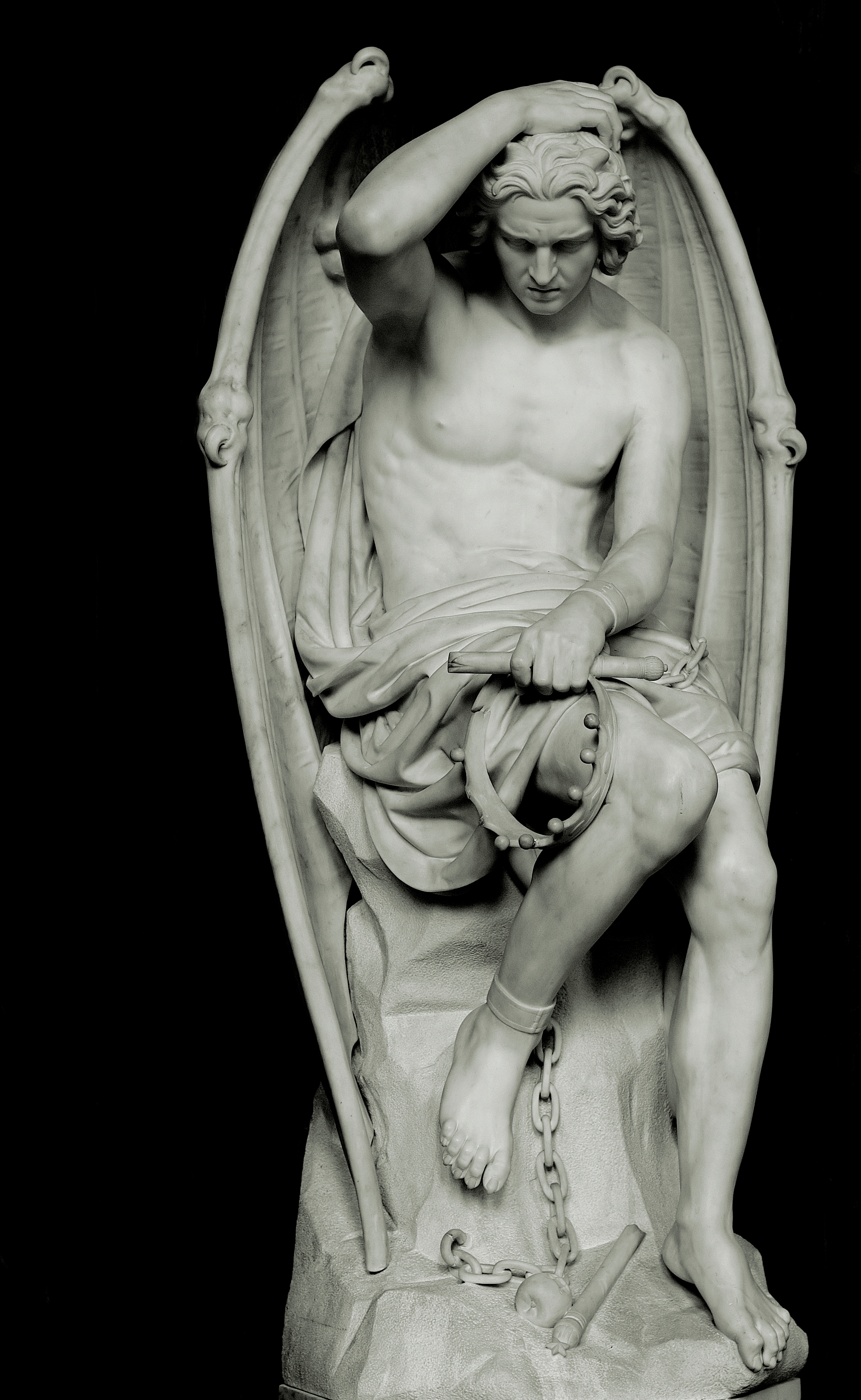
Statue de Lucifer dans la cathédrale Saint-Paul de Liège, par Guillaume Geefs (variante de l'original, signé de Jozef Geefs).

De fait, Conrad a donné aux manifestations flagrantes du mal des styles accusés, ce qui, sur le plan des événements, offre des scènes dramatiques, voire horribles, et, sur celui des personnages, des êtres au profil si accentué qu'ils se situent presque au niveau de la caricature.
La critique a parfois voulu voir dans cette exagération systématique une résurgence des traumatismes subis par le romancier en tant que Polonais pendant son enfance. Il est en effet symptomatique qu'en général, les méchants sont chez lui des Russes et des Allemands, ces derniers tenant le même rôle dans Lord Jim, exception faite de Gentleman Brown à Patusan. D'autre part, natif d'un pays opprimé, fils d'un homme proscrit, Conrad a pu aussi transposer jusqu'à l'âge adulte, comme Jim le fait lui-même d'ailleurs, toute une mythologie poétique qui s'était élaborée pendant son jeune âge.
De plus, il existe dans l'univers du roman des êtres au sein desquels les formes du mal semblent s'être cristallisées, des personnages-symboles, presque des allégories qui lui confèrent ses styles ou, ce qui revient au même, lui emprunte un style de personnalité. Ces êtres sans nuances, quoique nettement différenciés, en sont consciemment présentés comme des incarnations, des sortes de diables sortis en droite ligne de l'enfer terrestre.
Le premier, celui qui apparaît dès le premier épisode aussi dramatique que spectaculaire, est représenté non pas par un seul homme, mais par un groupe d'individus, les officiers et officiers-mariniers responsables du Patna. À leur égard, la réaction de Jim semble instinctive, attitude d'aristocrate en face d'un ramassis de renégats, ignobles à regarder, sales, repoussants de laideur, un véritable tas d'immondices : ici, la morale s'efface devant l'instinct qui le pousse au dégoût devant qui ne sait ressembler ni à son métier, ni à son rêve, et qui par surcroît est mauvais marin, totalement dénué d'idéal ou d'illusion romantique, en parfaite conformité avec le grotesque de son corps qui le représente tout entier ; tel est le cas, emblématique du reste, du commandant du navire sur lequel Conrad semble s'acharner, cherchant à l'avilir, quitte à en faire une sorte d'amas graisseux, crasseux et attifé en clown :
| « He made me think of a trained baby elephant walking on hind-legs. He was extravagantly gorgeous too—got up in a soiled sleeping-suit, bright green and deep orange vertical stripes, with a pair of ragged straw slippers on his bare feet, and somebody's cast-off pith hat, very dirty and two sizes too small for him, tied up with a manilla rope-yarn on the top of his big head. » | « Il me faisait songer à un jeune éléphant dressé, qui aurait marché sur les pattes de derrière. Il était vêtu de façon ridiculement voyante aussi, attifé d'un pyjama sale à raies verticales vert-vif et orange, avec aux pieds une paire de savates déchirées, et sur le crâne un casque de liège de rebut, trop étroit de deux pointures, très crasseux et attaché au sommet de sa grosse tête par un cordon de carêt de Manille. » |

Le deuxième personnage à représenter un style du mal est Cornelius, en soi plus important pour l'intrigue et le thème moral du roman que les racailles responsables du navire. Eux, au moins, ne souillent personne et n'entretiennent le mal en un cercle vicieux que pour et par eux-mêmes. En revanche, Cornelius est le Iago de l'histoire, sans génie ni panache, mais le Iago tout de même. Pis, c'est lui qui, en s'insinuant dans la vie sociale et structurée de Patusan, crée au premier chef sa ruine et sa désagrégation. Présenté à plusieurs reprises comme un être rampant, ni reptile ni insecte, à un moment décrit comme « l'un des cafards du monde » (one of the beetles of the world), sans courage ni fierté, privé de la moindre possibilité de droiture, il a besoin pour s'épanouir dans le mal que le monde soit corrompu à son image et, comme lui, se désagrège en pourriture : abject, sordide, répugnant, mais actif et corrupteur, il représente l'incarnation la plus maléfique des forces obscures dont parle Marlow.
Le troisième style du mal est reflété par la personnalité de Gentleman Brown, mais là, il s'agit de tout autre chose, car Brown possède l'envergure : c'est le Lucifer de l'histoire, le héros du mal, le gentleman de l'enfer. Romanesque, actif, intelligent et décidé, il est détenteur d'un code d'honneur qu'il s'est forgé, sans commun avec les lois de la société, mais qu'il entend respecter et faire respecter. Sorte de preux à sa manière, à la fois paladin et chevalier, il est dans le mal ce que Jim eût pu devenir dans le bien. En somme, il est une sorte de Don Juan, révolté parce qu'il se sait d'un autre ordre, et qui réussit, en ce sens infiniment supérieur à Jim qui, lui, ne sait qu'échouer. Se fût-il tourné vers le bien qu'il eût pu réaliser sans faille toutes les aspirations romantiques qui hante son rival. A contrario, si Jim s'était voué au mal, il aurait connu l'échec et serait devenu, non pas un Brown redoutable capable d'une certaine grandeur, mais une loque croupissante à l'image de Cornelius.
Comme héros du roman, pour Jim, le mal se présente sous la forme d'une désertion de la condition humaine, du reniement du destin unique qui est à chacun attribué. Jim, en s'alliant avec l'océan contre les pèlerins, a renié l'humain et est devenu, en quelque sorte, un apostat. Le bien, conçu comme une fidélité irréductible à la solidarité spirituelle des hommes, exige de ses adeptes une foi absolue, susceptible de les mener jusqu'au sacrifice. Placé en présence d'une option décisive entre la mort ou la trahison de l'idéal humain, le héros de l'écrivain se voit tragiquement mis à l'épreuve de l'abnégation. Le problème est de savoir s'il consentira à surmonter l'éphémère pour se sauver intimement : la mort concrète est peu de chose en comparaison de l'autre mort. N'ayant pas su répondre à l'appel crucial qui lui fut adressé, à peine a-t-il cédé au mal que le sens de sa déchéance entre en lui pour le ronger comme une tumeur maligne, fièvre, hantise, suicide mystique qui prend figure de rachat spirituel.

### Manifestations du mal
Ainsi, le mal, dans l'univers de Lord Jim, s'exprime en des styles divers. De la même manière, il se manifeste sous des formes très variées, de façon souvent directe, quelquefois de manière dramatique et plus rarement par le biais de l'ironie.
Les manifestations directes sont les plus évidentes et, là encore, elles se situent au niveau des événements ou à celui des hommes. Il n'est que de souligner l'horreur de certaines scènes, en particulier celle de la nuit passée par Jim dans la chaloupe mise à la mer après la déchirure de la coque du Patna, ou encore celle de sa mort alors qu'il s'offre sans arme et sans réticence en sacrifice. En de tels cas, I'émotion s'efface pour mettre à vif l'extrême violence, révélatrice de la vision que se fait Conrad du monde, que manifeste le mal dans les épisodes clefs du roman : Lord Jim contient en effet des scènes de tueries qui sont de véritables boucheries, comme si, avec semblables descriptions, Conrad entendait montrer que le mal surgissait de la terre avec une puissance destructrice d'ampleur cosmique d'habitude réservée aux calamités que la nature inflige au règne du vivant.
Le mal se manifeste également chez l'individu et dans la société. Au niveau de l'individu, à part Bijou, il n'existe pas un personnage important, s'il se range en dehors de la catégorie des pures incarnations du mal, qui ne possède une tare, un vice caché. Pour ne citer que quelques exemples, Chester, le réaliste, l'efficace, reste dénué de la plus élémentaire pitié humaine ; Marlow la possède, lui, mais hormis son métier où il excelle, il se révèle incapable de la moindre efficacité. Le cas le plus évident est celui de Jim dont la seule véritable authenticité est son inauthenticité secrète, ce qui le pousse à agir contre ses aspirations et à briser le lien de solidarité humaine dont il a pourtant besoin pour se construire et s'affirmer. C'est dire que pour Conrad, au niveau de l'homme en tant qu'individu, il n'existe pas de compartimentage entre le bien et le mal ; et ce qui concerne la société, le diagnostic est le même, mais le mal se manifeste surtout par l'incompréhension existant entre les hommes : cela peut prendre différentes formes, celle de l'opposition entre un corps constitué et un individu, dont l'audience jugeant Jim serait un exemple privilégié, entre deux groupes rivaux comme le montre la guerre à Patusan, etc. Dans tous les cas, c'est au niveau de la psychologie, qu'elle soit individuelle ou collective, que se manifeste le mal de façon quasi systématique.
Les manifestations dramatiques du mal s'avèrent plus rares et ne touchent plus les événements ou les hommes, mais sont relatives à ce qui, dans l'univers de Conrad, détermine les uns et les autres, et qu'il a appelé lui-même le destin. Dans Lord Jim, le destin est démoniaque, par ses complaisances comme par ses retournements imprévus. Sa complaisance consiste à apporter aux hommes dont il dirige la course ce qu'ils ont toujours désiré et dont ils rêvaient. Jim est, pour ainsi dire, servi sur un plateau jusque dans les moindres détails de son rêve ; il voulait être marin : le voici qui se trouve sur un bateau ; il se voyait en instance d'héroïsme : voilà justement que le bateau a heurté une épave cachée sous les eaux, etc. Ainsi, sa vie n'est qu'une longue suite de complaisances à bon compte, sans que rien lui soit marchandé.
Reste l'imprévu, ironie ultime du destin de Jim, la complaisance privilégiée en quelque sorte, la pourvoyeuse d'héroïsme. Avec une perfidie démoniaque, le destin offre à JIm cet imprévu si convoité et, bien entendu, cela le conduit à sa perte. Il a besoin de se sentir à l'aise, confortablement installé, pour se livrer à son fantôme, mais lorsque la réalité se hausse au niveau de ce fantôme romantique, tout s'écroule. L'irruption imprévisible de tout ce qu'il réclame de ses vœux constitue la manifestation la plus sardonique du mal dans le roman.
Il est loisible de critiquer cette thèse, de soutenir par exemple que, justement, cette ironie du destin a une fonction de révélation quant à la vérité des êtres, donc que ce n'est ni un bien ni un mal, seulement un agent d'éclaircissement du débat. Cela semble peu plausible, vu que chacune de ces interventions a pour conséquence une désagrégation sociale : la structure hiérarchique du petit monde du Patna se dissout après le saut des officiers ; la communauté de Patusan ne survivra sans doute pas à la mort de Jim. D'ailleurs, Conrad, de tempérament aristocrate, qui plus est homme du XIXe siècle, ne saurait accepter l'écroulement social d'un groupe organisé de façon autocratique. Curieusement, donc, cette ironie suprême du destin, constitue l'une des principales manifestations d'un mal inévitable et destructeur.
Conrad se sert des aspects élémentaires de la nature pour suggérer une interprétation manichéenne du monde. Les exemples ne sont pas rares dans l'épisode du Patna ; mais c'est surtout dans la seconde partie, à Patusan, que le symbolisme le plus traditionnel se trouve utilisé pour suggérer ce qu'en termes chrétiens, on appellerait la cohabitation de Dieu et de Satan. Les masses d'ombre et de lumière jouent autour du héros ; le ciel, la mer, la terre, la forêt semblent avoir été impartis d'un rôle qui se répète d'un épisode à un autre. Le plus significatif est sans doute celui, d'une simplicité banale que la puissance poétique de Conrad rend grandiose, des adieux entre Marlow et Jim, pendant lequel le lecteur assiste à l'engloutissement progressif du héros par les forces élémentaires du cosmos.

### Fonctions du mal dansLord Jim
Le mal, semble-t-il, est partout disséminé dans l'univers de Conrad, larvé, non tellement dans les êtres qu'autour d'eux, les cernant de toutes parts, attendant son heure, aux aguets pour surgir du dehors au moment précis où une cohabitation diabolique peut être scellée avec la faiblesse intérieure des êtres ainsi traqués. Les fonctions qu'il remplit sont multiples et complémentaires les unes des autres, chacune découlant d'une autre et contenant potentiellement sa suivante.
La plus obvie est que le mal est un catalyseur de caractère : Jim, plongé dans le monde du bien ou de son équivalent social, le confortable, l'aise, le facile, ne se montre à lui-même et aux autres que tel qu'il n'est pas ; à ce stade, il y a chez lui identification avec son physique, beau garçon, et son métier, bon marin. C'est l'irruption du mal qui va provoquer en lui la seule réaction vraiment authentique de son être : l'illusion se dissipe lors de l'incident du Patna, au moins aux yeux des autres sinon des siens ; alors que le bien s'est avéré impuissant à démasquer l'homme sous le masque inconscient, le mal, lui, par un effet d'épiphanie, s'est comporté en agent d'une révélation.
Il n'est donc pas étonnant de constater que le mal se comporte également en garant de l'authenticité des hommes qui l'incarnent. Tel est en effet le cas de Cornelius et de Brown qui, bien que possédant des styles divers, sont habités par le même démon. À la différence de Jim qui est un être dont l'authenticité n'est pas complète puisqu'elle l'abandonne au moment précis où il a l'occasion de se hisser au niveau de ses illusions, Cornelius et Brown sont présentés sans la moindre faille, coïncidant à tous les instants et en toutes occasions avec le mal qui constitue leur essence et qui, en termes de conduite, s'extériorise par l'abject et le répugnant pour l'un, le cynisme et la cruauté pour l'autre. En ce sens, ce sont des êtres parfaitement authentiques, certes méprisables et détestables, mais en harmonie fidèle avec eux-mêmes. Pour Conrad, le mal est donc une manière d'être, tout comme la vie morale. Sa supériorité, cependant, est que pour être pratiqué, il n'a nul besoin du support de l'illusion romantique.
La troisième fonction du mal, c'est qu'il est destructeur : il ne se contente pas d'être, il agit. En ce sens, Cornelius et Brown apparaissent comme des agents du destin ; non seulement ils mettent à sac l'ordre social, rongent l'unité et saccagent la structure des groupes humains, mais également — tel est le cas de Jim —, ils réduisent les individus au néant, au vide total. Comment expliquer autrement la métamorphose de Jim après le débarquement de Brown et de ses complices ? Il s'était montré homme d'action, bâtisseur, organisateur, guerrier, justicier ; et d'un coup, il se vide de sa substance, refuse de se battre, s'offre en victime, se désintègre complètement, et Brown saura confirmer ce processus en lui rappelant sa faute par une instinctive perception. C'est le coup de grâce qu'il donne à ce héros qui, depuis le début du roman, n'est qu'un condamné.
En effet, l'impression prévaut que le mal n'est pas donné au monde et aux êtres à un moment précis, mais qu'il les habite de toute éternité, contemporain de l'existence même, tare indélébile, péché originel d'un monde pourtant laïc. Toute une dialectique dynamique s'instaure entre ce péché et la chute du héros : le premier présuppose et détermine la seconde qui, de ce fait, devient inévitable ; en termes humains, c'est elle qui est ressentie comme un péché, car elle implique un manquement à l'honneur et surtout une rupture de solidarité.
Pour Conrad, en définitive, le mal est d'origine transcendante et, la plupart du temps, s'identifie au destin. Il y a là une vision extrêmement pessimiste et même tragique de l'existence. En termes littéraires, cela se traduit par une intensité dramatique exceptionnelle, dans la mesure, toutefois, où la technique narrative oblique, qui la dilue, permet vraiment au lecteur de la ressentir.

## Art de Conrad dansLord Jim
Dans une longue lettre à Hugh Clifford, Conrad parle des mots qu'il convient de manipuler avec soin « sinon, l'image de la vérité des faits peut se déformer ou se brouiller »,. En fait, pense-t-il, les mots à eux seuls restent inadéquats à transmettre ce qu'il appelle la poussée imaginative (the full thrust of imagination) et il conseille à son correspondant de laisser au lecteur le soin de combler les silences (to leave unsaid what the reader should do for himself). Techniquement, Lord Jim abonde en procédés de toutes sortes dont Conrad est familier, glissements chronologiques, symbole central, images précises et détaillées, style indirect libre, parallèle entre les situations et les personnages, contrepoint fugué de la structure, représenté par des séquences dissemblables se poursuivant en parallèle.
Certains critiques ont blâmé Lord Jim pour avoir été divisé en deux parties, l'épisode du Patna et celui de Patusan. De fait, si le lecteur garde l'impression que la première est immédiatement vraisemblable, la seconde peut lui paraître plus artificielle. En effet, alors que l'épisode du bateau relève du fait-divers et n'est pas dénué de réalisme, quoique dépouillé, sobre, anodin dans son déroulement et sa présentation, l'affaire de Patusan se présente comme essentiellement romanesque, c'est-à-dire rappelant ici l'aspect imaginaire d'un roman d'aventures : un territoire coupé du monde dit civilisé, d'où sourd le danger permanent, que déchirent des luttes intestines, qu'habitent des bons et des méchants, et où se trouve captive une pure beauté, en somme, un pays exotique de rêve et de cauchemar, une sorte de décor d'opérette.
Si l'épine dorsale du roman est constituée non pas par cette division, mais par la hiérarchie de trois décisions d'intensité croissante que Jim doit prendre, chacune d'elles conçue pour le promouvoir en héros, mais en faisant un héros manqué,,,, si même le cadre de Lord Jim se construit par cette hiérarchie décisionnelle, pour autant, Patusan se justifie à la fois historiquement et aussi d'un point de vue fonctionnel.

### Composition

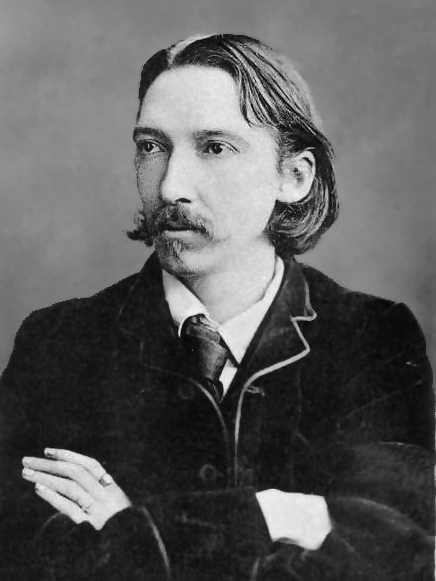
Robert Louis Stevenson.
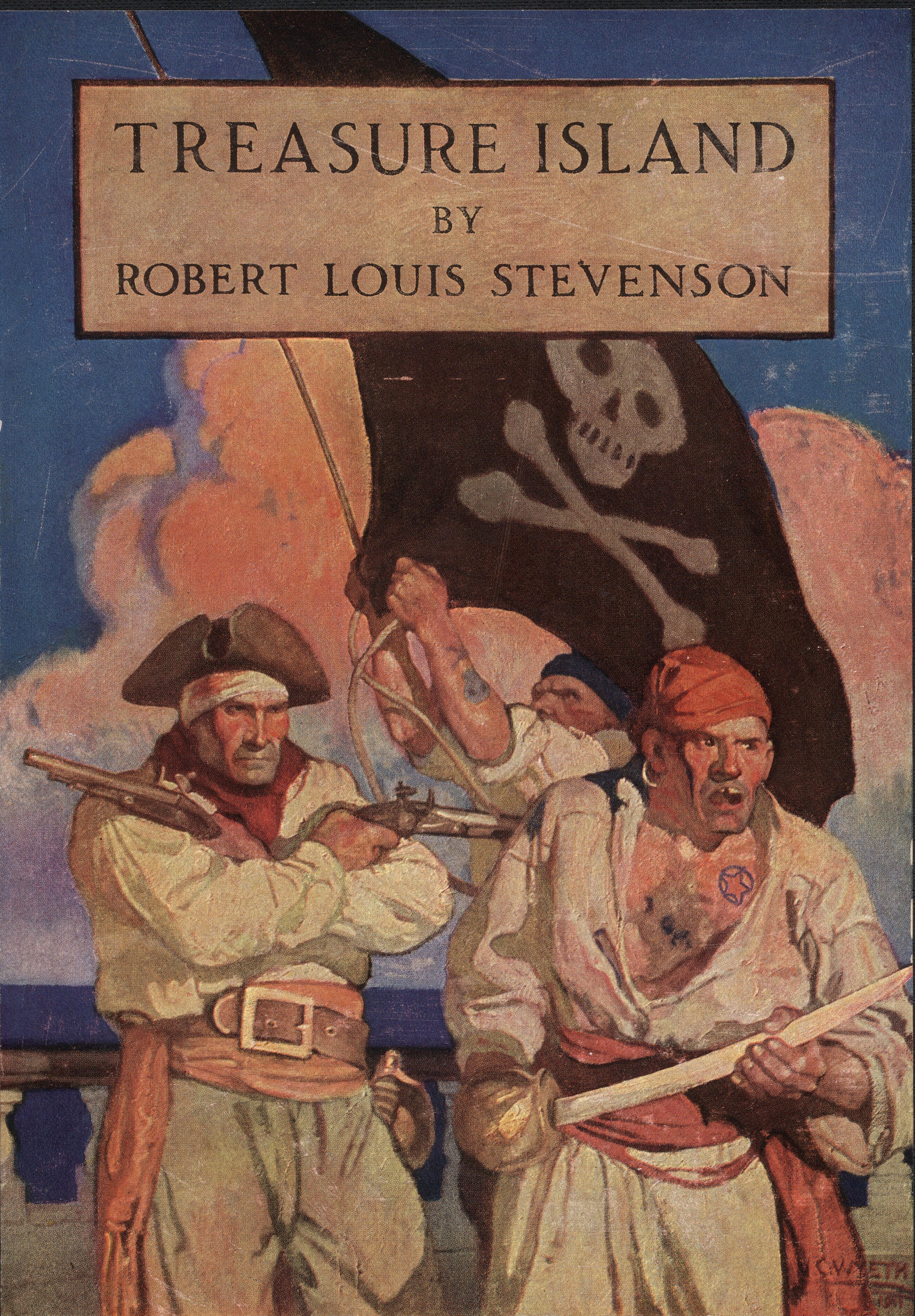
L'Île au trésor, Scribner, 1911.
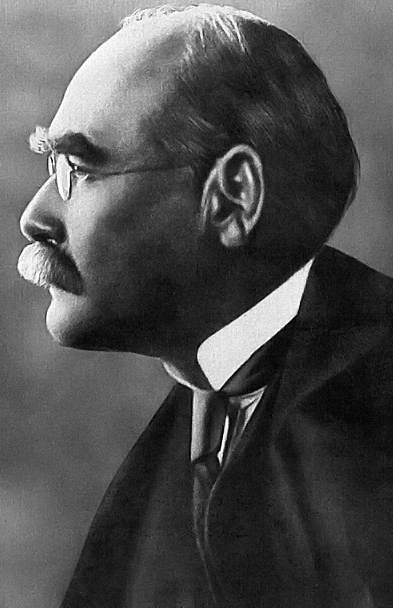
Rudyard Kipling.
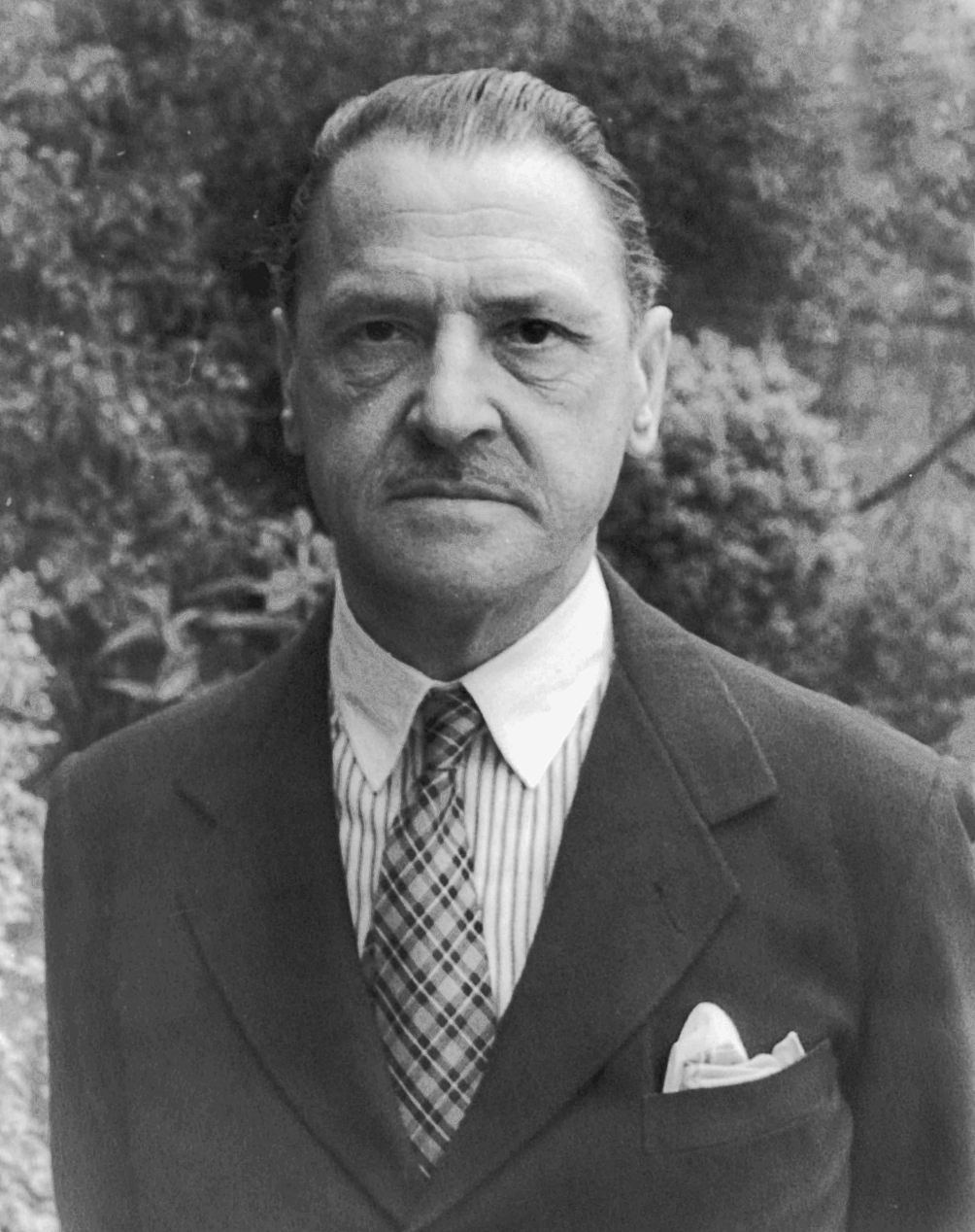
Somerset Maugham, en 1934.

Très daté, Patusan appartient en effet à la période de l'expansion coloniale, alors que l'Asie s'ouvre au monde depuis à peine un demi-siècle. Les Anglais, en particulier, s'y intéressent, avertis par leurs soldats, leurs marchands, leurs prêtres. Les marins du roman sont des voyageurs de commerce, les navires entrevus sont tous des vaisseaux marchands. De plus, Lord Jim s'inscrit dans la lignée d'ouvrages célèbres, L'Île au trésor de Stevenson, Le Livre de la jungle de Kipling, les innombrables nouvelles de Somerset Maugham. Ainsi, les personnages rencontrés, Chester, Stein, etc., portent un cachet d'authenticité ; marchands scélérats ou honnêtes, ils se relient au phénomène d'une pré-colonisation, tous étant plus ou moins des aventuriers.
D'un point de vue romanesque, Patusan présente un décor fonctionnel en cela que ce territoire est fait sur mesure pour le héros. C'est, au sens propre, la terre de ses rêves, correspondant en tous points aux aspirations juvéniles ayant déterminé sa vocation, matérialisation d'un idéal, empire fantomatique devenu réel. De plus, cet empire, si étroitement et si fidèlement conforme, se trouve doté de problèmes très vrais et très profonds, inhérents à tout groupe humain et qui, ainsi, vont permettre à Jim de sonder une dernière fois sa fibre personnelle. En modèle réduit, Patusan représente la société, avec ses obligations de commandement, de relations familiales, d'amour, d'amitié, d'intimité. Jim réussit à dominer tout cela, du moins tant que le microcosme reste conforme à son rêve, c'est-à-dire fermé, une sorte de paradis romantique dont il connaît les lois et les règles, mais qui demeure destiné à s'écrouler dès le surgissement de l'imprévu en la personne de Gentleman Brown, l'élément caché par lequel se manifeste le démon dont Jim a besoin pour confirmer son romantisme, mais auquel il ne saura faire face et, de ce fait, culbutera l'équilibre du territoire.
En fait, Patusan sert à Conrad, beaucoup plus que l'épisode du Patna, à structurer la signification de son roman. À partir d'une situation historiquement plausible et jusqu'à un certain point documentaire, il ébauche un romanesque qui lui sert d'abord à motiver son héros, ensuite à le démystifier, et surtout à représenter les situations morales de la vie humaine, puis à les transformer en symbolisme poétique. Romanesque, psychologie, sociologie, symbolisme, poésie, telle est la construction complexe, étagée, qu'il édifie à partir de ce territoire perdu. Pour parvenir à ce résultat, Conrad ne met en œuvre aucun moyen exceptionnel, aucune coïncidence miraculeuse telle que ceux qui ont tant servi à Dickens ou Hugo ; seulement un enchaînement à peu près naturel, au bord de l'étrange, de faits et d'événements qui ne sont même pas exploités à des fins mystiques, mais soumis à l'ironie qui tend, au lieu de les monter en épingle, à les réduire au rang de faits divers, du moins lorsqu'ils sont pris isolément, alors qu'au niveau de l'ensemble tout un faisceau d'interprétations devient possible.

### Langue
Jusque vers les années 1970-1980, la critique a surtout relevé ce qui peut passer, dans l'écriture de Conrad, pour des défauts à la fois de vocabulaire et de syntaxe, voire des maniérismes, le plus souvent attribués au fait que, si pour la majeure partie des écrivains, la langue est un héritage dont ils ne sont pas entièrement maîtres, pour lui, l'anglais est une acquisition tardive, le résultat d'un travail acharné pour en maîtriser la fluidité, du moins à l'écrit, écriture, en effet, commencée seulement après qu'il a délaissé son métier de capitaine au long cours. Que la maîtrise de l'anglais par Conrad soit reconnue, qu'en témoigne une certaine virtuosité, par exemple l'imitation de l'accent allemand de Stein, ou la reproduction du jargon Public School de Jim (bally this and bally that),, il n'en demeure pas moins qu'il s'agit d'une expression non intrinsèquement anglaise et enrichie de figures dépassant les frontières nationales, englobant l'hétérogénéité de plusieurs cultures étrangères, polonaise, russe, allemande, surtout française et seulement enfin anglaise. Il y a là un débat rampant qu’entretient l’écrivain avec sa langue maternelle et les autres, y compris l’anglais ; quête identitaire (menée sous les masques fictionnels que sont les personnages et Marlow, l’instance de narration), métissage d'éléments disparates et complémentaires constituant la matrice poétique du roman : d'où une certaine tendance à relever des défauts, aussi bien dans le vocabulaire que la syntaxe.
En 2003, Claude Maisonnat a publié un article sur l'influence prépondérante du français dans la langue de Conrad et, singulièrement, dans celle de Lord Jim. Il note d'abord la présence de constructions non conformes aux règles de la détermination en anglais, par exemple « Mon Dieu! How the time passes », l'article défini « the » étant superflu ; il relève de nombreux faux-amis lexicaux, « fautes classiques que font tous les débutants » sur « deceive » (« tromper » et non « décevoir »), « resume » (« reprendre » et non « résumer »), « advice » (« conseil » et non « avis »), « sensible » (« raisonnable » et non « sensible »), etc., ou alors structuraux, tel que « to attend to the most pressing » qui reprend « parer au plus pressé ». Il ajoute que ces gallicismes donnent l'impression que sous le récit en anglais en circule un autre en français, ce qui produit un effet de défamiliarisation. Il en arrive à la conclusion que l'anglais de Conrad est hanté par le français, ce qui tient du « ventriloquisme linguistique » où des calques visibles, mais aussi invisibles remettent en cause la lisibilité du discours.
De plus, des études comparatives ont montré que le vocabulaire est d'une richesse dépassant la moyenne des écrivains du renom de Conrad et ses contemporains, par exemple Thomas Hardy. Il y aurait-là une forme de verbalisme motivé par un désir d'étalage ou alors, par un souci pointilleux de rigueur rythmique, d'asseoir l'équilibre d'une phrase. Ainsi, des passages comme « Sans un pli, sans un frémissement, sans une ride », ou « Quelques vaguelettes, quelques ridules, quelques ondulations »,, ou encore « Parti, disparu, évanoui »,, ou même « Elle voulait une assurance, une déclaration, une promesse, une explication »,. Ici, les synonymes s'accumulent en un rythme ternaire, à l'exception de la dernière citation, signe d'une application de styliste, car le sens ne sort pas renforcé de tant d'amplification verbale, emphase pour les uns, incantation pour d'autres, base d'une prose essentiellement poétique, que fondent justement ces répétitions. Autre caractéristique, la prédilection pour les mots abstraits, parfois pseudo-philosophiques, ce qui implique une abondance de vocables d'origine latine, plus longs que leurs synonymes saxons. Lorsque Marlow évoque Jim, il n'a de cesse d'utiliser les mêmes adjectifs qui, en soi, restent l'énigme qu'ils expriment, puisque aucune précision ne vient les compléter : « inscrutable », « inexplicable », « indéchiffrable », « énigmatique », etc.. « En tant que personne n'ayant pas appris l'anglais avant la vingtaine, [Conrad] avait sûrement une conscience aiguë de chaque mot qu'il choisissait avec soin : sa langue est souvent délibérément difficile, […] d'où une prose d'une beauté torturée »,. Que le vocabulaire technique abonde, surtout marin, n'a rien d'exceptionnel, encore que Lord Jim, contrairement à Jeunesse par exemple, ne soit pas un roman spécifiquement consacré à la mer ; que se retrouve également un certain nombre de termes familiers, voire argotiques dans les conversations, encore que cet argot reste toujours de bon goût, relève de la vraisemblance que Conrad ne perd jamais de vue ; à cela s'ajoute une certaine prédilection plus insolite pour des américanismes et des éléments dialectaux, mais surtout une expansion adjectivale, à tendance vocalique ou consonantique selon le cas, qui permet à Conrad d'approcher la nuance par bonds ou glissements successifs, le plus souvent, d'ailleurs, dans la transcription des mouvements ou des bruits élémentaires, les frémissements océaniques, le sifflement de la forêt, la rumeur du ciel, rendus avec un réel souci d'exactitude, par exemple grâce au glissement d'une liquide à une autre. Particulièrement spécifique au roman est l'abondance des expressions révélant l'incessant travail de questionnement et d'interprétation du narrateur principal, Marlow, qui colmate sans cesse les brèches du récit de Jim ou des divers témoins, d'où les « peut-être » (perhaps), « Il se pourrait » (It might have been), « Il est vraisemblable » (it must have been), l'utilisation du présent de vérité générale, « Il apparaît que » (It appears that), « Je crois que » (I believe that), « je pense que » (I suspect),. De plus, se trouvent largement privilégiés les adjectifs de couleur, destinés à rendre la qualité chromatique de l'univers où évolue le héros, surtout à Patusan, diverses nuances de rouge, vermillon ou sang, de vert, émeraude ou céladon, de bleu, céruléen ou nuit, rouille, etc., ainsi que les prépositions structurant l'espace, l'axe vertical avec « sous » (under), « au-dessus » (above), etc., et l'axe horizontal que dessinent « au-delà » (beyond), « en face de » (in front of) , etc., chacun concrètement représenté par les éléments du décor, « falaises » (cliffs), « sommets » (peaks) se croisant avec « océan », « plaines et marécages » (swampy plains).
La syntaxe, plus que le vocabulaire, donne un aperçu du degré d'anglicité de la langue, une syntaxe appliquée, où se glanent çà et là quelques usages défectueux de l'article employé devant des mots abstraits ou des noms propres, une inversion assez fréquente de l'épithète (a sky scorching), the plain luminous), une certaine confusion entre that et which, shall et will, la construction inusitée de l'infinitif ou d'un gérondif, voire d'un participe présent. Il arrive aussi qu'un adverbe soit rejeté en fin de syntagme (no man ever undertstands quite). Ici et là, se relèvent également quelques manques dans la concordance des temps.

### Style
L'essence même de son art descriptif est expliquée par Conrad dans sa préface du Nègre du Narcisse : faire entendre, faire ressentir, faire voir, montrer un moment de vie dans sa vibration, ses couleurs et ses formes, en somme un programme impressionniste. Un critique comme Karl parle sans ménagement de « résultats en sabots » (pedestrian achievements) : mers d'huile, mers étincelantes comme une pierre précieuse, mers d'ambre et d'émeraude, etc. Si de tels clichés ne sont pas rares dans Jeunesse, ils restent l'exception dans Lord Jim où la description se caractérise plutôt par la concentration et la rapidité, qu'il s'agisse de portraits ou de décors naturels.

#### Portraits et descriptions
Pour les premiers, sélection d'un détail révélateur, par exemple une expression du visage (les tics faciaux de Jim trahissant sa nervosité), autrement dit un gros plan, ou les traits communs d'un groupe de personnes qui sont vues comme un entité (les marins déserteurs dans leur chaloupe) ; pour les seconds, un mouvement, une couleur, un jeu d'ombre et de lumière avec, en général, la concentration d'un rayon sur un point particulier, par exemple la tête de Jim lors de la scène des adieux, ou alors un son très différencié suivi d'un autre, lui-même très différencié, comme dans l'épisode qui précède le saut et celui qui y conduit. La description est rarement gratuite, non destinée à créer un effet de réel, mais presque toujours chargée d'une valeur symbolique.
La scène des adieux entre Jim et Marlow est sur ce point caractéristique : le soleil, la terre, la mer, la lumière, l'ombre, tel semble être l'arsenal naturel et symbolique de Conrad, emprunté au romantisme, rendant la description à la limite du stéréotype. La nature se voit nantie de qualités anthropomorphiques, les lumières se faisant « appels muets » (mute appeals), « discours implorant » (imploring speech), les objets eux-mêmes s'animant, par exemple les hublots, de « regards têtus et braves » (). Les paysages, en particulier, la plupart du temps panoramiques, impliquent une appréhension globale, un regard à distance, une mise à plat de la nature : vastes étendues d'eau, immensité du ciel, forêts insondables. D'après Fabienne Gaspari, ils se caractérisent par l'utilisation d'archétypes dans leur composition, la lune, la mer, la forêt, le soleil, qui entourent l'évocation d'un halo de sacré : « Au sang du soleil qui dessine les contours jusqu'à la fragmentation correspond la lumière de la lune qui fait de l'univers naturel une présence spectrale, immobile, silencieuse et insolite. À une réalité baignée de lumière intense vient s'opposer un univers déréalisé, flou. Toujours cependant dominent une impression d'inquiétante étrangeté et le sentiment du sublime. ».
De même, à la fin du récit oral de Marlow au chapitre 35, le paysage, réduit à ses ingrédients primaires, la mer, le ciel, la terre, dépourvu du moindre pittoresque, sans une touche de couleur locale au point que la goélette du large se fond dans les teintes de la nature, constitue un cadre statique au sein duquel, sans qu'il en soit lui-même affecté, se devine une modulation du bleu au noir qui affecte la mer alors que s'affaisse la lumière. Demeurent la solidité, l'inaltérable massivité, comme si la terre de Patusan s'avérait immunisée contre l'érosion des siècles, comme libre du temps et de l'espace, lieu où les mouvements stellaires, les saisons n'étaient que parodies de l'ailleurs, sans effet sur les choses et les hommes : monde arrêté, où seule, alors que se retire la lumière, avance la masse obscure, gagnant peu à peu sur la plage éclairée où demeure Jim, lui-même bientôt englouti par l'immense tombée de la nuit.
Ainsi, jamais neutre, le style émotionnel et dramatique de Conrad s'applique à toutes les scènes, qu'elles soient dramatiques ou non. C'est au niveau de la création d'atmosphère que le procédé devient le plus flagrant : par l'intermédiaire de Marlow, Conrad s'applique à donner une impression de mystère, voire de menace, si systématiquement que le lecteur se voit parfois privé de ce qui peut justifier ce mystère et cette menace. Il en est ainsi, par exemple, dans la scène où Jim, dans la chambre de Marlow, fait le point sur lui-même (has it out with himself). Le mystère, en effet, reste non élucidé et la menace ne se matérialise pas ou ne débouche sur rien, si bien que la scène, en définitive, ne semble se justifier que par sa fonction prémonitoire des tragédies du dénouement. L'intensité dramatique se trouve particulièrement appuyée dans la partie consacrée à Patusan, où sa présence devient parfois génératrice d'une certaine qualité d'envoûtement. Cette caractéristique naît en grande partie de procédés de répétitions et d'équilibre des phrases, par exemple des balancements ternaires allant jusqu'à la virtuosité dans le maniement des mots, soit le bon côté du verbalisme, une sorte d'ivresse stylistique.

#### Dialogues

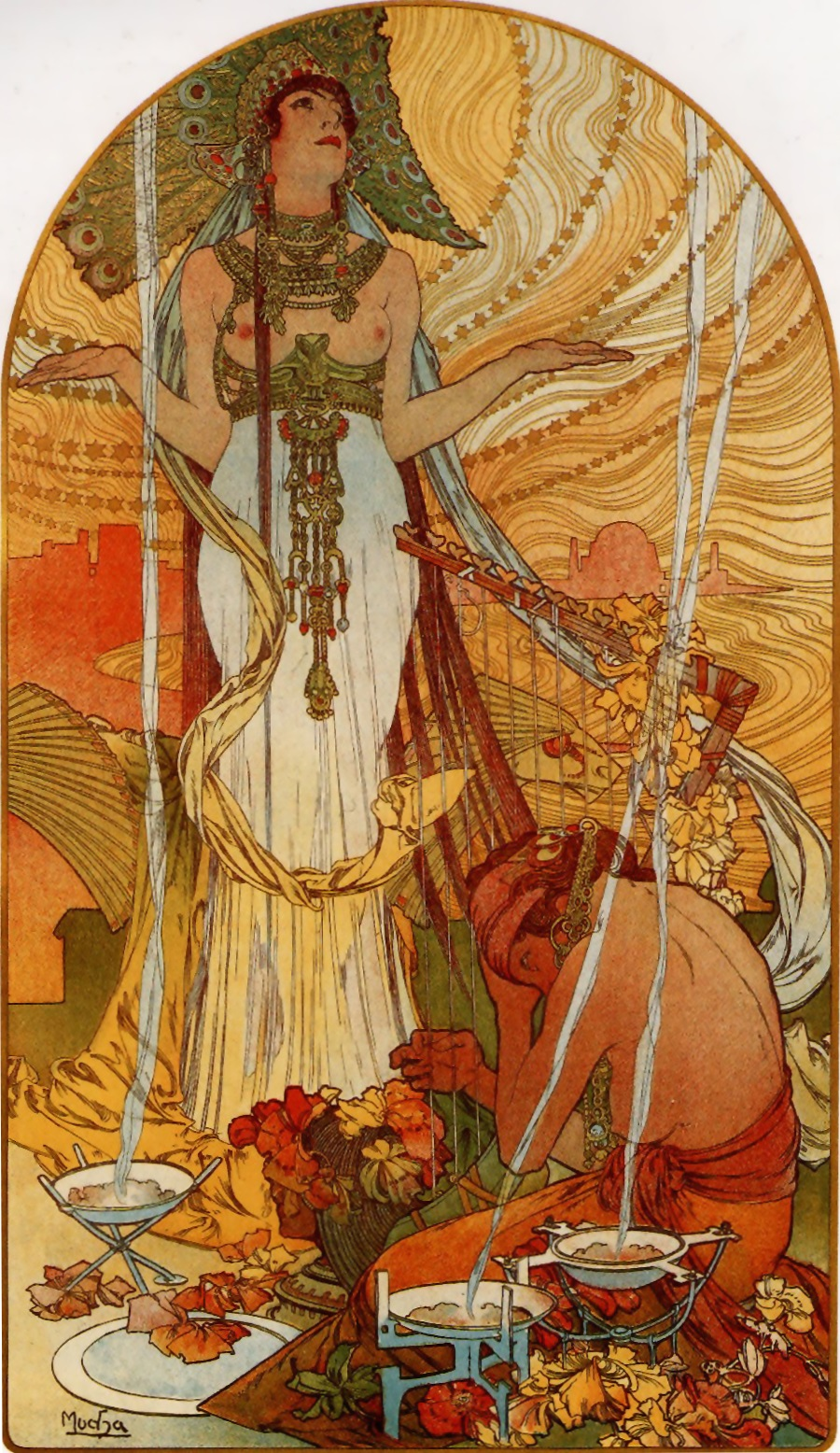
Salammbô, par Alfons Mucha, 1896.

Les dialogues, très nettement caractérisés, sont souvent conçus en termes de théâtre. Dans la dernière conversation entre Jim et Jewel, les voix, avec leur timbre, leurs inflexions, se trouvent minutieusement décrites ; abondent aussi les répétitions lancinantes (eight hundred people), reprenant en écho les expressions représentant l'obsessionn des consciences. De plus, Conrad a pris soin de donner un certain style d'expression à chacun de ses personnages : Marlow parle ou écrit avec du rythme, de l'équilibre, de la pondération, de la gravité. Jim, lui, emploie des phrases brèves, souvent sans verbe, staccato) ; si la phrase du premier s'assimile à une période de discours, enchevêtrée de subordonnées, celle du second relève de la spontanéité irrépressible d'un homme en état de crise morale et ayant atteint un point de rupture. Enfin, parce que le récit est consacré à la relation d'événements généraux ou à des commentaires sur la signification des faits et des acteurs de ces faits, c'est vraiment dans les dialogues que se montre le héros en action. Ainsi, la scène du saut où ne s'entendent que des voix, des appels, des bribes de conversation et où, pourtant, le lecteur sait exactement ce qui est en train de se passer, bien mieux, d'ailleurs, que Jim, incapable, lui, de comprendre le déroulement des faits. En ce sens, Conrad se différencie nettement d'un écrivain comme James, maître du monologue intérieur, alors que chez Conrad, les personnages décrivent sans cesse leurs propres actions en une sorte de radio-reportage permanent. Dans certaines scènes, Conrad cultive la violence, comme dans les guerres sanglantes de Patusan où les scènes de carnage paraissent s'inspirer de la technique de Flaubert dans Salammbô, avec une préférence marquée pour les gros plans, les attitudes plastiques, des postures statuesques, des cadavres posés comme des gisants.

### Poésie
En somme, le style de Conrad ne peut être qualifié de descriptif, concret, précis : si description il y a, elle reste fonctionnelle, comme si le but de l'auteur ne consistait pas tant à faire partager le spectacle du monde, que de montrer qu'il reste avant tout le support de l'imagination : ainsi au chapitre III, Jim est à bord du Patna, la mer est calme, on se trouve à la veille de la catastrophe, mais le rythme et le ton des phrases laissent à deviner que l'univers s'est effacé, réduit à quelques impressions, le lointain horizon, le scintillement de l'eau, l'ombre de la fumée noire, un bastingage de cuivre fugitif, l'entrave et l'écume, c'est tout. Domine dans le reste du passage la méditation du narrateur, l'entité de la nuit, de l'océan, un bateau, un homme : mi-allégorie, mi-abstraction, mi-métaphore, le texte garde pour fonction d'emporter le personnage, l'auteur, le lecteur dans une province de l'imaginaire où mondes extérieur et intérieur se rejoignent et se mêlent.
| « A marvellous stillness pervaded the world, and the stars, together with the serenity of their rays, seemed to shed upon the earth the assurance of everlasting security. The young moon recurved, and shining low in the west, was like a slender shaving thrown up from a bar of gold, and the Arabian Sea, smooth and cool to the eye like a sheet of ice, extended its perfect level to the perfect circle of a dark horizon. The propeller turned without a check, as though its beat had been part of the scheme of a safe universe; and on each side of the Patna two deep folds of water, permanent and sombre on the unwrinkled shimmer, enclosed within their straight and diverging ridges a few white swirls of foam bursting in a low hiss, a few wavelets, a few ripples, a few undulations that, left behind, agitated the surface of the sea for an instant after the passage of the ship, subsided splashing gently, calmed down at last into the circular stillness of water and sky with the black speck of the moving hull remaining everlastingly in its centre. Jim on the bridge was penetrated by the great certitude of unbounded safety and peace that could be read on the silent aspect of nature. » | « Une paix merveilleuse envahissait le monde, et les étoiles semblaient verser, avec la sérénité de leurs rayons, une promesse d'éternelle sécurité sur la terre. La jeune lune s'incurvait et, très bas sur l'horizon, faisait un mince copeau arraché à une lame d'or ; fraîche et polie comme une couche de glace, la mer d'Arabie étalait sa surface parfaite jusqu'au cercle parfait de l'horizon obscur. L'hélice tournait sans défaillance comme si son battement eût fait partie du plan d'un univers bien réglé, et des deux côtés du Patna, deux plis profonds de l'eau, persistants et sombres sur la lueur immobile, englobaient, dans l'écartement de leur crêtes droites, quelque blancs tourbillons d'écume qui éclatait avec un sifflement léger, quelques vaguelettes, quelques rides, quelques ondulations, qui, un instant après le passage du navire, agitaient la surface de la mer, puis s'étalaient un clapotis doux, confondues à nouveau dans le cercle immobile de l'eau et du ciel, dont le point noir de la coque mouvante restait au centre, éternellement. Sur la passerelle, Jim se sentait pénétré d'une sécurité et d'une paix sans bornes, qui s'affirmaient dans l'immobile silence de la nature. » |

Aussi Jean-Jacques Mayoux peut-il écrire que la poésie du style est le revers agréable d'une médaille qui l'est moins ; le manque de conclusion qui se manifeste à tous les étages conduit au mystère, donc à un certain charme du vague de l'histoire, des personnages, de l'attitude de l'auteur. À cela s'ajoute le dépaysement des tableaux présentés, dès le début et encore plus sous les tropiques, avec lesquels joue Conrad, conscient de l'attrait qu'ils exercent sur l'imagination populaire restée très romantique. Là apparaît le travail d'un créateur de « tableaux-poèmes ». Les évocations deviennent alors de véritables morceaux de bravoure, la technique s'avérant plutôt stéréotypée, avec des effets surtout d'expansion, par exemple la prolongation à l'infini des paysages, le recul de l'horizon, ciel, terre et mer fusionnant en une seule immensité.
Domine aussi la technique impressionniste, rendre les impressions par le biais de la peinture, arriver à voir au-delà de ce que les yeux perçoivent, ouvrir les sens du lecteur. À ce moment précis, ce ne sont plus des mots, mais des images colorées qui défilent sous les yeux, visions et couleurs restant des réminiscences du passé sorties d'une mémoire défaillante. Pourtant, Marlow lui-même se laisse prendre au jeu et il envisage sa dernière vision de Jim et de Patusan comme un tableau dont il essaye de s'imprégner, la scène tout entière devenant une image de l'esprit ; pour cela, il utilise un langage métaphorisé pour décrire ce qu'il voit : « comme à jamais suspendu » (as if for ever suspended ), « comme sous l'effet dune baguette magique » (as if under an enchanter's wand), etc., multipliant les images pour embrasser d'un même regard tout ce qui l'entoure.

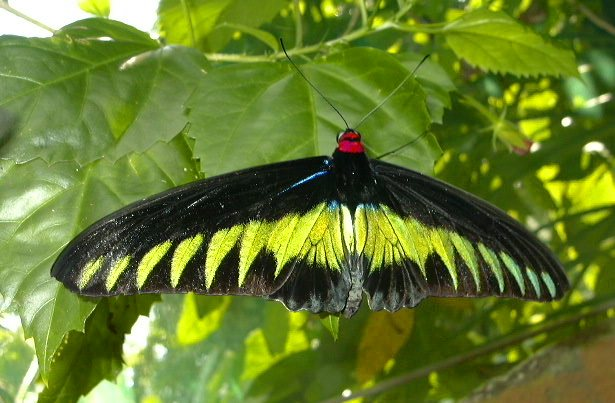
Papillon de Bornéo (Troides brookiana).

D'autres procédés purement rhétoriques contribuent au même effet, par exemple, outre l'accumulation répétitive de certains sons, leur répartition harmonieuse afin de créer un effet quasi musical, l'abondance des allitérations, le rythme soigné des développements, la recherche permanente de l'équilibre. Tout cela ajoute à l'art de Conrad dans Lord Jim un caractère monumental, souvent marmoréen, celui d'un écrivain considérant le style comme un art plastique. Là apparaît le travail d'un créateur de « tableaux-poèmes », la richesse textuelle correspondant à l'intensité des impressions visuelles et, « comme [souvent] en poésie, privilégiant le retour du même […] par rapport à la marche en avant », la stase au dynamisme.
Lord Jim privilégie l'oralité, les trois quarts en étant consacrés au récit parlé de Marlow, et le lecteur a tout loisir de juger de la force des mots sur l'action, l'identité, le sentiment d'appartenance. Pourtant, le mot « papillon » (butterfly) termine le roman : « plutôt qu'un mot qui emporte l'adhésion […] notamment celle du mot « nous » », c'est un vocable mystérieux, ouvert à l'interprétation, celle du lecteur « qui est invité à y risquer ses propres mots, ses propres battements d'ailes », :
| « And that's the end. He passes away under a cloud, inscrutable at heart, forgotten, unforgiven, and excessively romantic. Not in the wildest days of his boyish visions could he have seen the alluring shape of such an extraordinary success! […] But we can see him, an obscure conqueror of fame, […] celebrat[ing] his pitiless wedding with a shadowy ideal of conduct. […} He is one of us—and have I not stood up once, like an evoked ghost, to answer for his eternal constancy? […]. Who knows? He is gone, inscrutable at heart […]. Stein has aged greatly of late. He feels it himself, and says often that he is "preparing to leave all this; preparing to leave . . ." while he waves his hand sadly at his butterflies. » | « Et c'est fini. Il s'en va dans l'ombre d'un nuage, le cœur impénétrable, oublié, impardonné, et prodigieusement romantique. Les plus folles visions de ses années d'enfance n'auraient pu susciter pour lui mirage plus séduisant d'un prodigieux succès ! […] Au moins le voyons-nous, obscur conquérant de gloire […] célébrer ses impitoyables noces avec un obscur idéal […] C'est l'un des nôtres, et comme un fantôme évoqué, ne me suis-je pas dressé un jour , pour répondre de son éternelle constance ? […] Qui sait ? Il est parti, le cœur impénétrable […] Stein a beaucoup vieilli depuis quelque temps. Il s'en rend compte lui-même, et déclare souvent qu'il « se prépare à quitter tout cela », « qu'il se prépare à quitter… », et il fait un geste attristé de la main vers ses papillons. » |

## Adaptations
Lord Jim a été adapté deux fois au cinéma, la première en 1925 par Victor Fleming sous le titre Lord Jim, avec Percy Marmont dans le rôle de Jim, la deuxième en 1965 par Richard Brooks sous le même titre, avec Peter O'Toole dans le rôle-titre.

#### Texte
- (en) Joseph Conrad (A. Michael Matin), Lord Jim, New York, Barnes and Nobles, coll. « Barnes & Noble Classics », 2004, lvi et 339 (ISBN 9781593080846).
- (en) Joseph Conrad (Thomas C. Moser), Lord Jim, New York et Londres, W W Norton & Company, coll. « A Norton Critical Edition », 2010, 520 p. (ISBN 9780393963359).

#### Traductions
- (fr) Joseph Conrad (Sylvère Monod) (trad. Henriette Bordenave), Lord Jim, vol. 1, Paris, Gallimard, coll. « Bibliothèque de la Pléiade », 1982, LIX + 1410
- (fr) Joseph Conrad (André Topia) (trad. Philippe Neel), Lord Jim, Paris, Flammarion, 1996, 515 p. (ISBN 9782080708892)
- (fr) Joseph Conrad (Sylvère Monod) (trad. Odette Lamolle), Lord Jim, Paris, Autrement, coll. « Littératures », 1996, 477 p. (ISBN 9782862605906)

#### Autres œuvres de Conrad citées
- (en) Joseph Conrad, A Personal Record, Londres, Dent Collected Edition, 1975, 264 p., « A Familiar Preface », xi.
- (en) Joseph Conrad, Heart of Darkness, Harmondsworth, Penguin Classics, 1983.
- (en) Joseph Conrad, Youth, Londres, Blackwood's Magazine, 1888.
- (en) Joseph Conrad (Robert Kimbrough), The Nigger of the Narcissus, New york et Londres, W. W. Norton & Company, coll. « A Norton Critical Editions », 1979, 384 p. (ISBN 0393090191).
- (en) Joseph Conrad (Paul Negri et John Berseth), The Nigger of the Narcissus, Fairford, Echo Library, 2007, 100 p. (ISBN 1517333148)

#### Écrits généraux concernant Conrad
- (en) Gustav Morf, The Polish Heritage of Joseph Conrad, Londres, Sampson Low, Marston, 1930.
- (fr) Claude Lévi-Strauss, Anthropologie structurale, Paris, Plon, 1958.
- (en) Dorothy Van Ghent, The English Novel: Form and Function, New York, Rinehart and Co, 1953.
- (en) Gérard Jean Aubry, The Sea Dreamer, a Definitive Biography of Joseph Conrad, Londres, George Allen & Unwin, 1957, 321 p.
- (en) Jocelyn Baines, Joseph Conrad, A Critical Biography, Londres, Weidenfeld and Nicolson, 1959, 507 p.
- (fr) Jean-Jacques Mayoux, Vivants piliers, Paris, Julliard, 1960.
- (fr) Ronald David Laing (trad. Claude Elsen), The Divided Self (Le moi divisé), Paris, Stock, 1960.
- (en) Ian Watt, Conrad in the Nineteenth Century, London, Chatto & Windus, 1980.
- (en) Fredric Jameson, The Political Unconscious: Narrative as a Socially Symbolic Act, Ithaca, New York, Cornell University Press, 1981, p. 206-280.
- (fr) Ramon Fernandez, Messages, Paris, Grasset, 1981, « L’art de Conrad », p. 96-103.
- (en) Jacques Darras, Conrad and the West: Signs of Empire, Londres, MacMillan, 1982.
- (en) R.H.W. Reece, The Name of Brooke, the End of White Rajah Rule in Sarawak, Kuala Lumpur, Oxford University Press, 1982 (ISBN 978-0-19-580474-4).
- (en) Cedric Watts, The Deceptive Text, London, Barnes and Noble, 1984.
- (fr) Jean-Jacques Mayoux, Sous de vastes portiques, Paris, Nadeau, 1985.
- (en) Norman Page, A Conrad Companion, Londres, Palgrave Macmillan, 1986, XVI + 200 (ISBN 978-1-349-18095-0).
- (en) Joseph Conrad (Frederick R. Karl), The Collected Letters of Conrad, vol. 2, Cambridge et New York, Cambridge University Press, 1986, 595 p., xlviii et 446.
- (en) Anthony Winner, Culture and Irony, studies in Conrad’s major novels, Charlottesville, University Press of Virginia, 1988.
- (en) Yves Hervouet et Lindsay Newman, The French Face of Joseph Conrad, Cambridge, Cambridge University Press, 1990 (ISBN 9780521069298).
- (en) Jonathan Cary, Techniques of the Observer: on Vision and Modernity in the Nineteenth Century, Cambridge Mass., MIT Press, 1992, 183 p. (ISBN 0262531070)
- (fr) Gavin Young (trad. Alain Bories), Les fantômes de Joseph Conrad ; Un voyage en Extrême-Orient, Paris, Payot, coll. « Voyageurs Payot », 1993, 492 p. (ISBN 2-228-88661-0).
- (en) J. H. Stape, The Cambridge Companion to Joseph Conrad, Cambridge, Cambridge University Press, 1996, 210 p. (ISBN 978-1-107-61037-8).
- (en) Frederick R. Karl, A Reader's Guide to Joseph Conrad, New York, Syracuse University Press, 1997, 324 p. (ISBN 0815604890)
- (en) John G. Peters, Conrad and Impressionism, Cambridge, Cambridge University Press, 2001, 206 p. (ISBN 0521791731)
- (en) Ranee Margaret of Sarawak, My Life in Sarawak, Oxford, Oxford University Press, 2001 (ISBN 0-19-582663-9).
- (en) Daphne Grace, Relocating Consciousness: Diasporic Writers and the Dynamics of Literary Experience, Amsterdam, Éditions Rodopi B.V., coll. « Consciousness Literature & the Arts », 2007, 252 p. (ISBN 9042022523)
- (en) Joseph Conrad (Cedric Watts), Heart of Darkness and Other Tales, Oxford, Oxford University Press, 2008, 272 p. (ISBN 0199536015).
- (en) Robert Hampson (dir.), « Henry James and Joseph Conrad: the pursuit of autonomy », dans The Cambridge History of the English Novel, Cambridge, Cambridge University Press, 2012 (ISBN 9781107459953), p. 565-580.

#### Écrits spécifiques surLord Jim
- (en) Tony Tanner, Lord Jim, Londres, Edward Arnold, coll. « Studies in English Literature », 1er janvier 1963, 62 p., chap. 12
- (en) Robert Ferrieux, Lord Jim, Pau, Université de Pau et des pays de l'Adour, coll. « Cours d'Agrégation », 1972, 87 p.
- (en) Albert Denjean, Lord Jim, Perpignan, Université de Perpignan Via Domitia, coll. « Cours d'Agrégation », 1972, 25 p.
- (en) York Notes (Theo Steinmann), Joseph Conrad, Lord Jim, Harlow (Essex), Longman York Press, 1982, 80 p. (ISBN 0582782163).
- (en) Nina Galen, « Stephen Crane as a Source for Conrad's Jim », Nineteenth Century Fiction, vol. 38, no 1,‎ juin 1983, p. 78-96 (DOI 10.2307/3044850).
- (en) Harold Bloom, « Joseph Conrad's Lord Jim », Modern Critical Interprétations, New York, Chelsea House,‎ 1987, p. 33-52.
- (en) Thomas Harrison, Essayism: Conrad, Musil, and Pirandello, Baltimore, The Johns Hopkins University Press, 1991, 288 p. (ISBN 0801842832).
- (en) Ross C. Murfin, Lord Jim: After the Truth, New York, Twayne Publishers, Inc., 1992, 125 p. (ISBN 0805780947).
- (en) George A. Panichas, « The Moral Sense in Joseph Conrad's Lord Jim », Humanitas, College Park (Maryland), University of Maryland, vol. XIII, no 1,‎ 2000.
- (fr) Myriam Pariente (François Gallix), Conrad, Lord Jim, Paris, Ellipses, coll. « CAPES, Agrégation », 2003, 224 p. (ISBN 9782729816070), « Lord Jim ou le moi divisé », p. 117-126.
- (fr) Fabienne Gaspari (François Gallix), Conrad, Lord Jim, Paris, Ellipses, coll. « CAPES, Agrégation », 2003, 224 p. (ISBN 9782729816070), « The Ever-Undiscored Country : paysage et mémoire dans Lord Jim », p. 67-76.
- (en) Christophe Robin (François Gallix), Conrad, Lord Jim, Paris, Ellipses, coll. « CAPES, Agrégation », 2003, 224 p. (ISBN 9782729816070), « I, who am speaking to you, once…, mémoire, ellipse et récit dans Lord Jim », p. 200-211.
- (fr) (en) Nathalie Martinière, Lord Jim de Joseph Conrad, Nantes, Éditions du Temps, coll. « Lecture d'une œuvre », 2003, 288 p. (ISBN 2842742567).
- (fr) Christine Vandamme, Lord Jim Joseph Conrad, Rosny, Bréal, coll. « Amphi anglais », 2003, 186 p. (ISBN 9782749501710), « Dissertation 1 », p. 148-161.
- (en) Yann Tholoniat (Gallix François), Lord Jim, Paris, Ellipses, 2003, 224 p. (ISBN 9782729816070), « “This Amazing Jim-Myth”: From Mythology to Mythography in Conrad’s Lord Jim », p. 57-66.
- (fr) Claude Maisonnat, « Le français dans l'écriture conradienne », Cahiers victoriens et édouardiens, Montpellier, Presses universitaires de la Méditerranée, Université Paul Valéry Montpellier III, no 78,‎ septembre 2013.
- (fr) Fabienne Gaspari, « ‘A damaged kaleidoscope’ : Lord Jim et le passé reconstruit », lignes, Pau, Université de Pau et des pays de l'Adour, no 2,‎ 2005.
- (fr) Pierre Escaillas, « Lord Jim, La rédemption », Carnets de la Licorne,‎ 2007 (lire en ligne).
- (fr) Pierre Escaillas, « Le déshonneur de Lord Jim », Carnets de la Licorne,‎ 2007 (lire en ligne).
- (fr) Denise Ginfray (Josiane Paccaud-Huguet), « Joseph Conrad 3. L’écrivain et l’étrangeté de la langue », Acta fabula, La revue des lettres modernes, Caen, Minard, vol. 8, no 3,‎ mai-juin 2007 (ISBN 978-2-256-91113-2).

### Citations du texte original
1. ↑  « not the superficial how, but the fundamental why ».
2. ↑  « the incarnation of everything vile and base that lurks in the world we love ».
3. ↑  « His novels are not the outcome of his art, but of his character, like the deeds that make up his record of naval service. To the artist his work is interesting as a completely successful expression of an unartistic nature ».
4. ↑  « In a book of this kind it is the author's personality which awakens the greatest interest; it shapes itself before one in the ring of sentences, it is seen between the lines--like the progress of a traveller in the jungle ».
5. ↑  « It is made up of doubt, of hesitation, of moments silent and anxious when one listens to the thoughts — one's own faults —, speaking indistinctly, deep down somewhere at the bottom of the heart ».
6. ↑  « Talk about the river, the people, the events, as seen through your temperament […] You must squeeze out of yourself every sensation, every thought, every image, mercilessly, without reserve ans without remorse ».
7. ↑  « Straight vision is a bad form. The proper thing is to look around the corner ».
8. ↑  « Art […] may be defined as a single-minded attempt to render the highest kind of justice to the visible universe, by bringing to light the truth, manifold and one, underlying its every aspect. It is an attempt to find in its forms, in its colours, in its light, in its shadows, in the aspects of matter and in the facts of life, what of each is fundamental, what is enduring and essential -- their one illuminating and convincing quality -- the very truth of their existence »
9. ↑  « All art, therefore, appeals primarily to the senses, and the artistic aim when expressing itself in written words must also make its appeal through the senses, if its high desire is to reach the secret spring of responsive emotions. It must strenuously aspire to the plasticity of sculpture, to the color of painting, and to the magic suggestiveness of music-which is the art of arts. And it is only through complete, unswerving devotion to the perfect blending of form and substance. […] My task which I am trying to achieve is, by the power of the written word to make you hear, to make you feel-it is, before all, to make you see. That-and no more, and it is everything ».
10. ↑  « Seriously, the truth of the matter is, that my first thought was of a short story, concerned only with the pilgrim ship episode; nothing more ».
11. ↑  « It was only then that I perceived that the pilgrim ship episode was a good starting-point for a free wandering tale »
12. ↑  « it was an event […] which could conceivably colour the whole 'sentiment of existence' in a simple ans sensitive character ».
13. ↑  « One sunny morning in the commonplace surroundings of an Eastern roadstead, I saw his form pass by — appealing, significant, under a cloud, perfectly silent […] It was for me, with all the sympathy of which I was capable to seek fit words for his meaning. He was 'one of us' — ».
14. ↑  « the unconscious pilgrims of an exacting faith »
15. ↑  « Fear always remains. A man may destroy everything within himself, love and hate and belief, and even doubt; but as long as he clings to life the cannot destroy fear: the fear, subtle, indestructible, and terrible, that pervades his being; that tinges his thoughts; that lurks in his heart; what watches on his lips the struggle of his last breath ».
16. ↑  « […] these blue, boyish eyes looking straight into mine, this young face, these capable shoulders, the open, bronzed forehead with a white line under the roots of clustering fair hair […] this frank aspect, the artless smile, the youthful seriousness. »
17. ↑  « […] under a cloud, inscrutable at heart, forgotten, unforgiven, and excessively romantic ».
18. ↑  « I affirm nothing. Perhaps you may pronounce — after you've read — ».
19. ↑  « it's extraordinary how he could cast upon you the spirit of his illusion. »
20. ↑  « I was oppressed by a sad sense of resigned wisdom, mingled with the amused and profound pity of an old man helpless before a childish disaster. »
21. ↑  « you had to listen to him as you would to a small boy in trouble ».
22. ↑  « In this business, I shall not lead ».
23. ↑  « cruel and insoluble mystery »
24. ↑  « Everything was gone, and he who had been once unfaithful to his trust had lost again all men's confidence ».
25. ↑  « the whites depart unseen, and seem to vanish before men's eyes altogether ; and the schooner, too, vanishes after the manner of stolen goods ».
26. ↑  « his own world of shades ».
27. ↑  « Jim looked every day at that roadstead which is a thoroughfare to the East ».
28. ↑  « He looked as genuine as a new sovereign, but there was some infernal alloy in his metal ».
29. ↑  « The way is to the destructive element submit yourself, and with the condition, and with the exertions of your hands and feet in the water make the deep, deep sea keep you up […] In the destructive element immerse […] That was the way. To follow the dream, and again to follow the dream — and so — ewig-usque ad finem ».
30. ↑  « headlong into the fanciful realm of recklessly heroic aspirations ».
31. ↑  « the infernal powers who had selected him for the victim of their practical joke ».
32. ↑  « set up upon a pedestal, to represent in his persistent youth the power, and perhaps the virtues, of races that never grow old, that have emerged from the gloom ».
33. ↑  « those struggles of an individual trying to save from the fire his idea of what his moral identiry should be ».
34. ↑  « into a star of the fifth magnitude […] leaving behind his earthly failings […] Let him creep twenty feet underground and stay there […} get him out of the way; out of his own way […] disposed of where all sound and movement in the world seemed to come to an end ».
35. ↑  « to conciliate imbecile jealousies, and argue away all sorts of senseless mistrusts. »
36. ↑  « the one truth of every passing day »
37. ↑  « He dominated the forest, the secular gloom, the old mankind ».
38. ↑  « no bigger than a child – then only a speck, a tiny white speck… in a darkened world ».
39. ↑  « the image of truth abiding in facts should become distorted — or blurred — ».
40. ↑  « Without a stir, without a ripple, without a wrinkle ».
41. ↑  « A few wavelets, a few ripples, a few undulations ».
42. ↑  « Departed, disappeared, vanished, absconded ».
43. ↑  « She wanted an assurance, a statement, a promise, an explanation ».

### Citations originales des commentateurs
1. ↑  « half a century hence, it will be one of the honourable things to record of [Maga] that she entertained 'Jim' ».
2. ↑  « Those who have not read Youth will not recognize that the middle-aged raconteur Marlow, like Jim, has been a reckless British merchant officer in the easter seas as a young man ».
3. ↑  « The mind receives a myriad impressions […]. From all sides they come, an incessant shower of innumerable atoms; and as they fall, as they shape themselves into the life of Monday or Tuesday. […] Life is not a series of gig lamps symmetrically arranged; life is a luminous halo, a semi-transparent envelope surrounding us from the beginning of consciousness to the end ».
4. ↑  « Just like Lord Jim, Conrad could not bring to an end the dramatic episode of his youth. […] Poland seemed to Conrad a responsibility denied, a duty repudiated ».
5. ↑  « Reading is a waste of time, but for those who can afford it, Lord Jim is a novel taking place in Malaysia; its hero, Tuan Jim, is an unattractive type of white trash ».
6. ↑  « Mr Joseph Conrad has chosen Mr Stephen Crane for his example, and has determined to do for the sea and the sailor whar his predecessor had done for war and warriors ».
7. ↑  « I had already sensed the man's intense earnestness underlying his quiet surface. Every time he raised his eyes, that secret quality […] of his soul was betrayed in a clear flash, […] though it was apparent also in his other features; as for instance in the structure of his forehead, the deep solid arches under his fair eyebrows »
8. ↑  « dark forces had guided his pen ».
9. ↑  « he can exult on the cross ».
10. ↑  « almost all the characters are seen through the paradigm of the butterfly ».
11. ↑  « Such a life recalls the eternal promise of the Evangelist' words ».
12. ↑  « As one who did not learn English until he was in his twenties, he must certainly have been aware of each and every word he used, and each muts have been carefully chosen. His language is often deliberately difficult […] and [his] prose a thing of tortured beauty ».